# Histoire militaire du Royaume-Uni pendant la Seconde Guerre mondiale

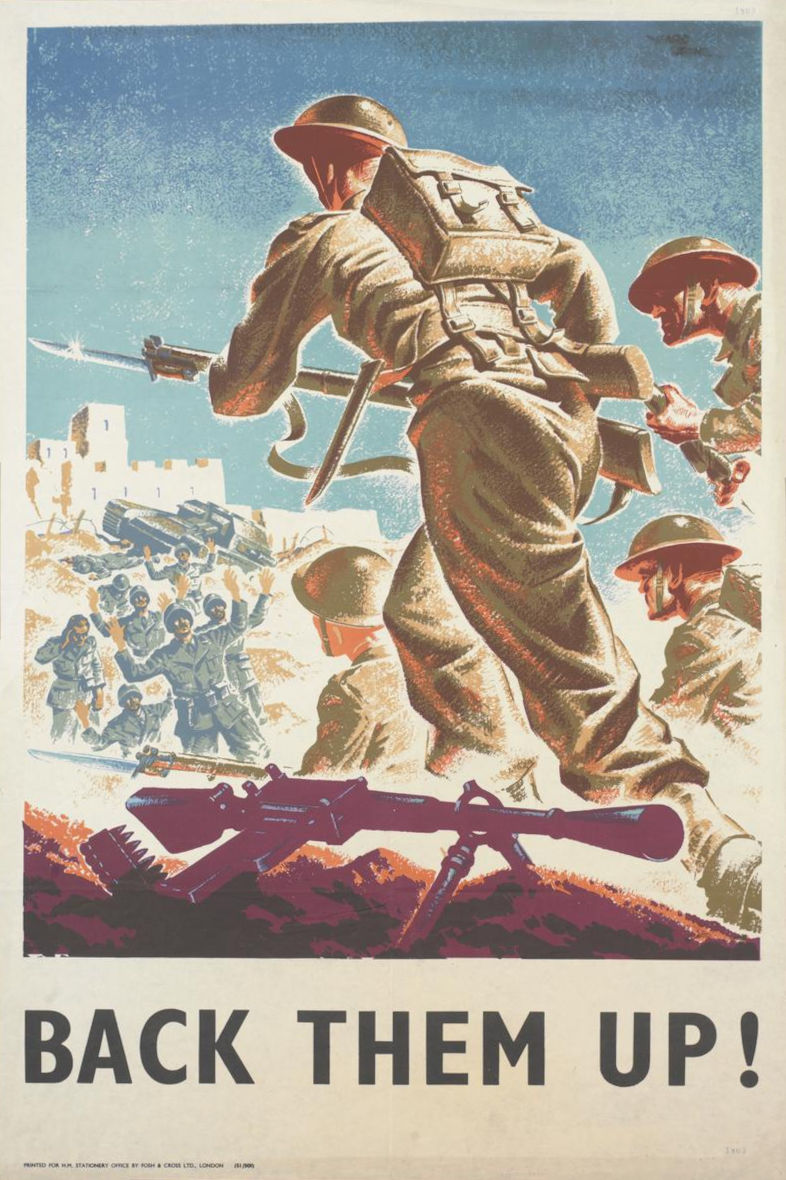
Affiche de propagande britannique de la Seconde Guerre mondiale.

Pour l'histoire nationale britannique, voir Histoire de l'arrière et Organisation défensive du Royaume-Uni.
L'histoire militaire du Royaume-Uni pendant la Seconde Guerre mondiale couvre la Seconde Guerre mondiale contre les puissances de l'Axe, commençant le 3 septembre 1939 avec la déclaration de guerre du Royaume-Uni et de la France, suivie par les Dominions et les colonies de la Couronne britanniques, contre l'Allemagne nazie en réponse à l'invasion de la Pologne par l'Allemagne. La drôle de guerre culmina en avril 1940 avec l'invasion allemande du Danemark et de la Norvège. Winston Churchill devient premier ministre et chef d'un gouvernement de coalition en mai 1940. La défaite des autres pays européens suivit rapidement – la Belgique, les Pays-Bas, le Luxembourg et la France – aux côtés du Corps expéditionnaire britannique qui conduit à l'évacuation de Dunkerque.
À partir de juin 1940, la Grande-Bretagne et son Empire continuèrent seuls le combat contre l'Allemagne. Churchill engagea l'industrie, les scientifiques et les ingénieurs pour conseiller et soutenir le gouvernement et l'armée dans la poursuite de l'effort de guerre. L'invasion prévue du Royaume-Uni par l'Allemagne est évitée par la Royal Air Force niant la supériorité aérienne de la Luftwaffe dans la bataille d'Angleterre, et par son infériorité marquée dans la puissance navale. Par la suite, les zones urbaines de Grande-Bretagne ont subi de lourds bombardements pendant le Blitz à la fin des années 1940 et au début de 1941. La Royal Navy mit en place un blocus de l'Allemagne et protégea les navires marchands lors de la bataille de l'Atlantique. L'armée contre-attaqua en Méditerranée et au Moyen-Orient, y compris dans les campagnes d'Afrique du Nord et d'Afrique de l'Est, et dans les Balkans.
Le Royaume-Uni et les pays alliés ont signé la Déclaration du palais Saint James en juin 1941, s'engageant à ne pas conclure de paix séparée avec l'Allemagne et énonçant des principes devant servir de base à une paix future. Churchill conclut une alliance avec l'Union soviétique en juillet et commença à envoyer des fournitures à l'URSS. En août, Churchill et le président américain Franklin Roosevelt rédigent la Charte de l'Atlantique pour définir des objectifs pour le monde d'après-guerre. En décembre, l'empire du Japon attaque les possessions britanniques et américaines avec des offensives presque simultanées contre l'Asie du Sud-Est et le Pacifique central, tout en attaquant la flotte américaine à Pearl Harbor. La Grande-Bretagne et l'Amérique déclarent la guerre au Japon, débutant la guerre du Pacifique. La grande alliance du Royaume-Uni, des États-Unis et de l'Union soviétique est formée, au cours de laquelle est convenue la grande stratégie européenne pour la guerre, L'Allemagne d'abord. La Déclaration des Nations unies rédigée par Roosevelt et Churchill à Washington en décembre 1941 officialise les Alliés de la Seconde Guerre mondiale. Le Royaume-Uni et ses alliés subissent de nombreuses défaites désastreuses lors de la guerre sur le théâtre Asie-Pacifique au cours des six premiers mois de 1942.
Des victoires sont durement disputées en 1943 dans la campagne d'Afrique du Nord, dirigée par le général Bernard Montgomery, et dans la campagne d'Italie qui suivra. Les forces britanniques jouent un rôle majeur dans la production de renseignements ultra, le bombardement stratégique de l'Allemagne et le débarquement de Normandie en juin 1944. La libération de l'Europe suit le 8 mai 1945, accomplie en collaboration avec l'Union soviétique, les États-Unis et d'autres pays alliés. La bataille de l'Atlantique fut la plus longue campagne militaire continue de la guerre.
Sur le théâtre de l'Asie du Sud-Est, la flotte de l'Est mène des frappes dans l'océan Indien. L'armée britannique mène la campagne de Birmanie pour chasser le Japon de la colonie britannique ; impliquant un million de soldats à son apogée, provenant principalement de l'Inde britannique, la campagne fut finalement couronnée de succès à la mi-1945. La flotte britannique du Pacifique participe à la bataille d'Okinawa et aux dernières frappes navales contre le Japon. Des scientifiques britanniques ont contribué au projet Manhattan pour concevoir une arme nucléaire. La capitulation du Japon est annoncée le 15 août 1945 et signée le 2 septembre 1945.

## Contexte
Bien que le Royaume-Uni ait augmenté ses dépenses et son financement militaires avant 1939 en réponse à la force croissante de l'Allemagne sous le parti nazi, ses forces sont encore faibles en comparaison, en particulier l'armée britannique. Seule la Royal Navy – à l'époque la plus grande du monde – est d'une force supérieure à celle de son homologue allemande. L'armée britannique ne dispose que de neuf divisions disponibles pour la guerre, alors que l'Allemagne en a soixante-dix-huit et la France quatre-vingt-six.
Néanmoins, selon les termes de l'historien David Edgeron « la Grande-Bretagne est un pays très riche, formidablement armé, impitoyable dans la défense de ses intérêts et situé avec son empire au cœur du système de production mondial». Après sa promotion au poste de premier ministre en 1940, Winston Churchill engage l'industrie, des scientifiques et des ingénieurs pour conseiller et soutenir le gouvernement et l'armée dans la poursuite de l'effort de guerre. Une grande partie du travail scientifique qui conduit à la technologie déterminante de l'issue de la guerre, comme le radar, et partagée avec les Américains cette année-là par le biais de la mission Tizard qui conduira à une vaste coopération technologique alliée. Le projet Manhattan, cependant, est entrepris pendant la guerre en 1942. La contribution britannique comprenait le travail sur les alliages de tubes depuis 1941.

## Début du conflit
Anticipant le déclenchement d'une nouvelle guerre mondiale, la marine polonaise met en œuvre le plan Pékin à la fin août et au début de septembre 1939, déplaçant trois destroyers modernes, le Burza, le Błyskawica et le Grom en Grande-Bretagne ; les navires serviront aux côtés (et sous le commandement de) la Royal Navy pour le reste de la guerre.

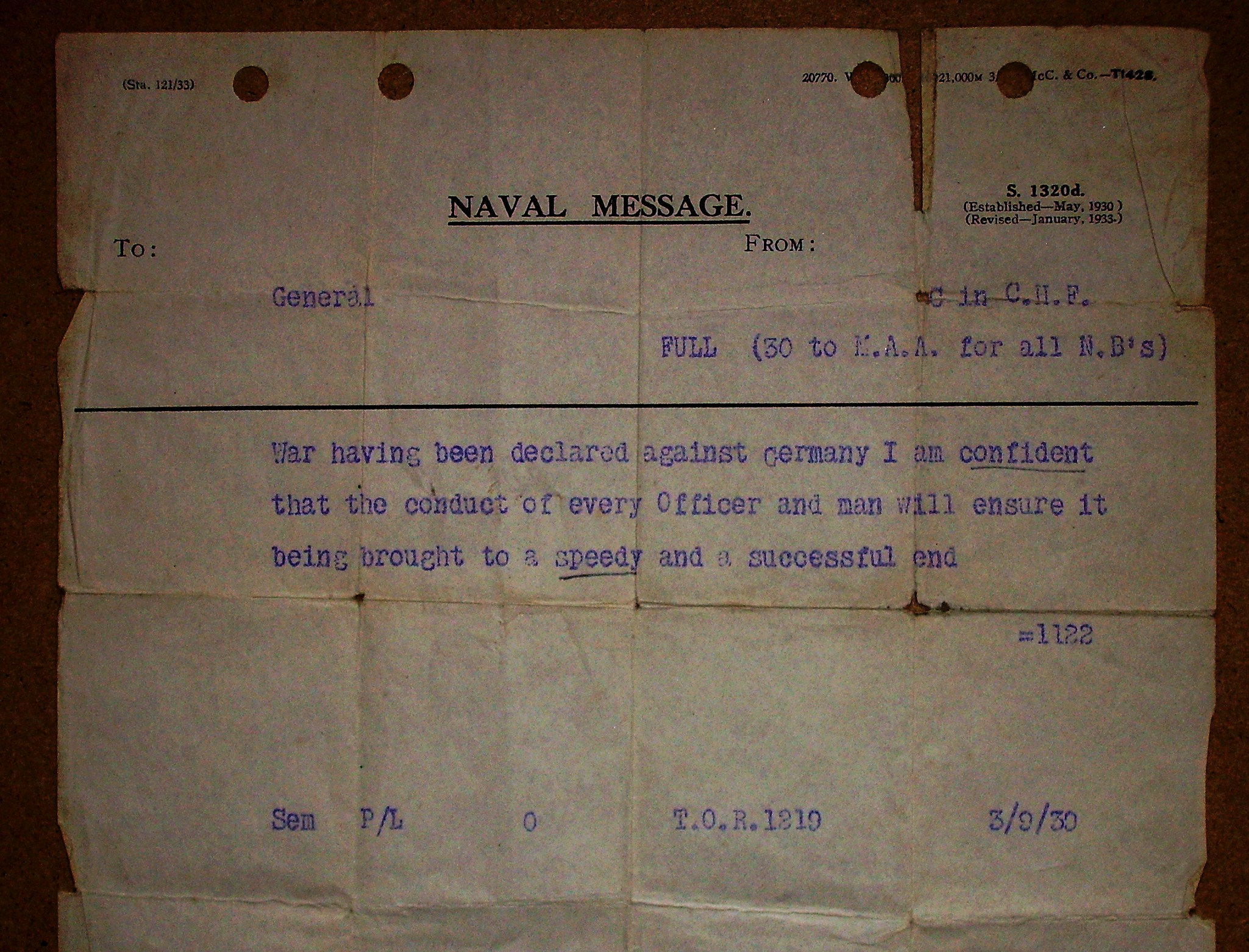
Message envoyé aux navires de la Royal Navy les informant du déclenchement de la guerre.

Le 3 septembre, le Royaume-Uni et la France déclarent la guerre à l'Allemagne comme l'y oblige l'alliance militaire anglo-polonaise. La déclaration est faite 24 heures après l'ultimatum du Royaume-Uni, exigeant le retrait de toutes les forces allemandes de Pologne. Après la chute de la Pologne, la Royal Navy est renforcée par l'arrivée de deux sous-marins polonais Orzeł et Wilk. La marine polonaise au Royaume-Uni est ensuite complétée par des navires britanniques loués.
L'armée britannique déploie immédiatement le British Expeditionary Force (BEF) pour soutenir la France. Au début, seules les troupes régulières de l'armée d'avant-guerre composent ses effectifs. En 1940, cependant, des hommes des divisions de l'armée territoriale (TA) mobilisés au Royaume-Uni sont envoyés. Finalement, le BEF a sous ses ordres les Ier, IIe et IIIe corps, contrôlant 200 000 hommes. La Royal Air Force (RAF) déploie également des forces importantes en France au début des hostilités. Certains sont des escadrons de coopération de l'armée française pour aider à des questions comme la reconnaissance pour l'armée française. D'autres sont des escadrons de Hawker Hurricane du RAF Fighter Command. Séparément, le Bomber Command envoya l'Advanced Air Striking Force, composée d'escadrons pilotant le Fairey Battle et d'autres machines qui n'avaient pas la portée pour atteindre l'Allemagne depuis le Royaume-Uni.
Pendant la drôle de guerre, la RAF mène de petits raids de bombardement et un grand nombre de raids de tracts de propagande (nom de code « Nickels ») et la Royal Navy impose un blocus côtier à l'Allemagne.

## Europe occidentale et septentrionale, 1940 et 1941

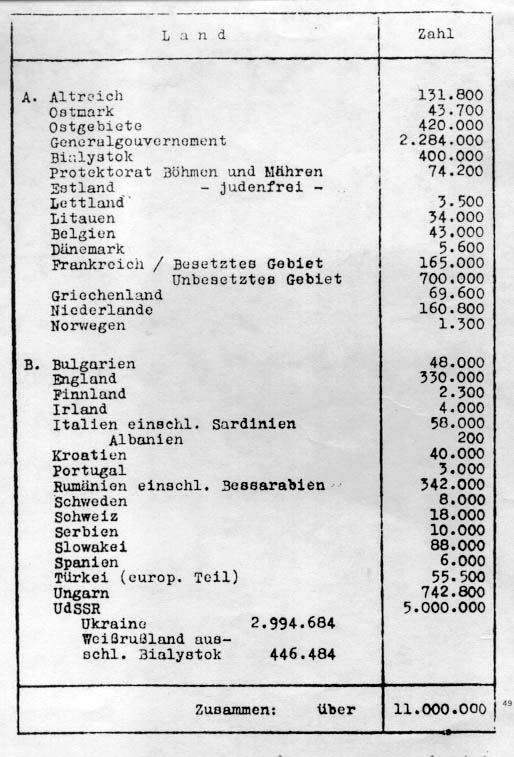
Liste des objectifs de la conférence de Wannsee

### Campagne de Norvège

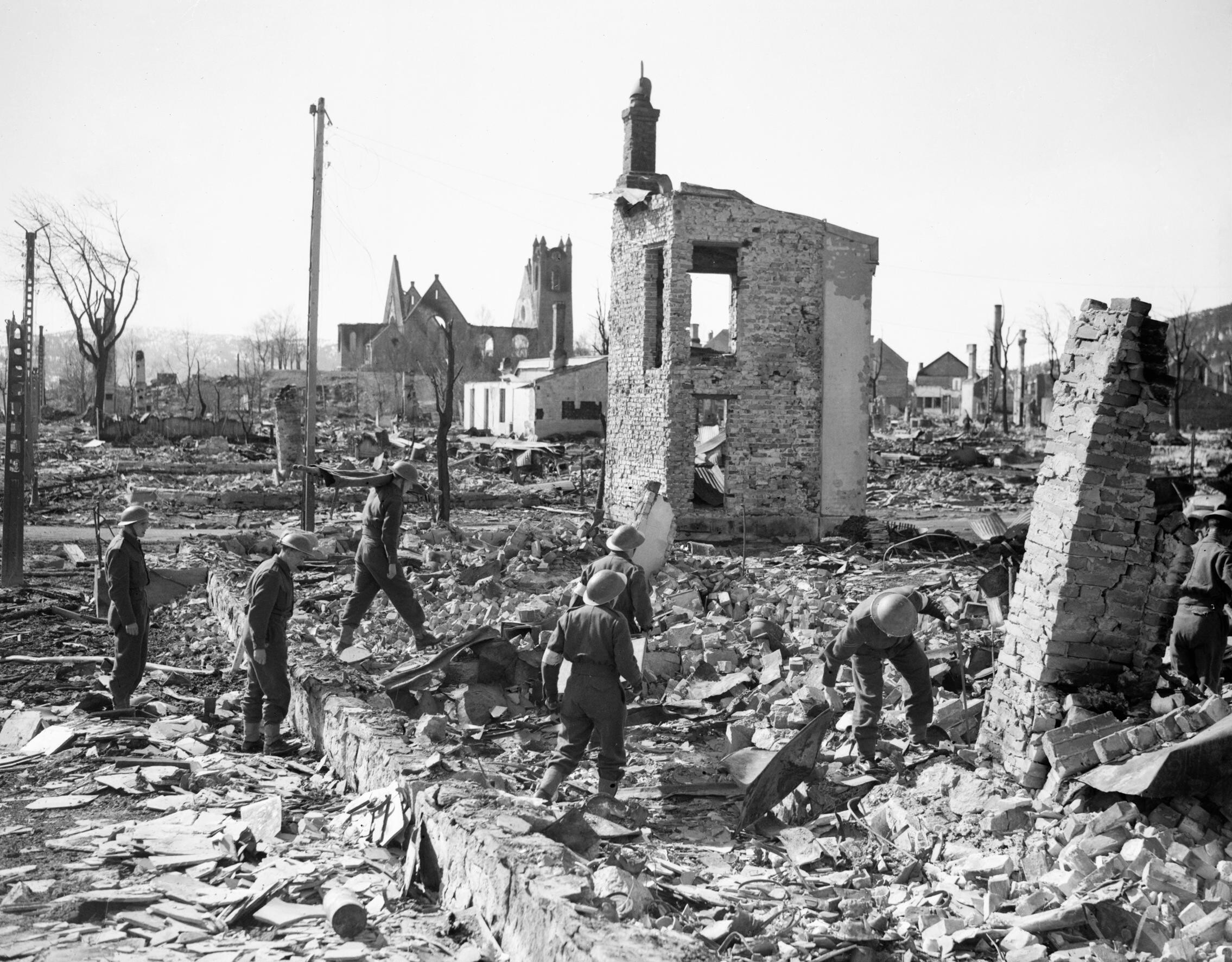
Les troupes britanniques pendant la campagne de Namsos.

La Norvège occupe une place importante dans la stratégie allemande en raison des grands gisements de minerai de fer dans le nord de la Suède et du long littoral qui empêcherait un blocus du type de celui qui a nui à l'Allemagne pendant la Première Guerre mondiale. Prédisant correctement que le Royaume-Uni prendrait une mesure préventive contre la Norvège neutre pour arrêter le flux de minerai de Narvik, Adolf Hitler ordonna le début d'une invasion le 9 avril 1940. La Wehrmacht réussit sa mission, débarquant une grande force à des points stratégiques vitaux en Norvège. Les forces terrestres britanniques sont rapidement envoyées en Norvège, débarquant au centre à Åndalsnes et à Namsos et dans le nord du pays à Narvik. La Luftwaffe dissuada les débarquements plus au sud.
Les troupes britanniques effectuent des débarquements amphibies à Namsos en avril 1940 dans le but d'empêcher les Allemands d'avancer vers le nord. Les attaques des forces britanniques au sud sont stoppées et bientôt encerclées dans la ville de Namsos. Les Britanniques sont confrontés à des attaques de la Luftwaffe et à des difficultés croissantes pour débarquer des troupes fraîches et du ravitaillement en provenance de la mer. Le général De Wiart reçut l'ordre d'évacuer ses forces le 28 avril. Toutes les troupes britanniques sont évacuées le 4 mai 1940.
Dans le centre de la Norvège, les porte-avions de la Royal Navy et les escadrons de chasse de la RAF échouent à garder les bases établies en sécurité et les Britanniques doivent les évacuer. Au nord, les Allemands sont chassés de Narvik après l'avoir capturé. Cependant, face à la menace aérienne de plus en plus grande, il s'avère à nouveau impossible de maintenir des bases dans la zone, les forces britanniques à Narvik seront forcées au repli.
À la suite de la perte de la Norvège et du Danemark, la Royal Navy commence une occupation préventive des îles Féroé le 12 avril 1940.
Le 10 mai 1940, la Royal Navy occupe l'Islande pour installer des bases navales et aériennes sur cette île de l'Atlantique.

### Bataille de France

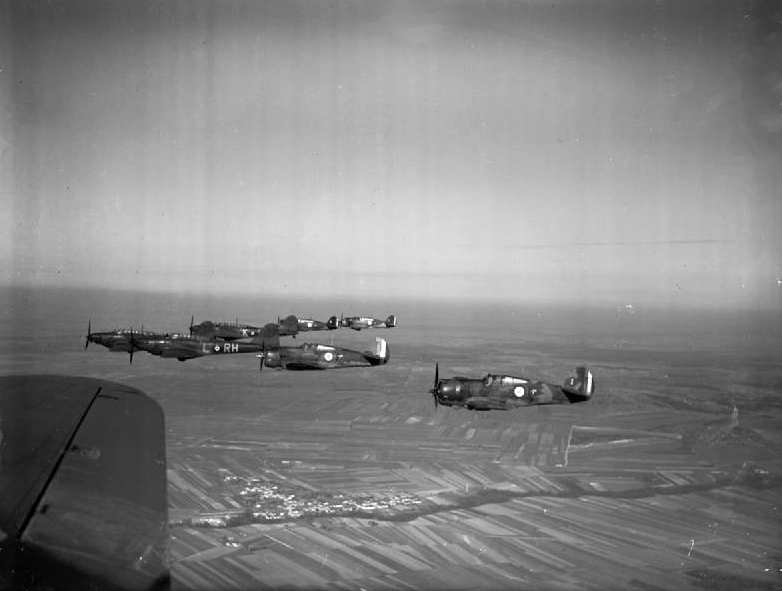
Des Fairey Battle du No. 88 Squadron de la RAF Advanced Air Striking Force, basés a Mourmelon-le-Grand, volant en formation avec des Curtiss P-36 Hawk français de la 1re escadrille du Groupe de Chasse 1/2 (GC 1/2) en février 1940.

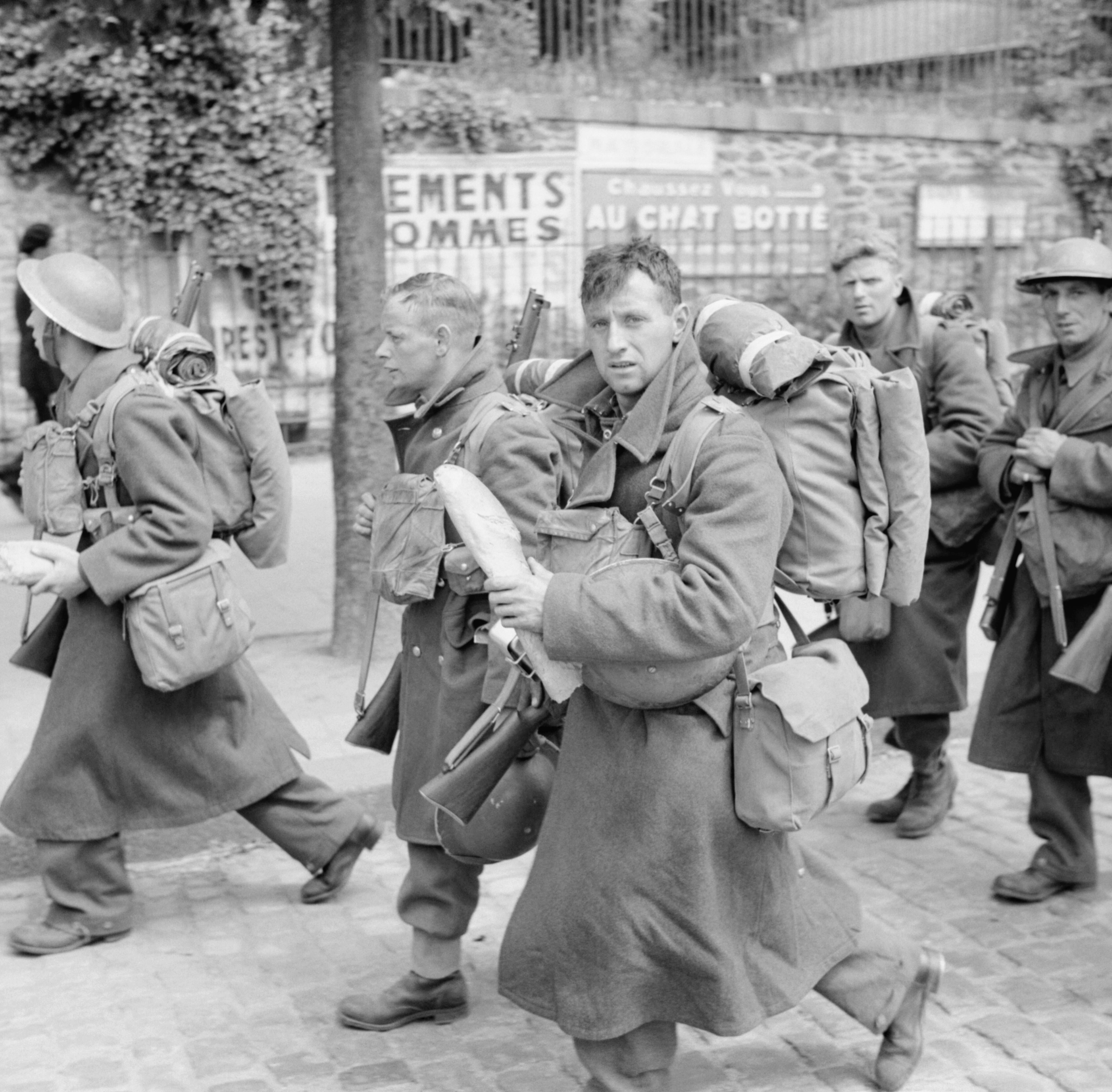
Troupes en route vers le port de Brest lors de l'évacuation de France, juin 1940.

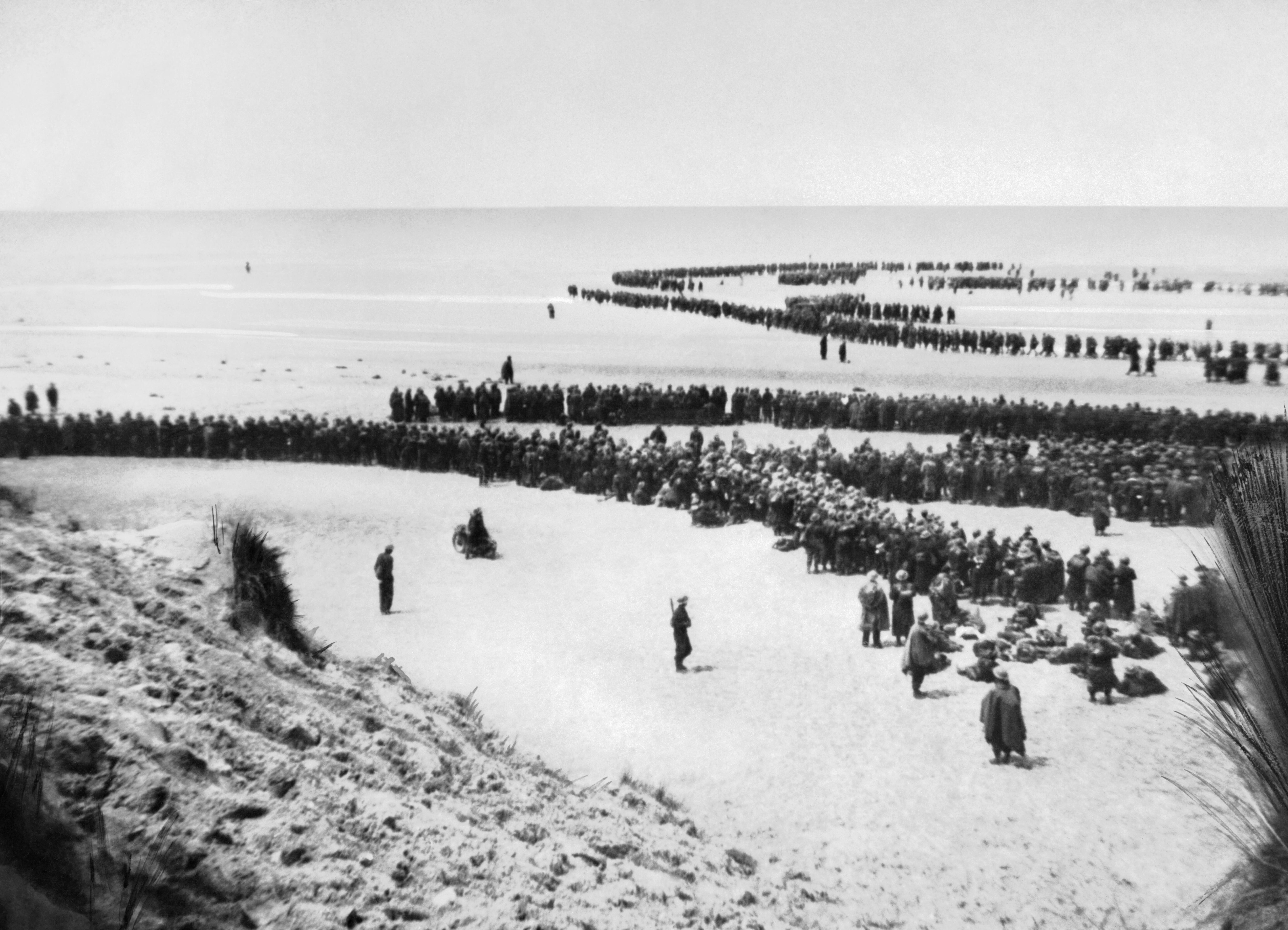
Les troupes britanniques s'alignent sur la plage de Dunkerque en attendant l'évacuation, du 26 au 29 mai 1940.

À la suite de l'invasion allemande de la Pologne le 1er septembre 1939, le Corps expéditionnaire britannique (BEF) est envoyé à la frontière franco-belge à la mi-septembre. Le premier déploiement s'achève le 11 octobre 1939, date à laquelle 158 000 hommes sont transportés en France; Au cours des prochains mois, des troupes, du matériel et des véhicules continueront à arriver en France et en Belgique et le 13 mars 1940, le BEF avait doublé de taille pour atteindre 316 000 hommes.
Cette période qui précède le 10 mai 1940 est connue sous le nom de drôle de guerre, car pendant cette période seuls quelques escarmouches surviennent lors de patrouilles de reconnaissance. Les généraux alliés pensaient que le temps était de leur côté et espéraient affaiblir l'Allemagne par le blocus avant de passer à l'offensive.
Le 10 mai, l'impasse de la drôle de guerre s'achève par une vaste invasion allemande du Benelux. Les troupes allemandes entrent en France par les Ardennes le 13 mai. La plupart des forces alliées stationnent en Flandre, anticipant une répétition du plan Schlieffen de la Première Guerre mondiale. La poussée du groupe d'armées allemand A vers la côte combinée à l'approche du groupe d'armées B par le nord-est laisse le BEF encerclé sur trois côtés et est coupé de ses dépôts d'approvisionnement le 21 mai. Les forces britanniques tentent de stopper l'offensive et lancent des contre-attaques notamment à Arras le 21 mai. Le BEF ne parvient pas à repousser les Allemands, menaçant ainsi ports stratégiques de la Manche. Des troupes fraîches sont précipitées d'Angleterre pour défendre Boulogne et Calais, mais après de durs combats, les deux ports tombent aux mains des Allemands le 26 mai (voir bataille de Boulogne et siège de Calais). Gort ordonne un retrait à Dunkerque, le seul port viable restant, pour faciliter l'évacuation. Au total, 338 226 soldats sont évacués des plages, dont 230 000 Britanniques. Cependant, la quasi-totalité de l'équipement de l'armée est abandonné sur place — de nombreux soldats étant incapables d'apporter ne serait-ce que leurs fusils.
Bien que n'ayant pas réussi à détruire le BEF, les Allemands réussissent à empêcher certaines formations britanniques d'atteindre l'évacuation à Dunkerque. Notamment dans la Sarre, zone composée principalement de la 51e division d'infanterie, la majeure partie de la 1re division blindée et d'une force improvisée appelée division Beauman. Churchill et les chefs d'état-major décidèrent à l'origine de former un « deuxième BEF » qui aiderait à défendre le reste de la France, mais le général Alan Brooke réussit à les persuader, estimant que les forces restantes risquaient l'anéantissement s'ils tentaient de continuer à se battre. Churchill ordonne alors l'évacuation de France de toutes les troupes britanniques sans délai. Du 15 au 25 juin, 191 870 soldats alliés (dont 144 171 britanniques) et une grande partie de leur équipement sont secourus dans huit grands ports maritimes de la côte sud-ouest de la France lors de l'opération Ariel. Le seul revers sérieux fut le bombardement du navire de transport de troupes Lancastria au large de Saint-Nazaire, entraînant la mort d'environ 4 000 personnes à bord ; le nombre exact ne sera jamais établi.
En raison de la tactique Blitzkrieg des Allemands et de la supériorité des communications allemandes, la bataille de France fut exceptionnellement courte, le pays se rendant après six semaines. Le Royaume-Uni et son Empire continuant dorénavant seuls le combat, sa position change radicalement à la suite de la chute de la France. Une combinaison des marines française, allemande et italienne pourrait potentiellement nier le commandement britannique de l'Atlantique et affamer le pays jusqu'à sa soumission. Incapable de découvrir si les termes de la capitulation française permettraient à l'Allemagne d'utiliser des navires de guerre français, il est décidé d'anéantir la flotte française. Certains navires français se réfugient dans les ports britanniques (beaucoup se portèrent volontaires pour rejoindre les Britanniques), tandis que la flotte française de la Méditerranée sera neutralisé par les Britanniques à Mers-el-Kébir en juillet 1940.
Au cours de la bataille de France, le premier ministre britannique Neville Chamberlain démissionna pour être remplacé par Winston Churchill, qui s'était toujours opposé aux négociations avec Hitler.

## La guerre en mer
La Royal Navy est alors bien plus puissante que la Kriegsmarine allemande. Ses principaux rôles consistent :
- à protéger l'Atlantique Nord, malgré les actions sous-marines et anti-convois allemandes
- à protéger la route de la Méditerranée, ouverte aux Alliés et fermée aux Allemands et aux Italiens
- à protéger les routes ouvertes à travers l'océan Indien vers l'Inde et l'Australie

La marine japonaise fut cependant plus forte que les forces navales allemandes et, dans le Pacifique, elle affronta principalement la marine américaine tout en portant des coups secs à la Royal Navy en 1941-1942 dans la région de Singapour et à Ceylan.

### Premières actions

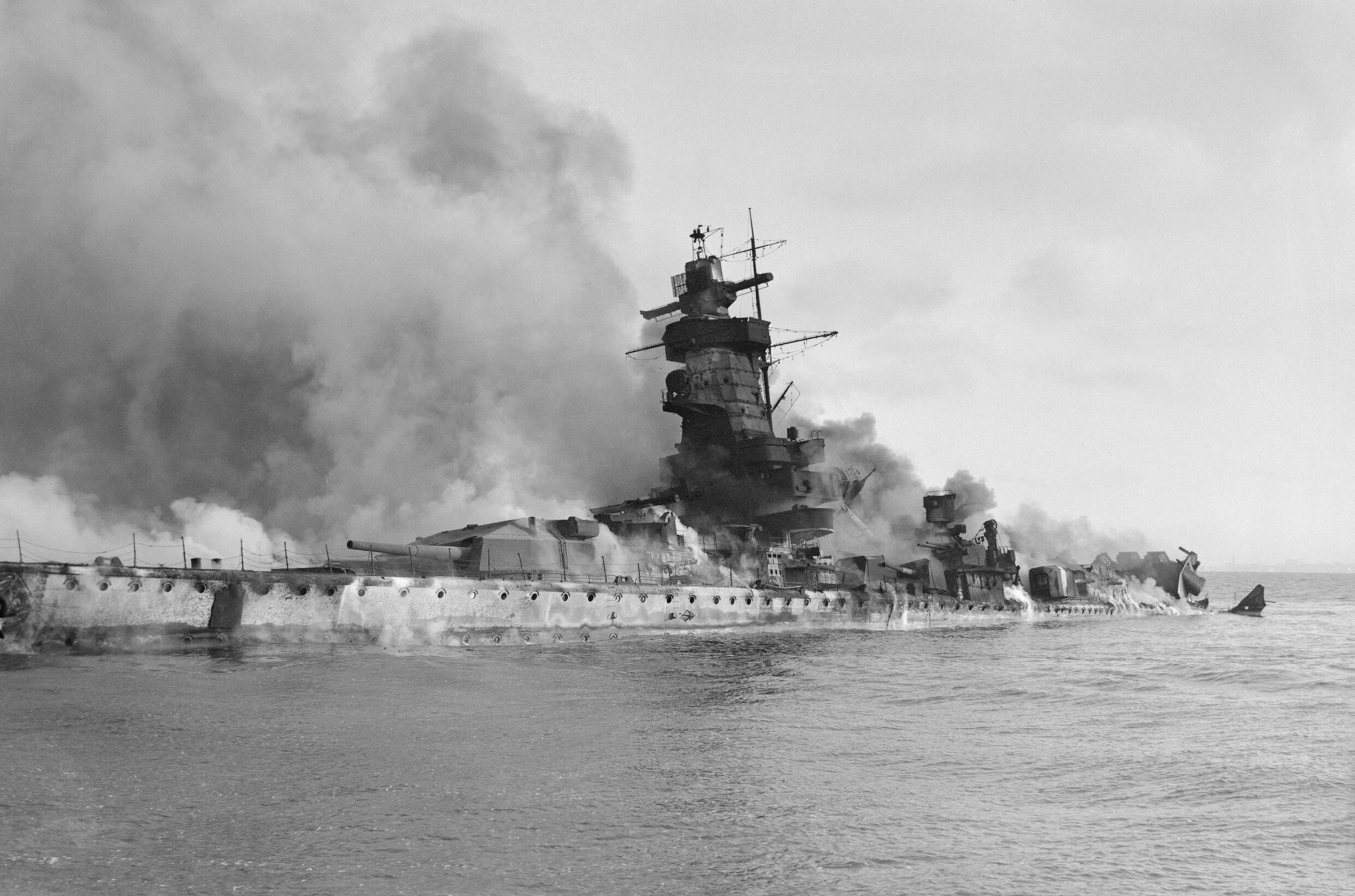
LAdmiral Graf Spee en flammes après avoir son sabordage dans l'estuaire du Rio de la Plata au large de Montevideo, en Uruguay.

Au début de la guerre, les Britanniques et les Français s'attendent à avoir le commandement des mers, pensant leurs marines supérieures à celles de l'Allemagne et de l'Italie. Les Britanniques et les Français débutent immédiatement un blocus de l'Allemagne, qui aura peu d'effet sur l'industrie allemande. La marine allemande mène des attaques contre les navires britanniques avec des navires de surface et des sous-marins, coulant le SS Athenia quelques heures après la déclaration de guerre. Le Panzerschiff Admiral Graf Spee est acculé lors de la bataille du Rio de la Plata par les marines britannique et néo-zélandaise et son capitaine finira par le saborder,.

### Bataille de l'Atlantique
La bataille de l'Atlantique opposa principalement les navires marchands et leurs escortes, généralement en convois, et la force sous-marine allemande. La bataille va et vient, jusqu'à ce que les Alliés obtiennent un avantage décisif en 1943 en utilisant des destroyers, des escortes de destroyers, une surveillance aérienne, de nouvelles grenades sous-marines et des renseignements ultra révélant l'emplacement des meutes de loups allemandes,.

#### Première période des «temps heureux» allemands

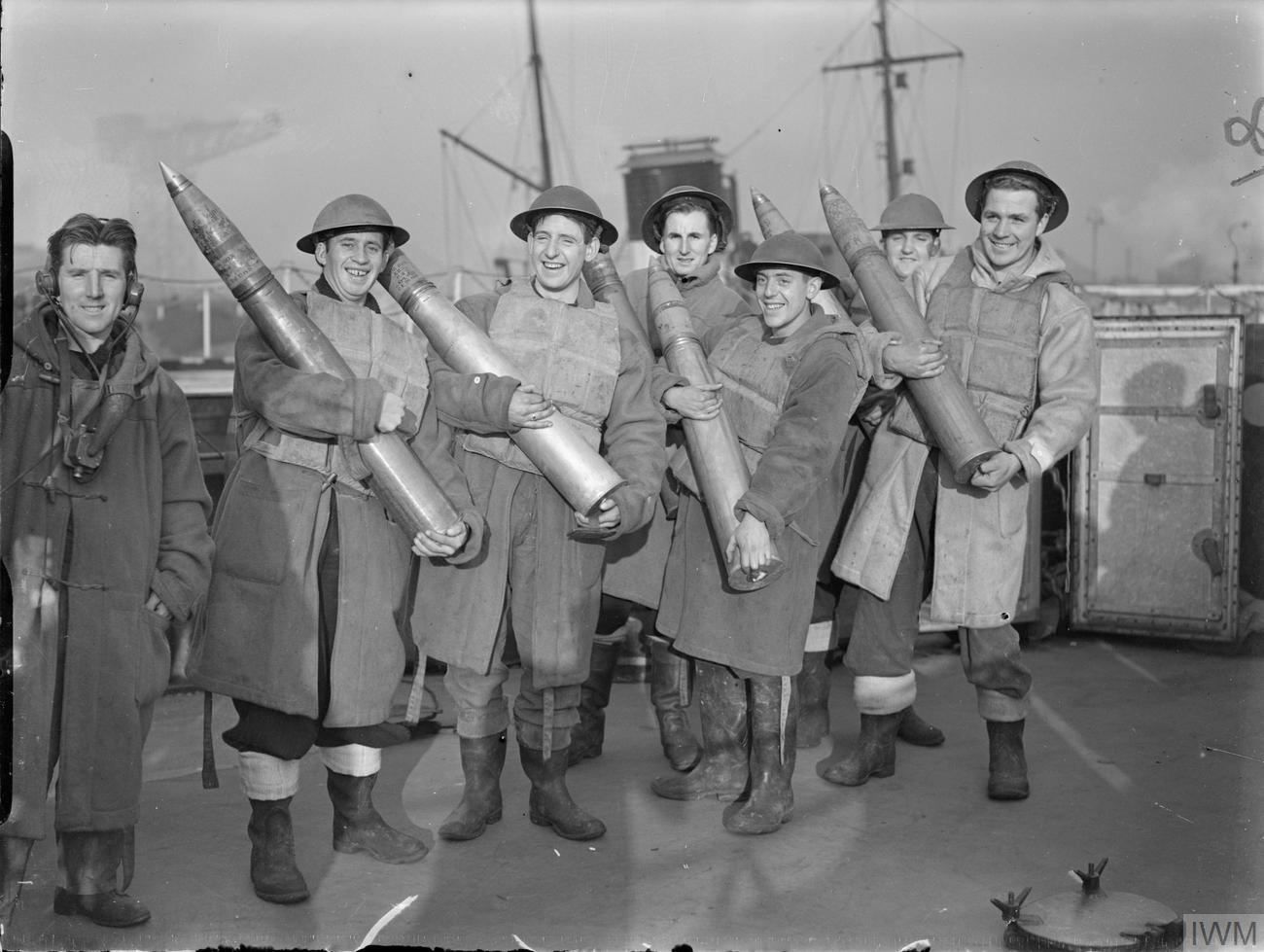
Les artilleurs du exhibant des obus antiaériens, 11 novembre 1940.

Avec la chute de la France en juin 1940, des ports tels que Brest, sont rapidement transformés en grandes bases sous-marines à partir desquelles le commerce britannique peut être attaqué. Cela entraîne une énorme augmentation des naufrages de navires britanniques. La période entre la chute de la France et le confinement britannique de la menace est qualifiée de première période des « temps heureux » par les commandants de sous-marins.
En 1941, les États-Unis et le Canada participent de plus en plus à la guerre. Les forces britanniques avaient occupent l'Islande peu de temps après la chute du Danemark aux mains des Allemands en 1940, les États-Unis sont persuadés de fournir des forces pour soulager les troupes britanniques sur l'île. Les navires de guerre américains commencent à escorter des convois vers l'Islande au cours duquel ils ont plusieurs rencontres hostiles avec des sous-marins. La marine américaine aide également à escorter les principaux convois de l'Atlantique.
Une aide américaine supplémentaire viendra sous la forme du Destroyers for Bases Agreement en septembre 1940. Cinquante vieux destroyers américains sont remis à la Royal Navy en échange de droits fonciers sur des possessions britanniques, sous forme de baux pour une durée de 99 ans avec loyer gratuit. Bien qu'en proie à des problèmes mécaniques, ces vieux navires effectuèrent des patrouilles anti-sous-marines en 1941-1942.
De plus, l'entraînement du personnel de la Royal Navy s'améliore à mesure que les réalités de la bataille deviennent évidentes. Par exemple, le régime de formation du vice-amiral Gilbert Stephenson est reconnu pour avoir amélioré considérablement les normes du personnel.

#### Deuxième période des «temps heureux» allemands
Avec l'attaque de Pearl Harbor en décembre 1941 et la déclaration de guerre allemande aux États-Unis, la guerre devient mondiale. Les sous-marins allemands ont mené une campagne à succès contre le trafic le long de la côte Est américaine. Une partie des navires coulés étaient en route vers des points de rassemblement pour les convois vers le Royaume-Uni. Les marins allemands appelaient cela la deuxième période des « temps heureux ». Cette période prend fin lorsqu'un système de convoyage est testé avec succès le long de la côte et par l'utilisation de nouvelles mesures anti-sous-marines adéquates.

#### Succès contre les U-Boots

Le effectuant une attaque de grenades anti-sous-marine, 1944.

L'instauration d'un système de convois imbriqués sur la côte américaine et dans la mer des Caraïbes à la mi-1942 entraîne une baisse considérable des attaques dans ces zones. L'attention s'est reportée sur les convois de l'Atlantique. Les choses sont sérieuses, mais pas critiques pendant une grande partie de 1942.
Le temps hivernal offre un répit au début de 1943, mais au printemps, de grandes « meutes de loups » de sous-marins attaquent les convois et remportent de gros succès sans encaisser de grosses pertes en retour. Cependant, en mai 1943, un revirement soudain se produit. Deux convois sont attaqués par de groupes et subissent des pertes. Pourtant, contrairement au début de l'année, les sous-marins attaquants sont également perdus. Après ces batailles, les pertes des navires marchands chutent et les pertes des sous-marines grimpent en flèche, forçant Karl Dönitz à retirer ses forces de l'Atlantique. Ils ne représenteront plus jamais la même menace. La nouvelle soudaine convergence des technologies changea pour les Allemands. Le trou noir au milieu de l'Atlantique anciennement inaccessible par les avions est comblé par des avions B-24 Liberator à long rayon d'action. Le radar centimétrique entre en service, améliorant considérablement la détection et annulant l'équipement d'alerte radar allemand. L'introduction du Leigh Light permet des attaques précises sur les sous-marins en rechargeant leurs batteries à la surface la nuit. Avec des convois solidement protégés, suffisamment de ressources permettra aux groupes de porte-avions d'escorte de chasser agressivement les sous-marins.

#### Convois de l'Arctique
Les convois de l'Arctique ont voyagé des États-Unis et du Royaume-Uni vers les ports du nord de l'Union soviétique – Arkhangelsk et Mourmansk.
85 navires marchands alliés et 16 navires de guerre de la Royal Navy seront perdus. Les Allemands engagent d'importants moyens navals et aériens et perdent un croiseur de bataille, au moins 30 sous-marins et un grand nombre d'avions. En particulier pendant l'hiver 1941-1942, une aide matérielle significative est fournie à l'Union soviétique via la route de l'Arctique.

### Mer Méditerranée

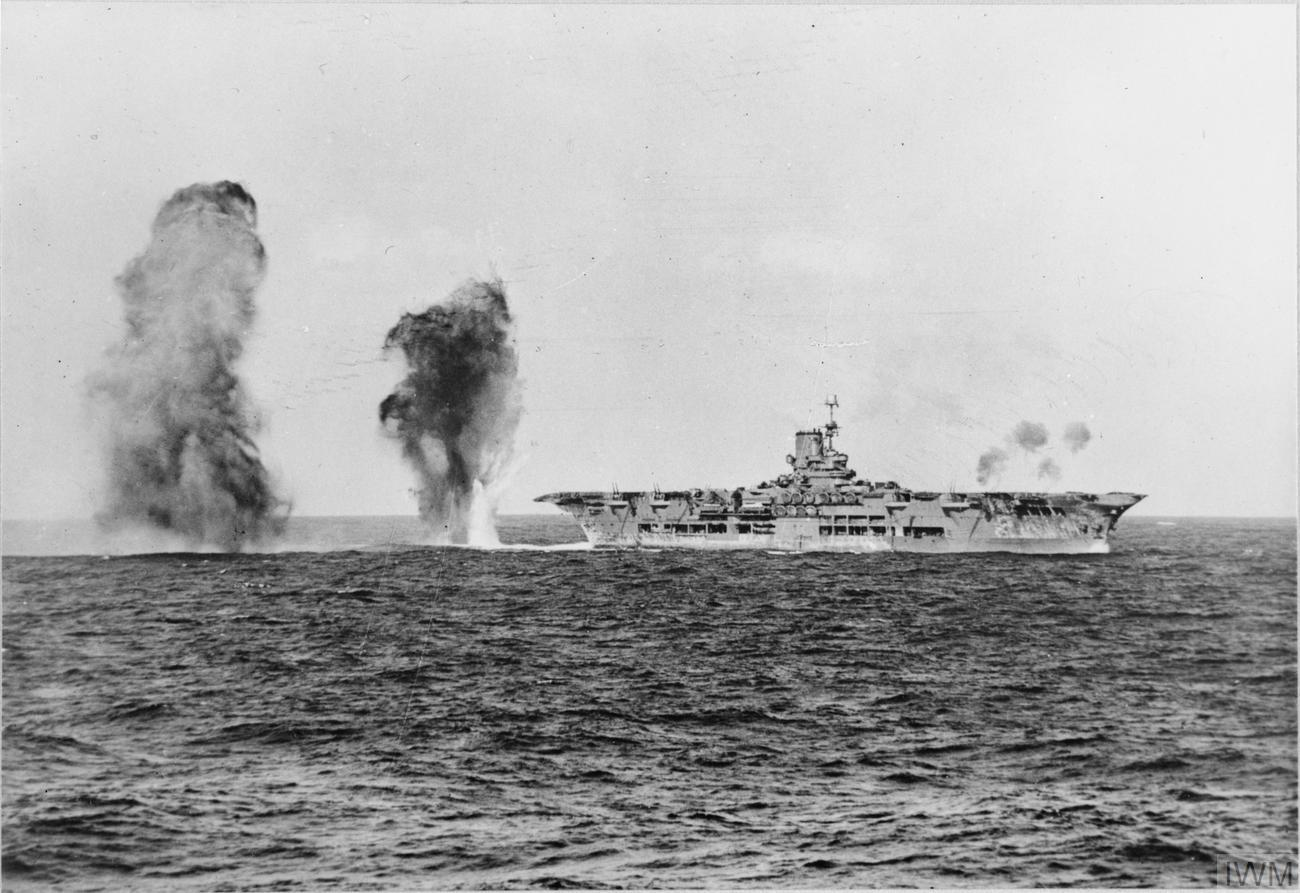
Le attaqué par des avions italiens lors de la bataille du cap Teudala, 27 novembre 1940.

La Royal Navy et le marine italienne s'affrontent pendant trois ans pour le contrôle de la mer Méditerranée. La Kriegsmarine participe également à la campagne, principalement en envoyant des sous-marins en Méditerranée, mais dernièrement en contrôlant les quelques forces navales de l'Axe restantes après la capitulation italienne.
Au début de la guerre, la région est numériquement dominée par les marines britannique et française, et l'Italie demeure initialement une puissance neutre à cheval sur les communications au centre de la région. La situation change considérablement avec la chute de la France et la déclaration de guerre de l'Italie. Alors que la flotte britannique de la Méditerranée basée à Alexandrie contrôlait l'extrémité orientale de la Méditerranée, il était nécessaire de remplacer la puissance navale française à l'ouest. Pour ce faire, la Force H est formée à Gibraltar. Le gouvernement britannique craignait toujours que les navires français restants soient utilisés par les puissances de l'Axe. En conséquence, ceux-ci prirent des mesures pour les neutraliser.
À Alexandrie, les relations sont courtoises entre les commandants français et britannique, les amiraux René-Émile Godfroy et Andrew Cunningham. L'escadre française y fut saisie dans le port. Dans le bassin occidental, les choses ne se sont pas passées aussi bien. Le gros de la flotte française stationne alors à Mers-el-Kebir en Afrique du Nord. La Force H s'y rendit pour confronter les Français à des termes. Après avoir essuyé un refus, la flotte française est attaquée et lourdement endommagée par la Force H. En conséquence, le gouvernement de Vichy décide de rompre tous les liens avec les Britanniques. (Voir destruction de la flotte française à Mers-el-Kebir.)

#### Bataille de Tarente
La flotte de combat italienne domine le centre de la Méditerranée et la Royal Navy élabore donc un plan pour la paralyser. Le 11 novembre 1940, la Royal Navy paralysa ou détruisit trois cuirassés italiens dans le port en utilisant des avions embarqués, les Fairey Swordfish, lors de la bataille de Tarente. En conséquence, la flotte italienne est retirée de Tarente et ne sera plus jamais basée dans une position aussi avancée. Les Japonais utilisèrent les leçons de cette bataille pour planifier leur attaque sur Pearl Harbor le 7 décembre 1941.

#### Bataille de Matapan
La première action de flotte de la guerre en Méditerranée fut la bataille du cap Matapan. Ce fut une victoire alliée décisive, disputée au large des côtes grecques du Péloponnèse du 27 au 29 mars 1941 au cours de laquelle les forces de la Royal Navy et de la Royal Australian Navy, sous le commandement de l'amiral britannique Cunningham, ont intercepté celles de la Regia Marina, sous l'amiral Angelo Iachino. Les Alliés coulent les croiseurs lourds Fiume, Zara et Pola et les destroyers Vittorio Alfieri et Giosue Carducci, et endommagent le cuirassé Vittorio Veneto. Les Britanniques perdent un avion lance-torpilles et subissent de légers dommages à certains navires.

#### Yougoslavie, Grèce et Crète

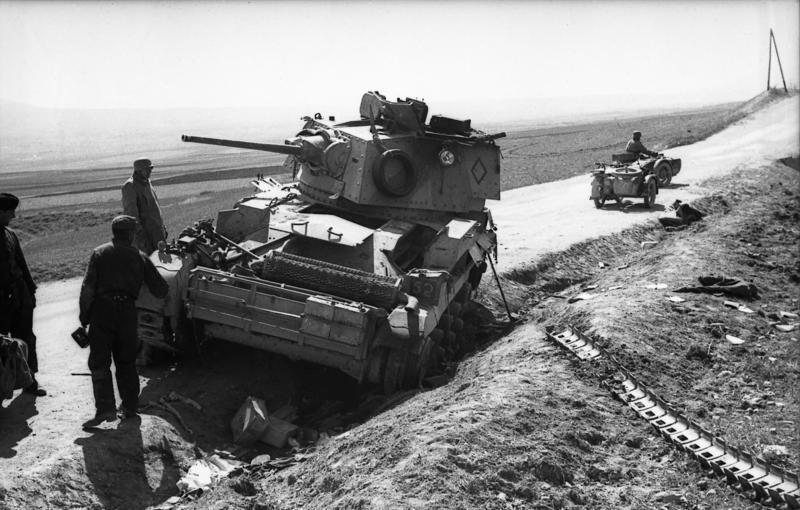
Char britannique détruit en Grèce.

L'Allemagne lance son invasion de la Yougoslavie le 6 avril 1941, remportant une victoire rapide mais retardant l'invasion planifiée beaucoup plus importante de la Russie (opération Barbarossa).
La bataille de Grèce a opposé les forces grecques et britanniques du Commonwealth aux forces allemandes, italiennes et bulgares. Le 2 mars 1941, les Britanniques lancent l'opération Lustre, le transport de troupes et de matériel vers la Grèce. Vingt-six navires de transport de troupes arrivent au port du Pirée et plus de 62 000 soldats du Commonwealth débarquent en Grèce. Les forces comprennent la 6e division australienne, la 2e division néo-zélandaise et la 1re brigade blindée britannique. Le 3 avril, lors d'une réunion de représentants militaires britanniques, yougoslaves et grecs, les Yougoslaves promettent de bloquer la vallée du Strymon en cas d'attaque allemande sur leur territoire. Au cours de cette rencontre, Aléxandros Papágos souligna l'importance d'une offensive conjointe gréco-yougoslave contre les Italiens dès que les Allemands lancèrent leur offensive contre la Yougoslavie et la Grèce.
Au lendemain de l'invasion allemande de la Grèce, seule l'île de Crète reste aux mains des Alliés dans la région égéenne. Les Allemands envahissent dans une opération combinée et forcent l'évacuation des forces britanniques. Sur plus de 40 000 soldats alliés, moins de 20 000 réussissent à s'échapper. L'évacuation coûte également cher à la Royal Navy, 4 croiseurs et 6 destroyers sont coulés lors de l'évacuation. L'amiral Cunningham est déterminé à ce que « la marine ne doit pas laisser tomber l'armée » ; les généraux de l'armée craignent qu'il ne perde trop de navires, ce à quoi Cunningham répondit : « Il faut trois ans pour construire un navire, il faut trois siècles pour construire une tradition,».

#### Malte

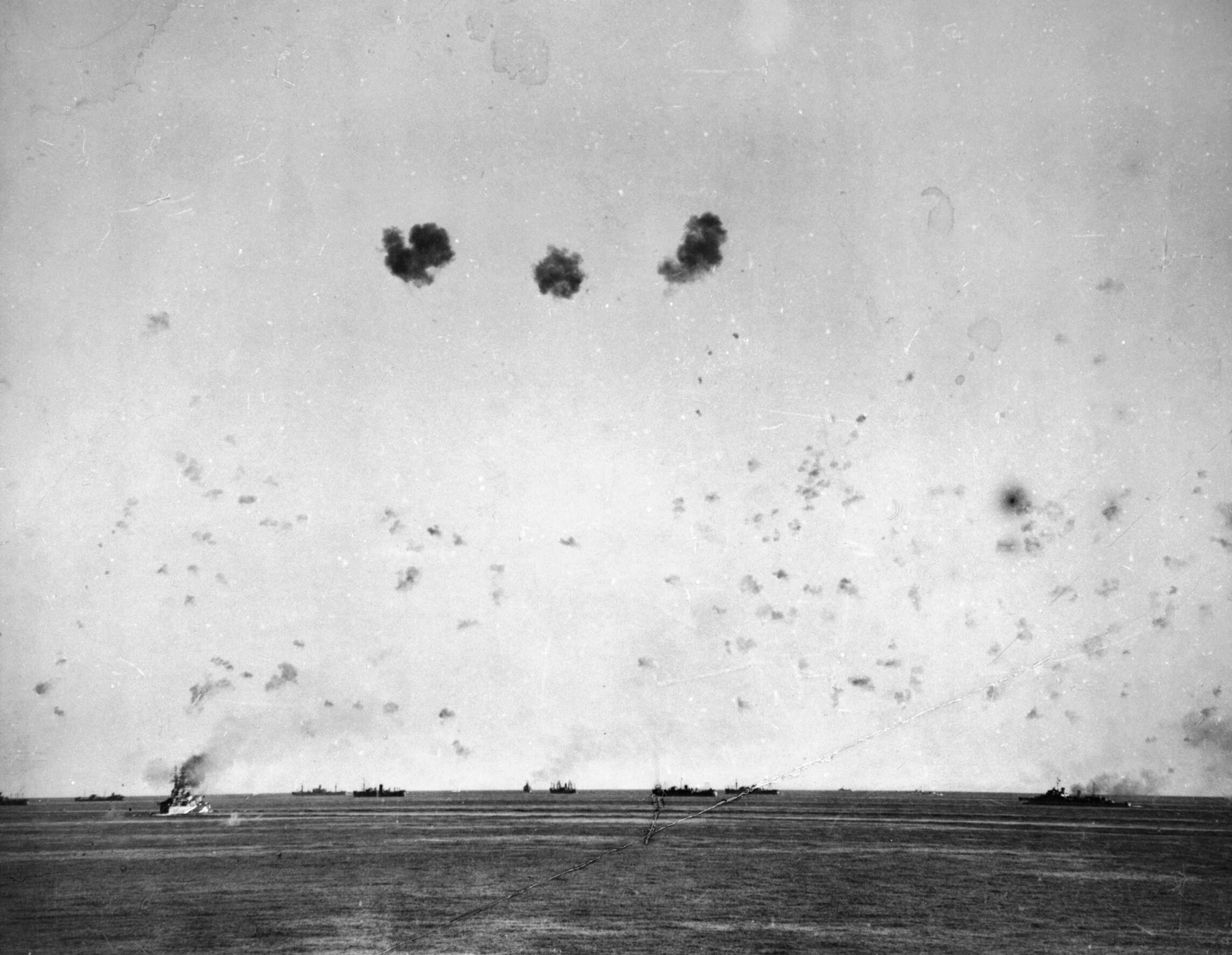
Convoi en route vers Malte sous une attaque aérienne lourde lors de l'opération Pedestal, le 11 août 1942.

Malte, qui se trouve au milieu de la Méditerranée, s'avéra être une épine dans le pied de l'Axe. L'île occupe une position stratégique parfaite pour intercepter les approvisionnements de l'Axe destinés à l'Afrique du Nord. Pendant un certain temps, il semble que les avions de l'Axe volant à partir de bases en Italie affameraient Malte jusqu'à sa soumission. Le tournant du siège de Malte survint en août 1942, lorsque les Britanniques envoyèrent un convoi très fortement défendu nommé operation Pedestal. Malgré le naufrage d'environ la moitié des navires envoyés, le convoi réussit à livrer suffisamment de nourriture et de carburant d'aviation pour permettre à Malte de tenir jusqu'à la levée du siège. Avec l'aide d'Ultra, des avions et des sous-marins basés à Malte coulent des navires essentiels de l'Axe vers l'Afrique du Nord juste avant la deuxième bataille d'El Alamein d'octobre à novembre 1942. À la suite des gains territoriaux alliés en Libye et en Méditerranée occidentale, le siège est levé. Pour le courage et le courage des Maltais pendant le siège, l'île reçut la Croix de George du roi George VI au début de 1942.

#### Invasion à grande échelle
À la fin de 1942, l'opération Torch, la première grande opération combinée des Alliés, est lancée. Les Britanniques et les Américains débarquent en force en envahissant l'ouest de l'Afrique du Nord, mais suffisamment à l'ouest pour que les Allemands puissent envahir la Tunisie française et en faire leur base d'opérations.
L'opération Torch est suivie par l'opération Husky, l'invasion de la Sicile, et l'opération Avalanche, l'invasion du sud de l'Italie. De nouveau, les forces navales escortent la flotte d'invasion et une couverture lourde est fournie contre l'ingérence italienne. Au lendemain de l'opération Avalanche, la capitulation italienne est annoncée et les forces navales britanniques escortent la flotte italienne à Malte selon les termes de la capitulation. La principale menace pour les navires alliés autour de l'Italie au cours de ces invasions n'est pas la flotte italienne mais les armes guidées allemandes qui couleront ou endommageront un certain nombre d'unités alliées.
Après la reddition de la flotte italienne, les opérations navales en Méditerranée deviendront relativement banales, consistant en grande partie à soutenir les troupes au sol par des bombardements, des missions anti-sous-marines, des insertions secrètes d'agents sur les côtes ennemies et l'escorte de convois.

#### Ratissage de la mer Égée
La seule exception majeure se produit à la fin de 1944. En raison de leurs garnisons sur les différentes îles de la mer Égée, les Allemands avaient maintenu le contrôle de la mer Égée longtemps après avoir perdu d'autres régions de la Méditerranée au profit des Alliés. À la fin de 1944, cela change lorsqu'une force opérationnelle de porte-avions alliée est déployée dans la région. Composé entièrement de porte-avions d'escorte, le groupe opérationnel fait des ravages dans la navigation allemande dans la région et a réaffirme la domination alliée sur la dernière zone restante de la Méditerranée encore contrôlée par les Allemands.

### OpérationOverlordet le débarquement de Normandie

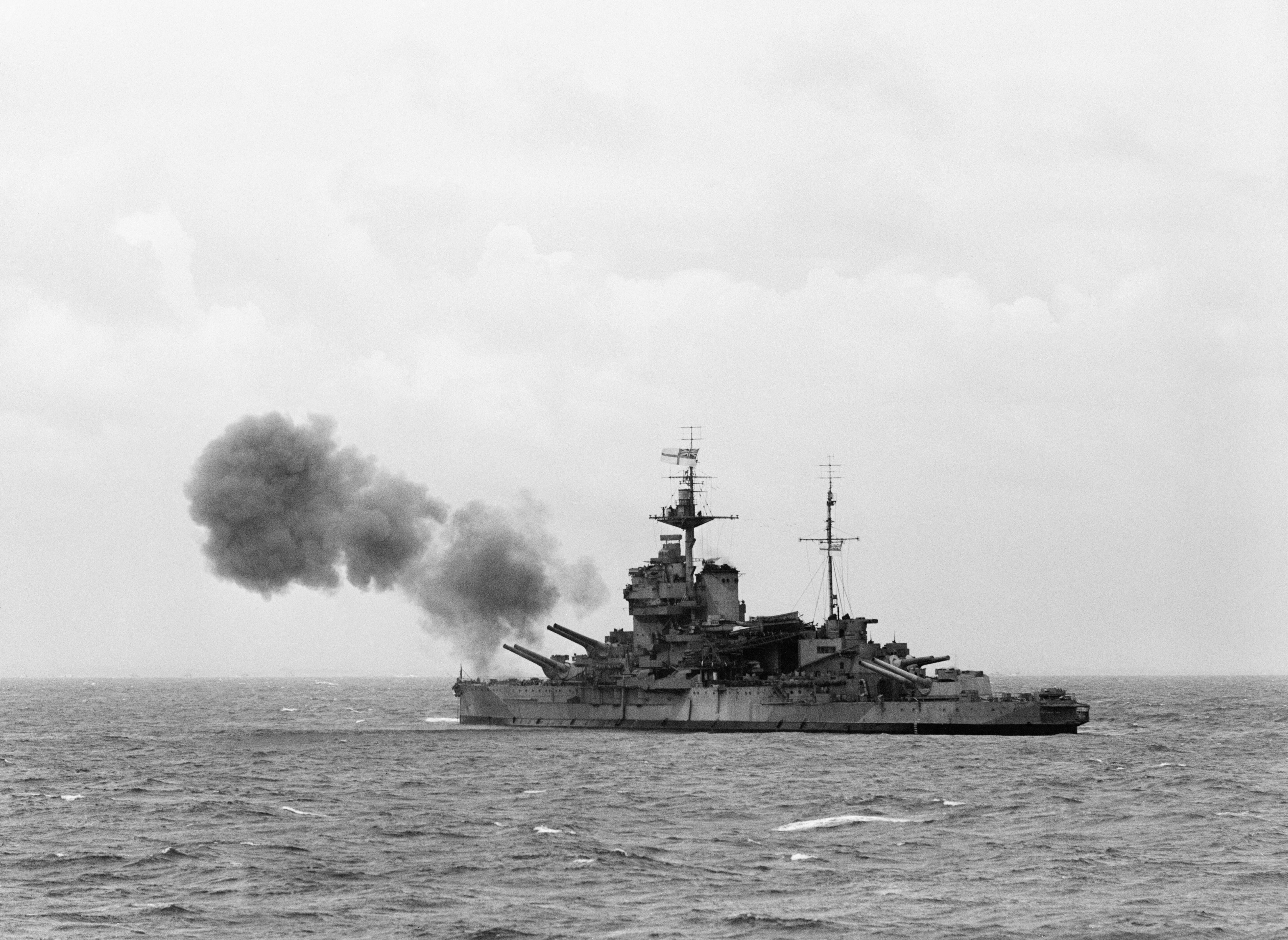
Le bombardant les positions défensives allemandes au large de la Normandie, le 6 juin 1944.

L'invasion de la Normandie reste à ce jour le plus grand assaut amphibie de l'Histoire. Plus de 1 000 navires de combat et quelque 5 000 autres navires ont été impliqués. Ce grand nombre de navires ayant participé à l'opération signifiait que la quasi-totalité des principaux ports du Royaume-Uni étaient à pleine capacité juste avant l'assaut.
Les cinq divisions d'assaut traversent la Manche en cinq grands groupes d'assaut, deux Task Force, l'Eastern Task Force anglo-canadien et le Western Task Force américain. Le Coastal Command sécurise le flanc ouest de la route d'invasion contre l'interférence des sous-marins allemands en provenance des ports français de l'ouest. Les forces de surface aide en protégeant les convois d'assaut des petites forces de surface allemandes dans la région. L'opération Overlord voit une énorme opération de déminage, avec des centaines de dragueurs de mines nettoyant et entretenant des canaux. Les forces de bombardement sont déployés à une échelle énorme, avec huit cuirassés prenant part à l'assaut. Les formidables défenses du mur de l'Atlantique sont difficiles à combattre et de nombreux duels entre les navires lourds et les batteries côtières ont lieu pendant l'invasion.
Dans l'ensemble, l'assaut se déroule sans encombre, bien qu'un désastre ait lieu à Omaha Beach. Les forces navales fournissent un soutien crucial aux forces d'assaut, avec des destroyers venant très près de la plage pour faire sauter les défenses allemandes. Les pertes britanniques dues aux attaques ennemies à la fois pendant l'assaut initial et la construction de la tête de pont sont relativement faibles. Pratiquement aucun navire ne sera coulé par les forces navales de surface allemandes, car cette force fut en grande partie détruite avant l'invasion.
Deux des ports utilisés par les forces légères allemandes sont lourdement bombardés par les forces aériennes alliées. Les plus grands navires allemands basés en France, trois destroyers de Bordeaux sont vaincus dans une action de destroyer bien à l'ouest de la zone d'assaut principale. Des problèmes plus importants sont causés par les sous-marins et en particulier les mines, mais ceux-ci sont traqués et les mines sont nettoyées suffisamment efficacement pour que l'invasion soit un succès.

### Asie du Sud-Est

#### Catastrophe de l'océan Indien

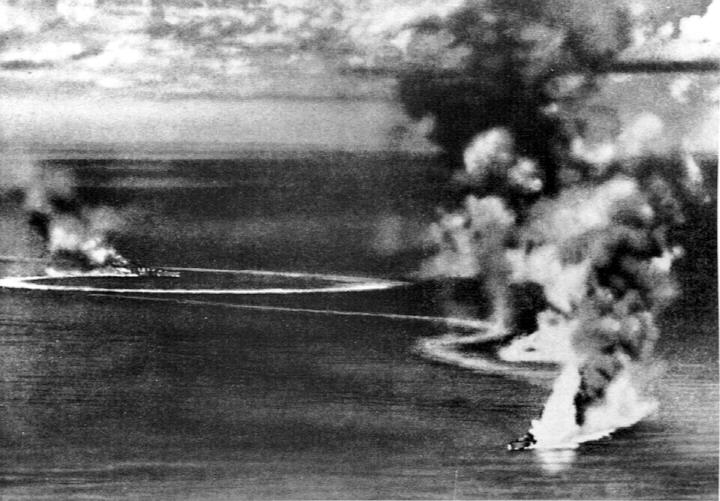
Les croiseurs lourds britanniques et sous attaque aérienne japonaise le 5 avril 1942.

Bien que l'océan Indien n'est pas un théâtre d'opérations majeure pendant la Seconde Guerre mondiale, plusieurs opérations vitales se déroulent dans cette région. Les convois britanniques traversant l'océan Indien occidental sont essentiels pour approvisionner les forces alliées en Afrique du Nord. Ils font face à une menace faible mais constante de la part des « croiseur auxiliaire » et des sous-marins allemands et japonais. Les pétroliers partant des terminaux pétroliers iraniens ont également dû relever le même défi.
Les grandes opérations dans l'océan Indien ont lieu au début de 1942 et 1944/45.
Les forces britanniques dans la région de Singapour sont renforcées par le cuirassé HMS Prince of Wales et le cuirassé HMS Repulse en décembre 1941. Cependant, le 10 décembre, ces deux navires sont coulés par des avions japonais, le HMS Prince of Wales devenant le premier cuirassé de l'histoire à être coulé uniquement par la puissance aérienne en mer et en ripostant.
Les forces japonaises capturent la Malaisie, Singapour et les Indes orientales néerlandaises, forçant les navires de guerre britanniques restants à se retirer vers Trincomaley, à Ceylan (aujourd'hui Sri Lanka), et en février 1942, ils sont reconstitués dans la flotte orientale britannique. Sur le papier, la flotte est impressionnante, comptant cinq cuirassés et trois porte-avions. Cependant, quatre des cuirassés sont vieux et obsolètes et l'un des porte-avions est trop petit et pratiquement inutile dans une action de flotte, comme le note le nouveau commandant, l'amiral James Somerville.
Après des succès contre les forces américaines dans le Pacifique, la principale force porte-avions japonaise fit sa seule et unique incursion dans l'océan Indien en avril 1942. Nagumo déploie la force principale après la flotte britannique et un raid subsidiaire est effectué sur la navigation dans la baie du Bengale. Le poids et l'expérience de cette force japonaise dépassaient de loin ceux dont disposait la Royal Navy. Au cours de ces attaques, deux croiseurs lourds britanniques, le HMS Dorsetshire et HMS Cornwall, le porte-avions HMS Hermes et le destroyer australien HMAS Vampire sont coulés par les bombardiers en piqué Aichi D3A Val.
Fortuitement, ou à dessein, la principale flotte britannique n'a pas pris contact avec les Japonais et est donc restée disponible pour une action future.

#### Retraite dans l'océan Indien
À la suite de ces attaques, la flotte britannique se retire à Kilindini en Afrique de l'Est, car leurs ancrages de flotte plus avancés ne peuvent pas être protégés de manière adéquate contre les attaques japonaises. La flotte dans l'océan Indien est ensuite progressivement réduite à un peu plus qu'une force d'escorte de convoi alors que d'autres engagements nécessitent des navires plus puissants.
L'opération Ironclad demeure une exception. Une campagne est lancée dans la crainte d'une offensive japonaises de Madagascar (pour servir de base sous-marine), alors aux mains des forces vichystes. Un tel coup aurait été dévastateur pour les lignes de communication britanniques vers l'Extrême-Orient et le Moyen-Orient, mais les Japonais ne l'ont jamais envisagé. L'île finira par tomber après plusieurs opérations, les Français ayant résisté plus que prévu.

#### Raids dans l'océan Indien

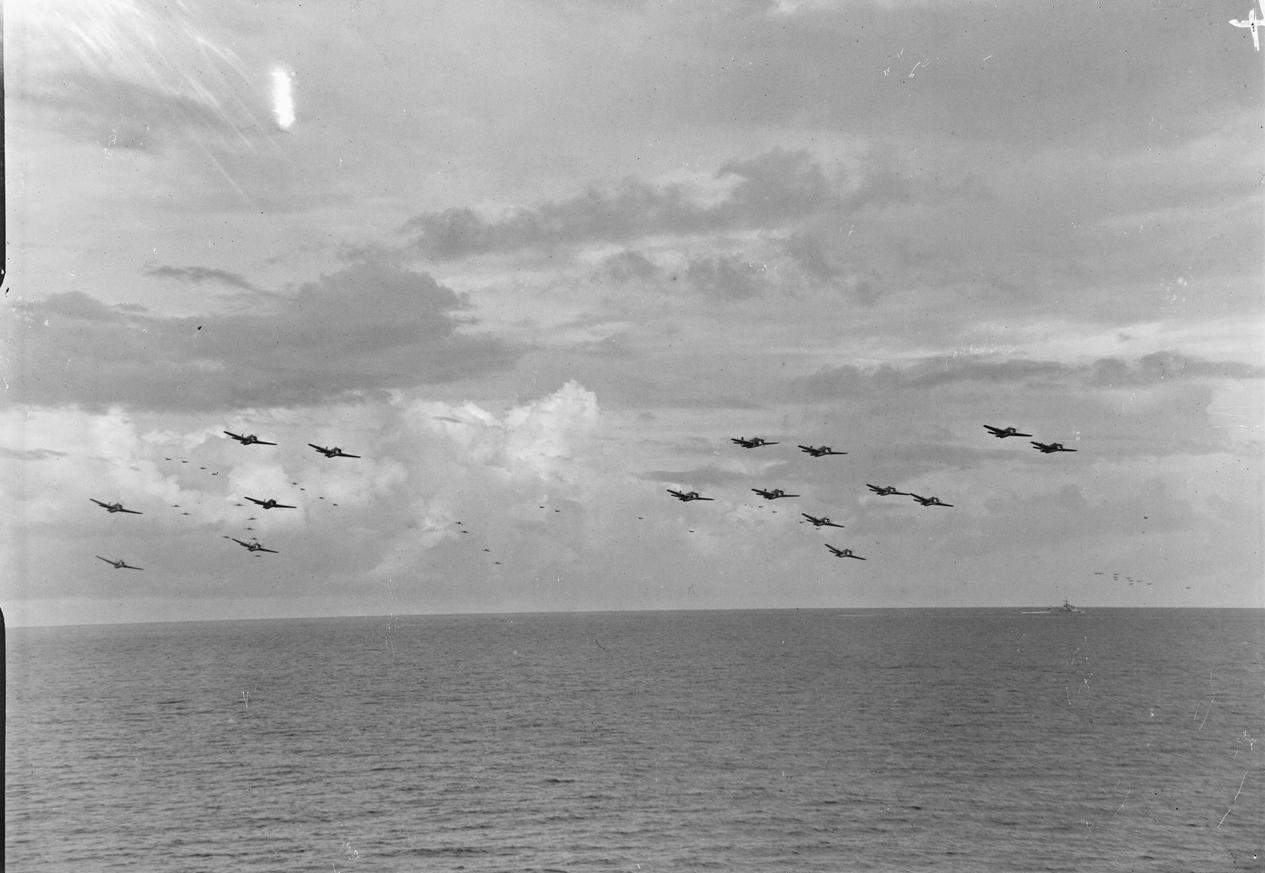
Grumman Avenger du lors d'un raid sur une raffinerie de pétrole japonaise à Sumatra, en janvier 1945.

Ce n'est qu'après la fin de la guerre en Europe que d'importantes forces britanniques sont à nouveau envoyées dans l'océan Indien après la neutralisation de la flotte allemande fin 1943 et début 1944. Le succès de l'opération Overlord en juin permettra l'envoi de nombreux engins de la Home Fleet, y compris de précieux navires d'assaut amphibie.
À la fin de 1944, alors que les porte-avions britanniques sont de plus en plus nombreux dans la région, une série de frappes sont lancées contre des cibles pétrolières à Sumatra pour préparer les porte-avions britanniques aux opérations à venir dans le Pacifique. Pour la première attaque, les États-Unis leur prête l'USS Saratoga. Les installations pétrolières sont lourdement endommagées par les attaques, aggravant les pénuries de carburant japonaises dues au blocus allié. L'attaque finale a lieu alors que les porte-avions se dirigent vers Sydney pour devenir la flotte britannique du Pacifique.
Après le départ des principales forces de combat, l'océan Indien se retrouve avec des porte-avions d'escorte et des cuirassés plus anciens comme pilier de ses forces navales. Néanmoins, au cours de ces mois, d'importantes opérations sont lancées dans la reconquête de la Birmanie, notamment des débarquements sur Ramree, Akyab et près de Rangoun.

#### Blocus du Japon
Les forces britanniques ont toujours joué un rôle secondaire mais important par rapport aux forces américaines dans l'étranglement du commerce japonais. Les premiers succès sont remportés par le mouillage de mines. Du côté japonais, la capacité de déminage n'est pas leur spécialité et, confronté à de nouveaux types de mines, ce type d'opération ne sera pas adaptée rapidement. La navigation japonaise a été chassée de la côte birmane en utilisant ce type de guerre.
Les sous-marins britanniques ont également opéré contre les navires japonais, bien que plus tard dans la guerre. Depuis leurs bases à Ceylan, Fremantle et enfin aux Philippines, leur plus grand succès fut le naufrage de plusieurs croiseurs japonais.

## Désert d'Afrique du Nord, Moyen-Orient et Afrique

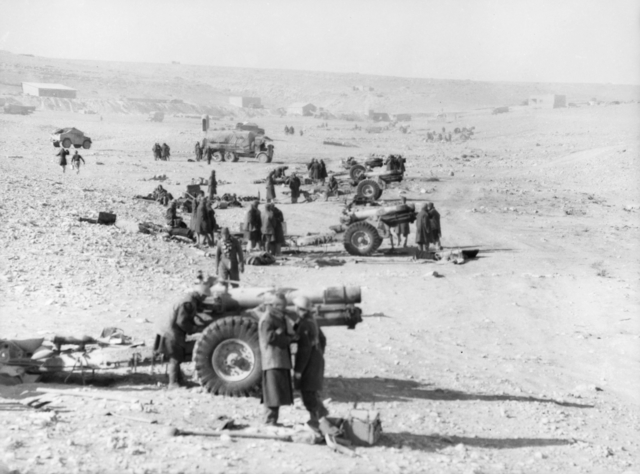
Obusiers britanniques de 6 pouces en action à Tobrouk pendant l'opération Compass, le 23 janvier 1941.

Le 13 septembre 1940, la 10e armée italienne franchit la frontière entre la colonie italienne de Libye et l'Égypte, où les troupes britanniques protègent le canal de Suez. L'invasion italienne se prolongea jusqu'à Sidi Barrani, environ 95 km à l'intérieur de l'Égypte. Les Italiens commencent alors à se retrancher. À cette époque, 30 000 Britanniques sont disponibles contre 250 000 soldats italiens. La décision italienne d'arrêter l'avance leur est généralement attribuée au fait qu'ils ignoraient la force britannique et l'activité des forces navales britanniques opérant en Méditerranée pour interférer avec les lignes de ravitaillement italiennes. Des ports maritimes de la Royal Navy sont établis à Alexandrie, Haïfa et Port-Saïd. Après l'arrêt de la 10e armée italienne, les Britanniques utilisent les colonnes Jock — petits groupes d'automitrailleuses, d'artillerie et d'infanterie motorisée — de la Western Desert Force pour harceler leurs lignes en Égypte.

### L'offensive
Le 11 novembre 1940, la Royal Navy paralysa et détruisit trois cuirassés italiens lors de la bataille de Tarente.
Puis, le 8 décembre 1940, l'opération Compass débute. Prévu comme un raid prolongé, une force de troupes britanniques, indiennes et australiennes parvient à couper les troupes italiennes. En appuyant sur leur avantage, le général Richard O'Connor pousse l'attaque vers l'avant et réussit à atteindre El Agheila (une avance de 500 milles), capturant des dizaines de milliers d'hommes. L'armée italienne est pratiquement détruite et signe la fin de sa présence en Libye. Cependant, au moment crucial, Winston Churchill ordonne que l'avance soit arrêtée et des troupes dépêchées pour défendre la Grèce. Quelques semaines plus tard, les premières troupes allemandes arrivent en Afrique du Nord pour renforcer les Italiens.

### Irak, Syrie et Perse

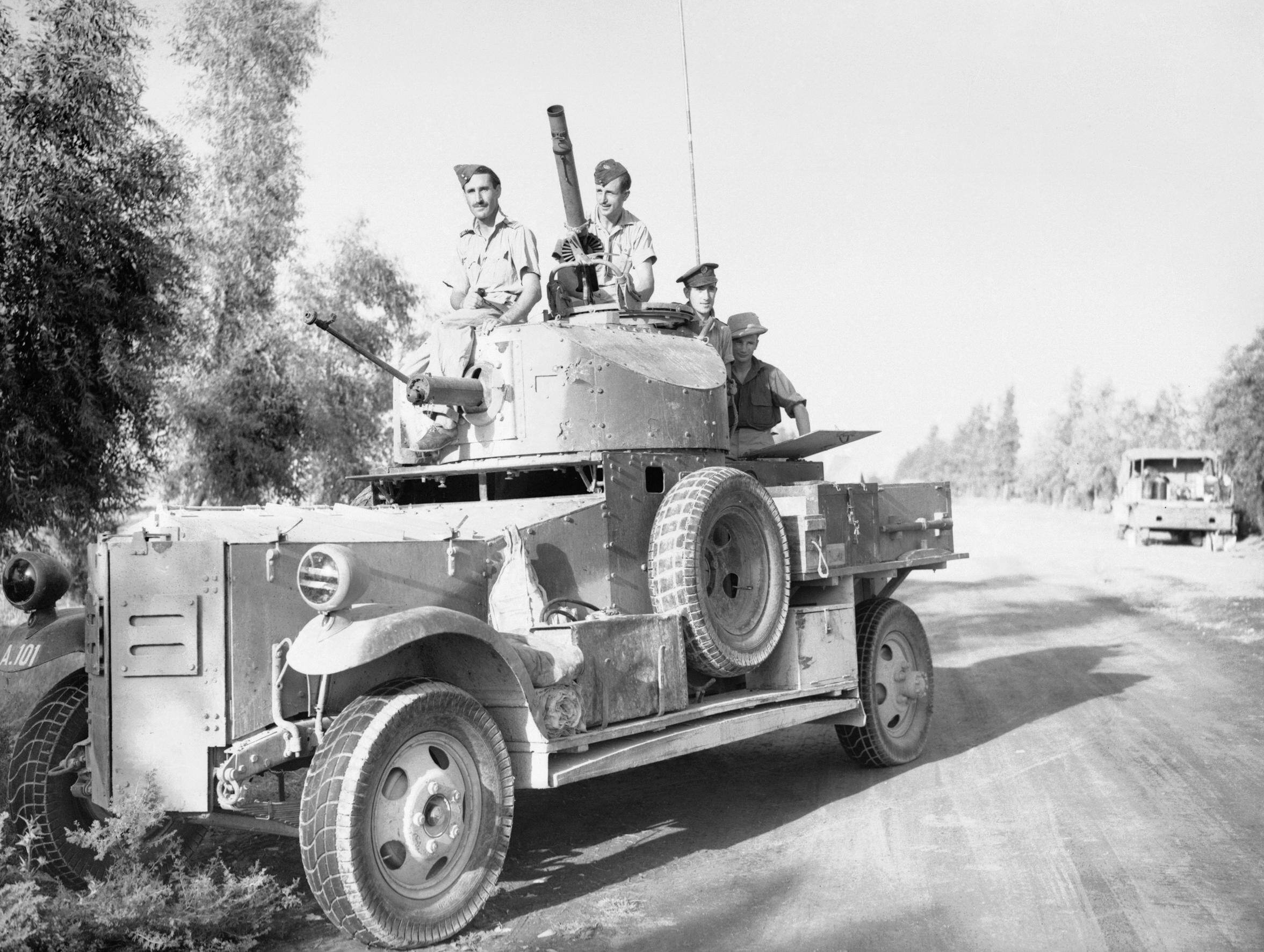
Une voiture blindée de la compagnie blindée no 2 attend à l'extérieur de Bagdad, tandis que des négociations pour un armistice ont lieu entre les responsables britanniques et le gouvernement rebelle, mai 1941.

En mai 1941, pour ajouter aux troubles britanniques dans la région, un coup d'État contre le gouvernement pro-britannique survient en Irak. Rachid Ali al-Gillani, dirigeant pro-allemand prend le pouvoir lors du coup d'État et ordonne aux forces britanniques de quitter l'Irak. Les britanniques disposent de deux principales bases dans le pays, autour de Bassorah et à Habbaniya, au nord-est de Bagdad. Bassorah est trop bien défendue pour envisager une attaque, en revanche, Habbaniya est une base aérienne mal défendue, située au milieu du territoire ennemi. La base ne dispose d'aucune armée de l'air régulière, n'étant qu'un centre d'entraînement. Néanmoins, le personnel de la RAF, anticipant une attaque, avait converti autant d'avions d'entraînement que possible pour transporter des armes.
Lorsque les forces irakiennes arrivent à Habbaniya, ils encerclent la base et avertissent que toute activité militaire est considérée comme hostile, conduisant à une attaque. En réponse, un avion d'entraînement de la RAF décolle et bombarde les forces irakiennes, les repoussant de la base. Des colonnes sont alors déployés de Habbaniya, de Palestine et de Bassora pour s'emparer de Bagdad et mettre fin au coup d'État. L'opération est réussie pour un coût relativement faible, mais une évolution inquiétante est constatée pendant la campagne.
Un avion de la Luftwaffe est abattu au-dessus de l'Irak lors de l'avancée sur Bagdad. Les bases de l'Axe les plus proches se situent à Rhodes, l'avion a donc dû se poser quelque part pour pouvoir se rendre en Irak. La piste privilégiée est un aérodrome de la Syrie contrôlée par les forces vichystes. Cette action ouvertement hostile ne peut être tolérée. Par conséquent, après la victoire en Irak, les forces britanniques envahissent la Syrie et le Liban pour éliminer les responsables au pouvoir là-bas. Une résistance vigoureuse est mise en place par les Français contre les forces britanniques et australiennes entrant au Liban depuis la Palestine. Cependant, face à la pression constante et combinée avec une avance sur Damas depuis l'Irak, les Français n'ont d'autre choix que la reddition.
La dernière grande opération militaire de la guerre au Moyen-Orient a lieu peu de temps après. L'Union soviétique avait désespérément besoin de fournitures pour sa guerre contre l'Allemagne. Des fournitures sont envoyées autour de la route du convoi du Cap Nord vers Mourmansk et Arkhangelsk, mais la capacité de cette route est limitée et sujette à l'action ennemie. Des fournitures sont également envoyées des États-Unis à Vladivostok dans des navires battant pavillon soviétique. Face aux besoins de plus en plus importants, la réponse évidente est le passage par la Perse (aujourd'hui l'Iran). Cependant, le Chah de Perse, quelque peu pro-allemand, ne le permet pas. Par conséquent, les forces britanniques et soviétiques envahissent et occupent la Perse, le Chah est détrôné et remplacé par son fils.

### Éthiopie

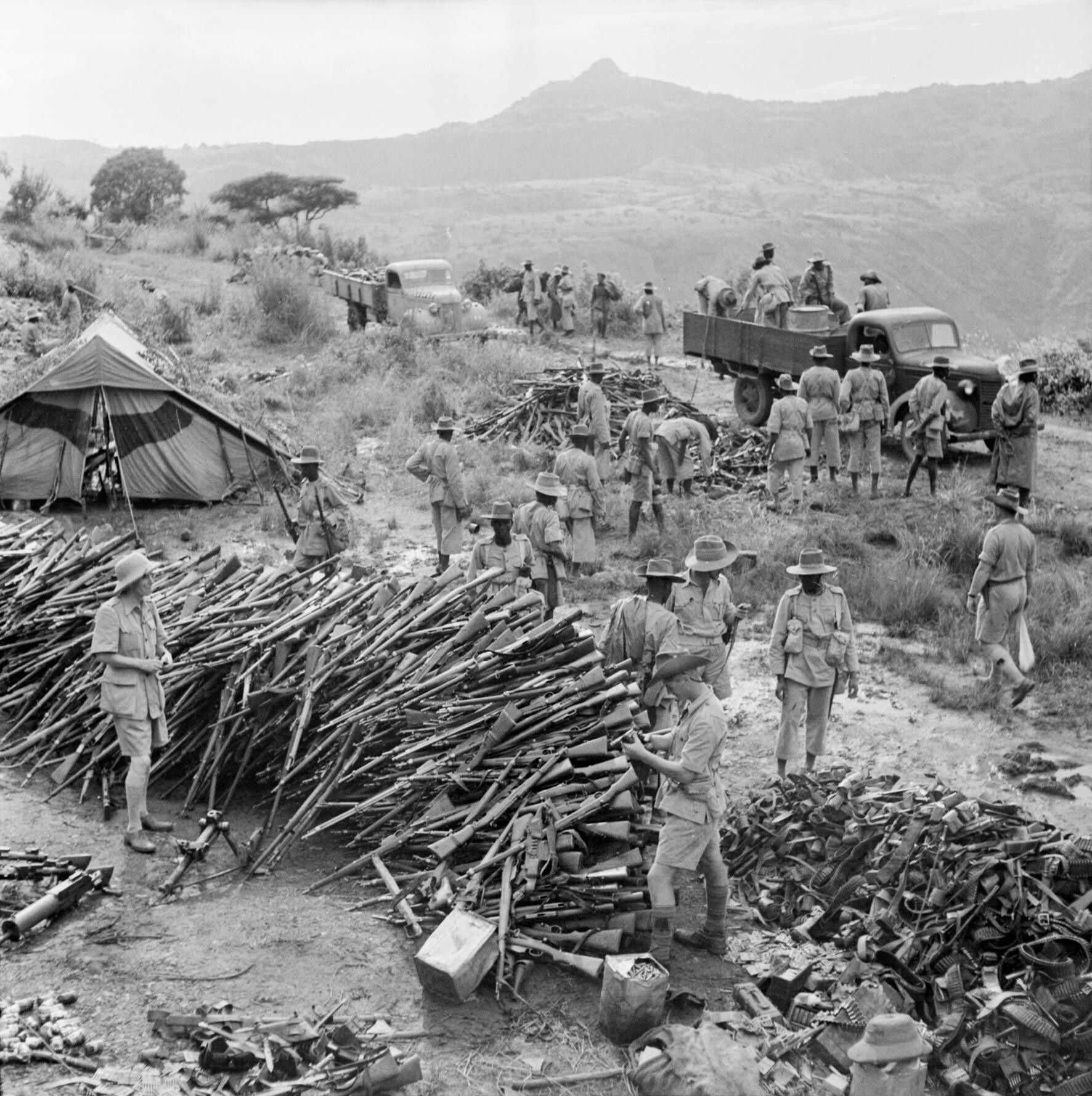
Les hommes des King's African Rifles rassemblant des armes au col de Wolchefit, après la reddition des derniers Italiens en Éthiopie.

Les Italiens déclarent la guerre le 10 juin 1940 et en plus des campagnes bien connues dans le désert occidental, un front est ouvert contre les britanniques en Afrique. Ce front s'ouvre dans et autour des colonies italiennes d'Afrique orientale : Éthiopie, Somalie italienne et Érythrée.
Comme en Égypte, les forces britanniques sont massivement inférieures en nombre à leurs adversaires italiens. Cependant, contrairement à la Libye, l'Éthiopie est isolée du continent italien et du ravitaillement.
Les premiers coups offensifs de la campagne tombent aux mains des Italiens, qui attaquent dans trois directions, au Soudan, au Kenya et au Somaliland britannique. Ce n'est que dans la conquête italienne du Somaliland britannique qu'ils connaissent le plein succès. La garnison britannique au Somaliland est en infériorité numérique et, après quelques semaines de combats, doit être évacuée vers Aden. Au Soudan et au Kenya, les Italiens ne prennent que quelques petites zones autour des villages frontaliers.
Après la fin de leurs offensives, comme en Égypte, les Italiens adoptent une attitude passive et attendent l'inévitable contre-attaque britannique. L'attention s'est alors déplacée vers la sphère navale.
Les Italiens dispose d'un petit escadron naval basé à Asmara, en Érythrée, appelé la flottille de la mer Rouge (composée de quelques destroyers et sous-marins), représentant une menace pour les convois britanniques qui remontent la mer Rouge. Cependant, l'escadron n'est pas utilisé de manière agressive et sert surtout de « flotte de dissuasion ». À la suite des diminutions des réserves de carburant, ses possibilités d'action diminuent drastiquement. Les Italiens tentent une attaque de convoi, mais échouent. À la suite de cette attaque, la plupart des navires de surface de l'escadre sont coulés et les sous-marins ayant survécu contournent le cap de Bonne-Espérance pour retourner en Italie.
Les forces britanniques demeurent minces sur le terrain en Afrique de l'Est, et les deux nations ayant le plus contribué à la victoire sur terre sont l'Afrique du Sud et l'Inde. L'Afrique du Sud a fourni la puissance aérienne et les troupes dont on avait grand besoin. L'armée indienne constituait le pilier des forces terrestres britanniques. Finalement, deux divisions indiennes ont combattu en Éthiopie.
Un autre aspect important de la campagne pour reprendre l'Éthiopie sont les forces irrégulières. Le major Orde Wingate, qui deviendra célèbre en Birmanie avec les Chindits, est l'un des principaux artisans des « patriotes » éthiopiens, comme dénommés par les Britanniques. Les irréguliers, formés dans la Force Gidéon, perturbent les lignes d'approvisionnement italiennes et fournissent des renseignements vitaux aux forces britanniques.
La poussée régulière pour prendre l'Éthiopie débute une fois les renforts arrivés d'Égypte. L'arrivée de la 1re division australienne en Afrique du Nord permet le déploiement de la 4e division d'infanterie indienne en Afrique de l'Est. Accompagnée de la 5e division d'infanterie indienne, elle prend rapidement l'offensive du Soudan, les divisions indiennes sont appuyées par une poussée du Kenya. Un assaut amphibie sur le Somaliland britannique est organisé depuis Aden. Les trois poussées convergèrent vers la capitale éthiopienne d'Addis-Abeba, qui tomba début mai 1941.
Les Italiens mènent un dernier combat autour de la ville d'Amba Alagi, avant d'être finalement vaincus. Amba Alagi tombe à la mi-mai 1941. Les dernières forces italiennes importantes se rendent à Gondar en novembre 1941, recevant tous les honneurs militaires.
Après décembre 1941, certains Italiens lancent une guérilla limitée en Éthiopie et en Érythrée qui durera jusqu'au milieu de 1943, lorsque l'Italie se retira du conflit (voir armistice de Cassibile).

### Guerre dans le désert occidental

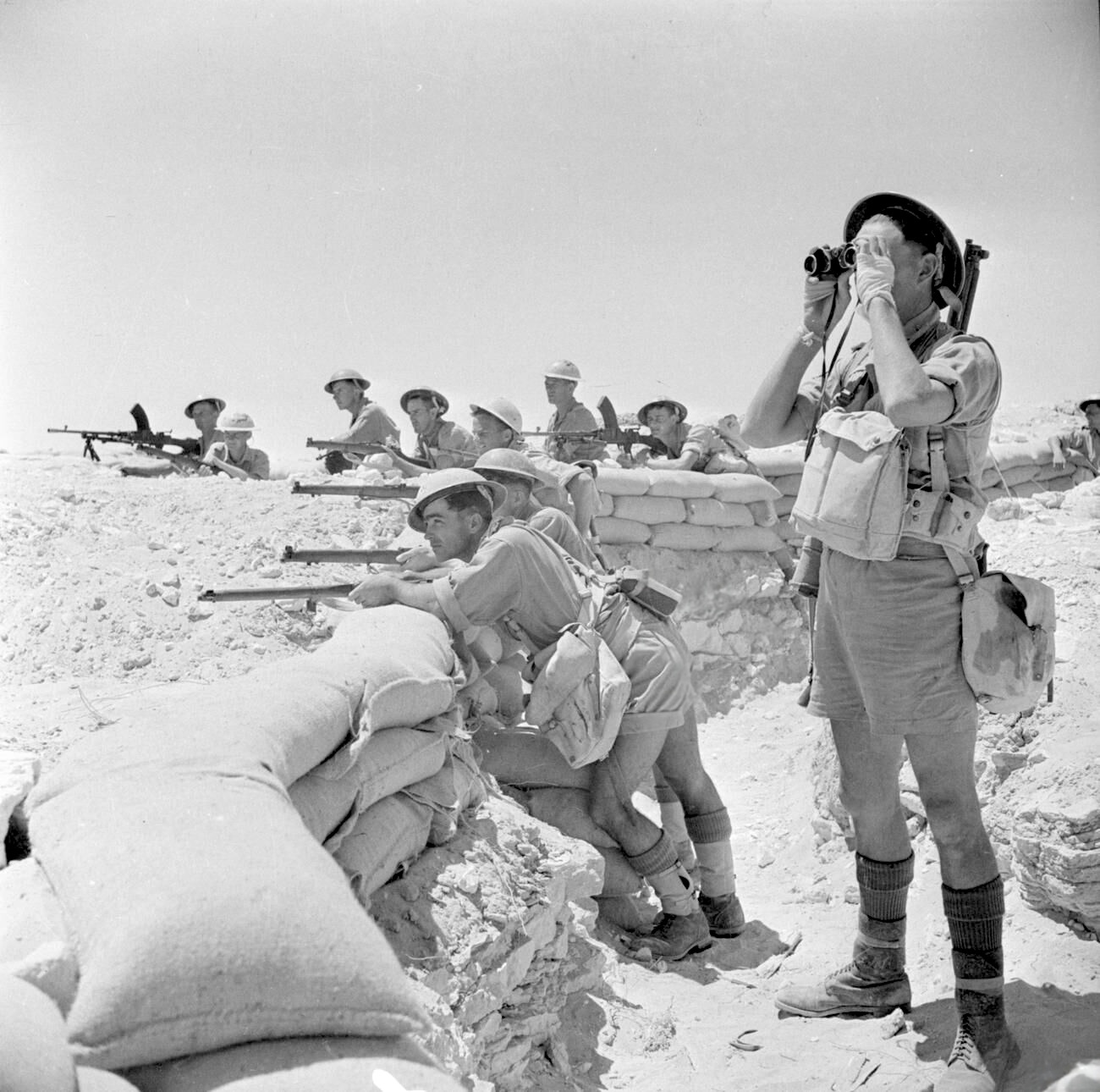
Infanterie britannique près d'El Alamein lors de la première bataille d'El Alamein, 17 juillet 1942.

Après la première offensive de Rommel, une réorganisation du commandement britannique a lieu. En novembre 1941, la 8e armée britannique est formée sous le commandement du lieutenant-général Alan Cunningham. Sa première offensive échoue de manière désastreuse lorsque le Generalfeldmarschall allemand Erwin Rommel émousse la poussée. La doctrine opérationnelle britannique échoue à encourager l'utilisation efficace des chars — une condition préalable pour la guerre dans le désert. Cunningham est relevé de son commandement et remplacé par le major-général Neil Ritchie. Cependant, une deuxième offensive britannique à la fin de 1941 tourne le flanc de Rommel et mène au soulagement de Tobrouk. De nouveau la Cyrénaïque tombe aux mains des Britanniques, cette fois l'avancée atteint El Agheila. Cependant, des événements extérieurs interviennent de nouveau pour entraver les efforts britanniques ; alors que l'attaque britannique atteint El Agheila, le Japon attaque simultanément en Extrême-Orient, signifiant que les renforts destinés au Moyen-Orient doivent être déployés ailleurs. Cela aura des effets désastreux.
Rommel reprend l'offensive en janvier 1942. Il est chargé par son haut commandement de ne mener qu'une offensive limitée contre les positions britanniques. Cependant, il désobéit aux ordres et exploite la faille de l'effondrement britannique.
Une opération est prévue pour prendre Malte, et ainsi réduire son étranglement des lignes de ravitaillement de Rommel. Cependant, avec sa nouvelle offensive, Rommel consomme du matériel destiné à l'attaque de Malte. Il s'agit d'un choix d'attaquer Malte ou de soutenir Rommel ; la deuxième option l'emportera. À cette époque l'île semble neutralisée, mais cette erreur d’appréciation hantera les forces de l'Axe plus tard.
La confusion dans les rangs britanniques demeure épouvantable, les tentatives pour consolider la position échouant à maintes reprises. Après la bataille de Gazala, Rommel non seulement chasse les Britanniques de la Libye, et quelque peu en Égypte, mais il s'enfonce profondément dans le protectorat. Tobrouk tombe rapidement. Une ligne défensive préparée à Mersa Matruh est débordée et le désastre se prépare. Ritchie est démis de ses fonctions de commandant de la 8e armée et Claude Auchinleck, commandant en chef du Middle East Command, se présente pour en prendre lui-même le commandement. Après Matrouh, aucune position défensive n'existe avant Le Caire même ; excepté El Alamein.
Auchinlek parvient à arrêter Rommel avec la première bataille d'El Alamein.
Une nouvelle équipe de commandement arrive au Moyen-Orient, avec le lieutenant-général Bernard Montgomery assumant le commandement de la 8e armée. Rommel tente une percée à nouveau pendant la bataille d'Alam el Halfa, mais celle-ci est arrêtée. Montgomery commença alors les préparatifs d'une grande offensive de percée qui entraînera la poursuite des forces de l'Axe jusqu'en Tunisie.

### OpérationTorchet El Alamein

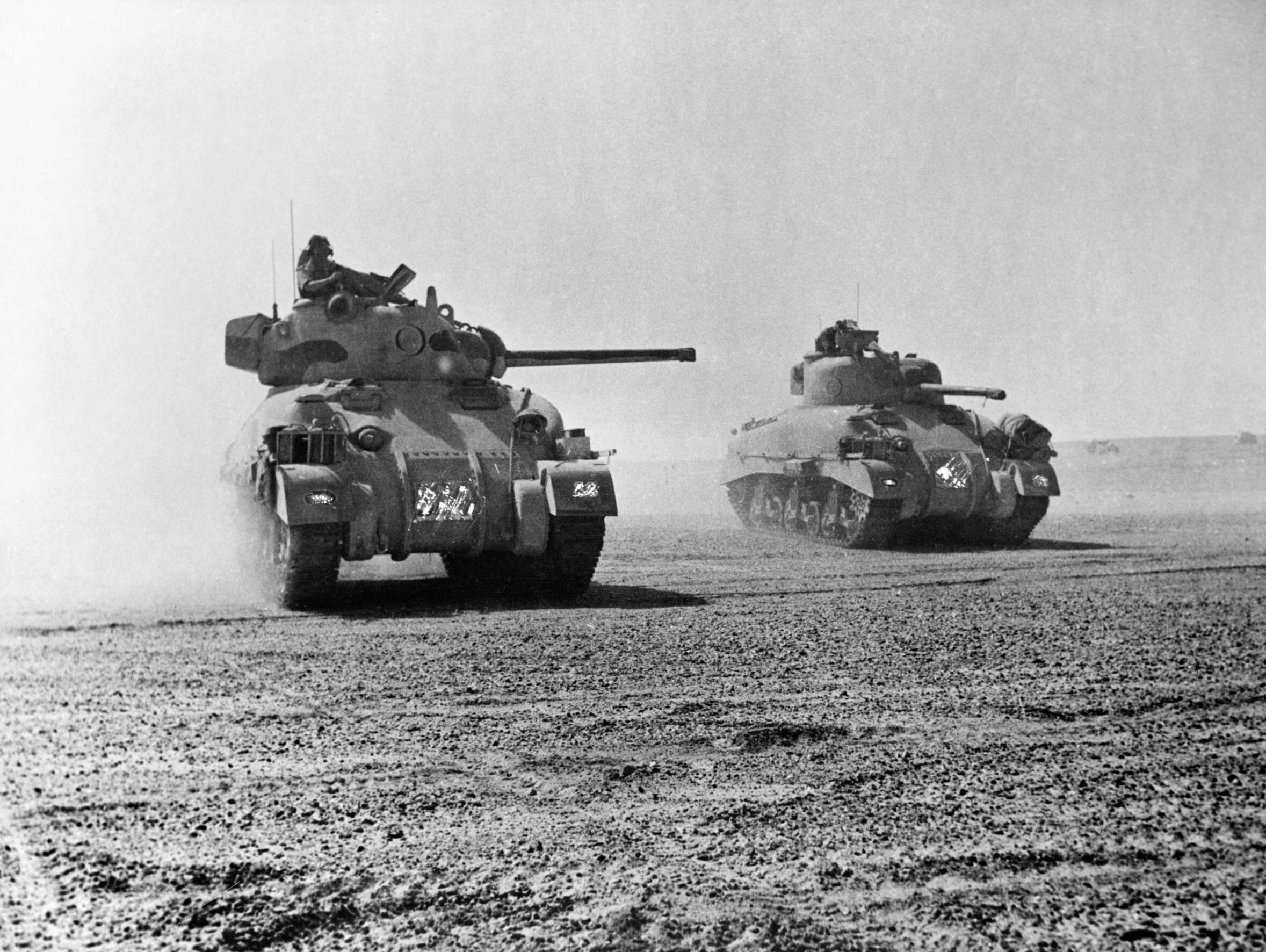
Chars Sherman du 9e Queen's Royal Lancers lors de la Seconde bataille d'El Alamein, 5 novembre 1942.

Le 8 novembre 1942 voit le premier grand assaut amphibie de la Seconde Guerre mondiale. Lors de l'opération Torch, une force anglo-américaine débarque sur les côtes algériennes et marocaines. Cependant, même en Algérie, malgré un contenu britannique important, les alliés maintiennent l'illusion qu'il s'agit d'une opération américaine afin de réduire une éventuelle résistance des Français.
Après l'attaque de la Force H contre la flotte française à Mers el-Kébir en 1940, le sentiment anti-britannique demeure fort parmi les Français. Cela avait été exacerbé par les opérations britanniques ultérieures contre les territoires contrôlés par le régime de Vichy à Dakar, en Syrie et au Liban, et l'invasion de Madagascar. On craint que toute attaque britannique sur le sol français n'entraîne une résistance prolongée. Ironiquement, l'attaque qui rencontra la plus grande résistance fut ce débarquement entièrement américain au Maroc. Une bataille navale à grande échelle est livrée entre les navires français et américains, et les combats au sol sont également intenses.
La résistance ne dure pas longtemps. Les Français capitulent puis rejoignent peu après la cause alliée. L'une des principales raisons du changement rapide de camp est l'installation des Allemands en France inoccupée, mettant fin au régime de Vichy, peu de temps après la capitulation des garnisons nord-africaines.
Une fois la résistance en Algérie et au Maroc terminée, la campagne devint une course. Les Allemands acheminent des hommes et des fournitures en Tunisie, et les Alliés tentent d'amener suffisamment de troupes dans le pays assez rapidement pour les arrêter avant qu'il ne soit nécessaire d'entreprendre une campagne à grande échelle pour les chasser.
Juste avant l'opération Torch, la seconde bataille d'El Alamein se déroule en Égypte. Le nouveau commandant de la 8e armée, le lieutenant-général Bernard Montgomery, a l'occasion de vaincre définitivement la Panzerarmee Afrika sous Erwin Rommel. Celui-ci est au bout des lignes de ravitaillement énormément étirées, les Britanniques sont proches de leurs bases de ravitaillement, et Rommel est sur le point d'être attaqué par l'arrière par l'opération Torch.
La deuxième bataille d'El-Alamein voit une énorme utilisation de l'artillerie. Les forces de Rommel avaient posé un grand nombre de mines dans le désert, et le terrain de la région empêchait le débordement de sa position, et les forces navales britanniques n'étaient pas assez puissantes pour débarquer une force importante directement derrière Rommel afin de couper ses lignes d'approvisionnement en même temps que l'opération Torch. Par conséquent, les lignes allemandes doivent être attaquées directement. Montgomery tente d'utiliser la feinte et la tromperie dans la bataille. Des « chars factices » et d'autres tromperies sont utilisés généreusement pour essayer de tromper les Allemands là où le coup allait tomber.
L'attaque principale a lieu, mais est repoussée par les vastes champs de mines. Montgomery déplace ensuite l'axe d'avance vers un autre point pour déséquilibrer les Allemands. Ce qui avait été auparavant une attaque gâchée s'est transformé en une nouvelle poussée majeure. Au cours d'une bataille acharnée d'usure, les Allemands sont repoussés.

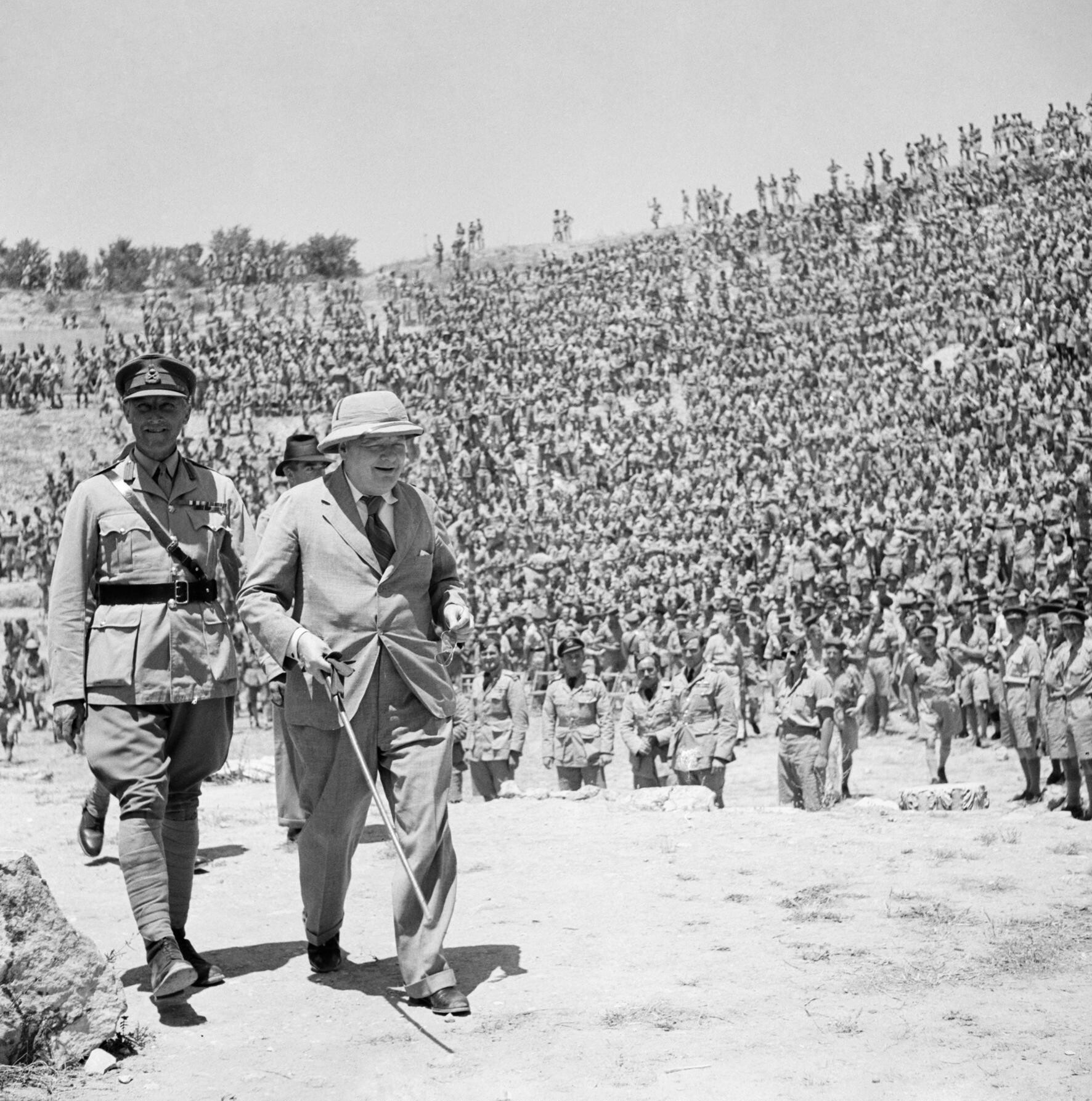
Winston Churchill dans l'amphithéâtre romain de l'ancienne Carthage avant de s'adresser à 3000 soldats britanniques et américains, juin 1943.

Après El Alamein, les forces de Rommel sont poursuivies à travers le désert occidental pour la dernière fois. La Cyrénaïque est reprise aux forces de l'Axe, puis la Tripolitaine est gagnée pour la première fois. Les forces de Rommel, à part de petites actions d'arrière-garde pour retenir les hommes de Montgomery, ne se retournent pas et ne combattent à nouveau que lorsqu'elles se retrouvent dans les défenses de la ligne Mareth du sud de la Tunisie.

### Bataille de Tunisie
Alors que les forces britanniques balayent la Libye vers l'ouest et que les forces anglo-américaines se rapprochent de l'Algérie, l'Axe déploie des renforts en Tunisie. Un nouveau commandement sous le colonel général Hans-Jürgen von Arnim est mis en place. Celui-ci est un ennemi confirmé de Rommel, les relations de commandement allemand ne prennent donc pas un bon départ.
Rommel se tourne pour faire face aux forces de Montgomery qui ont enfin rattrapé la Panzerarmee Afrika sur la ligne Mareth. La ligne Mareth est une série d'anciennes défenses frontalières françaises contre les forces italiennes de Libye, grandement améliorés par Rommel. Il faudra un effort majeur aux forces britanniques pour percer ces défenses. Cependant, à ce moment-là, Rommel avait quitté l'Afrique pour ne jamais revenir.
D'après les plans, la 1re armée doit faire l'effort principal pour détruire les formations de l'Axe en Afrique. Le IIe corps est déplacé du sud au nord du front et le XIXe corps français prend position sur l'aile droite de la 1re armée. La 8e armée doit effectuer une poussée subsidiaire le long de la côte pour immobiliser les forces de l'Axe.
L'offensive finale débute fin mars 1943 et en mai, les forces de l'Axe s'étaient rendues. 250 000 hommes sont faits prisonniers, un nombre comparable à celui de la bataille de Stalingrad.

## Campagne d'Italie
La campagne d'Italie est le nom des opérations alliées en Italie et dans ses environs, de 1943 à la fin de la guerre. Le quartier général des forces alliées interarmées AFHQ est responsable sur le plan opérationnel de toutes les forces terrestres alliées sur le théâtre méditerranéen, et planifie et commande l'invasion de la Sicile et la campagne sur le continent italien jusqu'à la reddition des forces allemandes en Italie en mai 1945.

### Invasion de la Sicile
Le 10 juillet 1943, la Sicile est envahie. L'opération, nommée opération Husky, est dirigée depuis Malte. Les forces britanniques attaquent sur le flanc est du débarquement, le XXXe corps de la 8e armée britannique débarquant au cap Passero et le XIIIe corps à Syracuse. L'objectif de la 8e armée consiste à avancer jusqu'à la côte est de la Sicile. À l'origine, les forces britanniques doivent jouer le rôle principal dans l'attaque de l'île mais, lorsque leur avance ralentit, la 7e armée américaine du côté ouest de l'île contourne le flanc ennemi à la place. Les Siciliens locaux auraient également grandement soutenu l'avancée des Américains pour vaincre les fascistes.

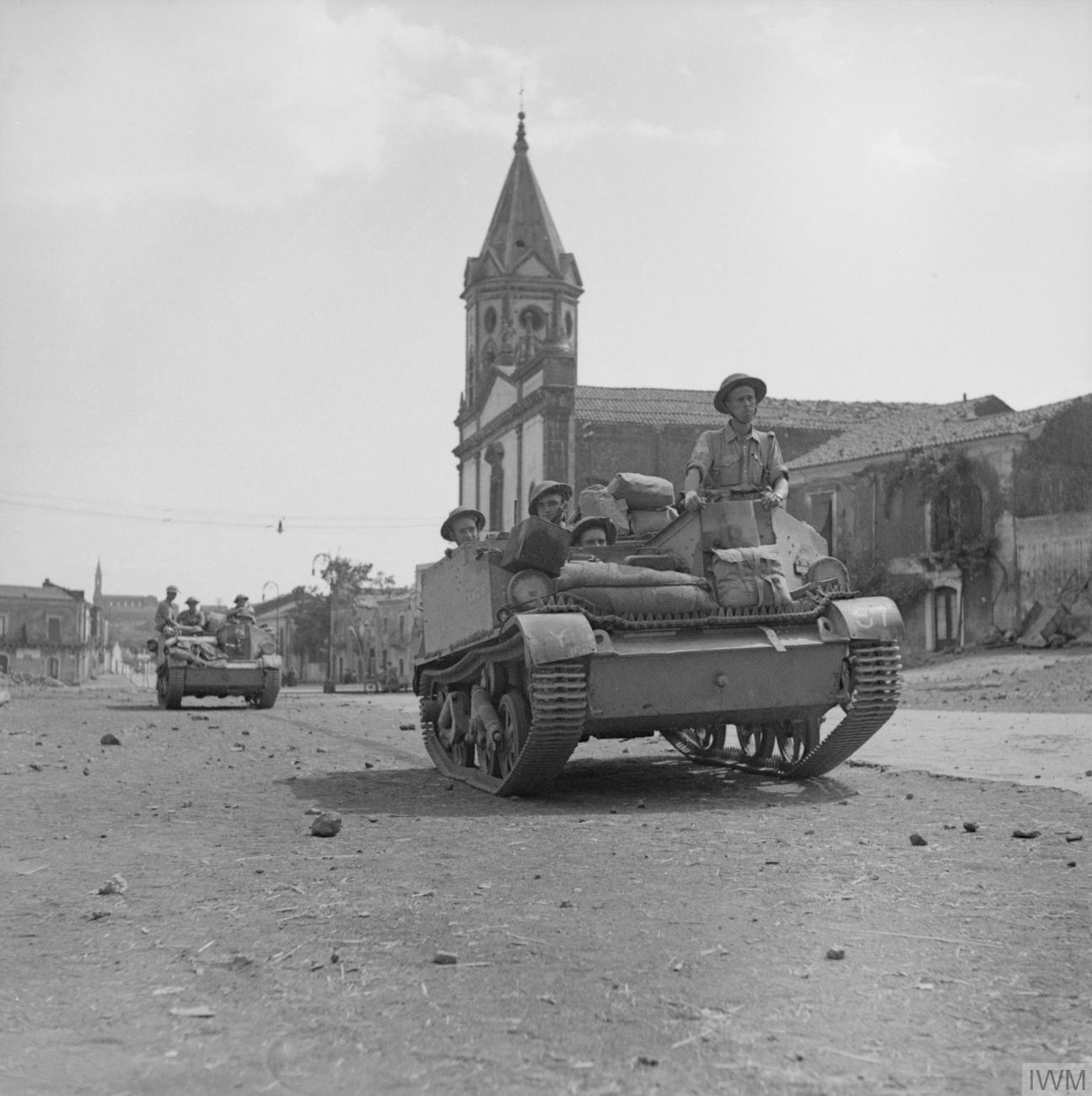
L'Universal Carrier du 2e bataillon du Wiltshire Regiment passent par Pedara, en Sicile, le 9 août 1943.

La 8e armée finit par se frayer un chemin au-delà des défenses allemandes et contourne l'Etna ; à ce moment-là, les Allemands et les Italiens se replient. Le 17 août, toutes les forces de l'Axe avaient évacué l'île et Messine fut capturée ce jour-là.

### Reddition de l'Italie

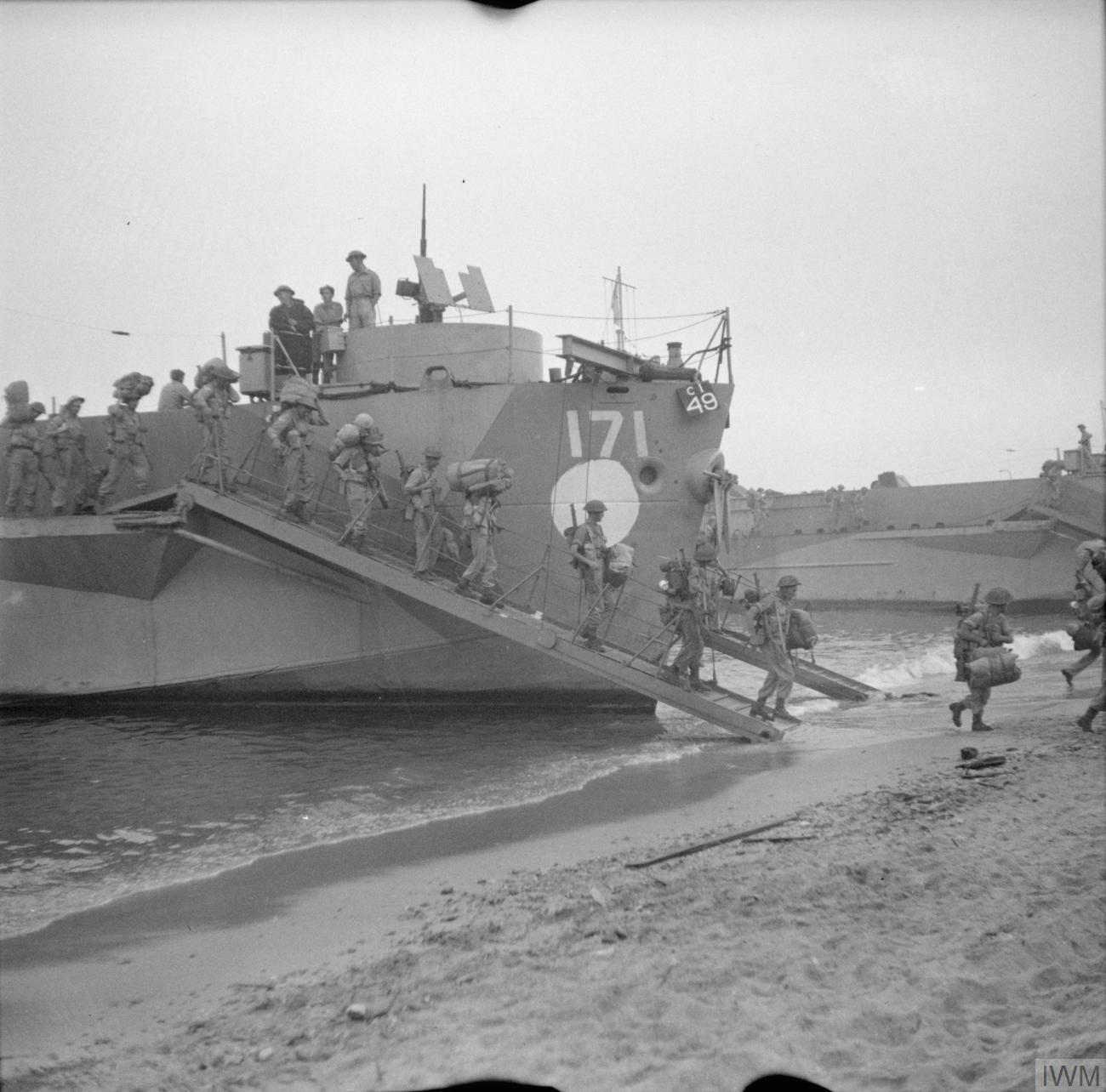
Les troupes britanniques débarquant des navires de débarquement à Reggio de Calabre, le 3 septembre 1943.

Après les opérations en Sicile, le gouvernement italien est au bord de l'effondrement. Le dictateur italien Benito Mussolini est évincé par le Grand Conseil du fascisme et, sur ordre du roi Victor-Emmanuel III, Mussolini est placé en détention. Des diplomates rencontrent les Alliés alors que l'invasion de l'Italie se poursuit.
Le 3 septembre 1943, les premières attaques sont menées directement à travers le détroit de Messine par la 8e armée lors de l'opération Baytown. Les Ve et XIIIe corps mènent cette attaque. Les forces de Montgomery débarquent dans la botte de l'Italie au cours des prochains jours. Un débarquement subsidiaire, l'opération Slapstick, est également effectué le 9 septembre sur la base navale italienne de Tarente par la 1re division aéroportée.
Le 3 septembre également, le roi Victor Emmanuel et le maréchal Pietro Badoglio signent secrètement un armistice avec les Alliés. Le 8 septembre, l'armistice est rendu public et un gouvernement est mis en place dans le sud de l'Italie. Le « gouvernement Badoglio » rejoint les Alliés contre l'Axe.
L'attaque principale, l'opération Avalanche, est lancée le 9 septembre à Salerne. Les porte-avions d'escorte se tiennent au large pour compléter la couverture offerte par les avions basés à terre. Un débarquement subsidiaire, l'opération Slapstick, est également effectué le même jour à la base navale italienne de Tarente par la 1re division aéroportée britannique, débarquée directement dans le port depuis des navires de guerre. La nouvelle de la capitulation italienne est diffusée alors que les convois de troupes convergent vers Salerne.
Les Allemands réagissent extrêmement vite à la capitulation italienne. Ils désarment les troupes italiennes près de leurs forces et prennent des positions défensives près de Salerne. Les troupes italiennes sont désarmées dans toute l'Italie dans le cadre de l'opération Achse.
Les débarquements à Salerne sont effectués par la 5e armée américaine sous le commandement du lieutenant-général Mark Clark. Il se compose du débarquement du VIe corps américain sur le flanc droit et du Xe corps britannique sur le flanc gauche. Ils font face à une résistance accrue, mais un important soutien naval et aérien combiné à l'approche de la 8e armée par le sud force finalement les Allemands au repli. Le 25 septembre, une ligne de Naples à Bari est contrôlée par les forces alliées.
D'autres avancées relativement rapides se poursuivent au cours des semaines suivantes, mais à la fin octobre, le front est au point mort. Les Allemands campent sur des positions défensives extrêmement puissantes sur la ligne Gustave pendant les six prochains mois.
Environ deux mois après son éviction, Mussolini est secouru par les Allemands lors de l'opération Eiche. Il crée ensuite la République sociale italienne dans le Nord de l'Italie.

### Ligne Gustave, batailles d'Anzio et de Monte Cassino

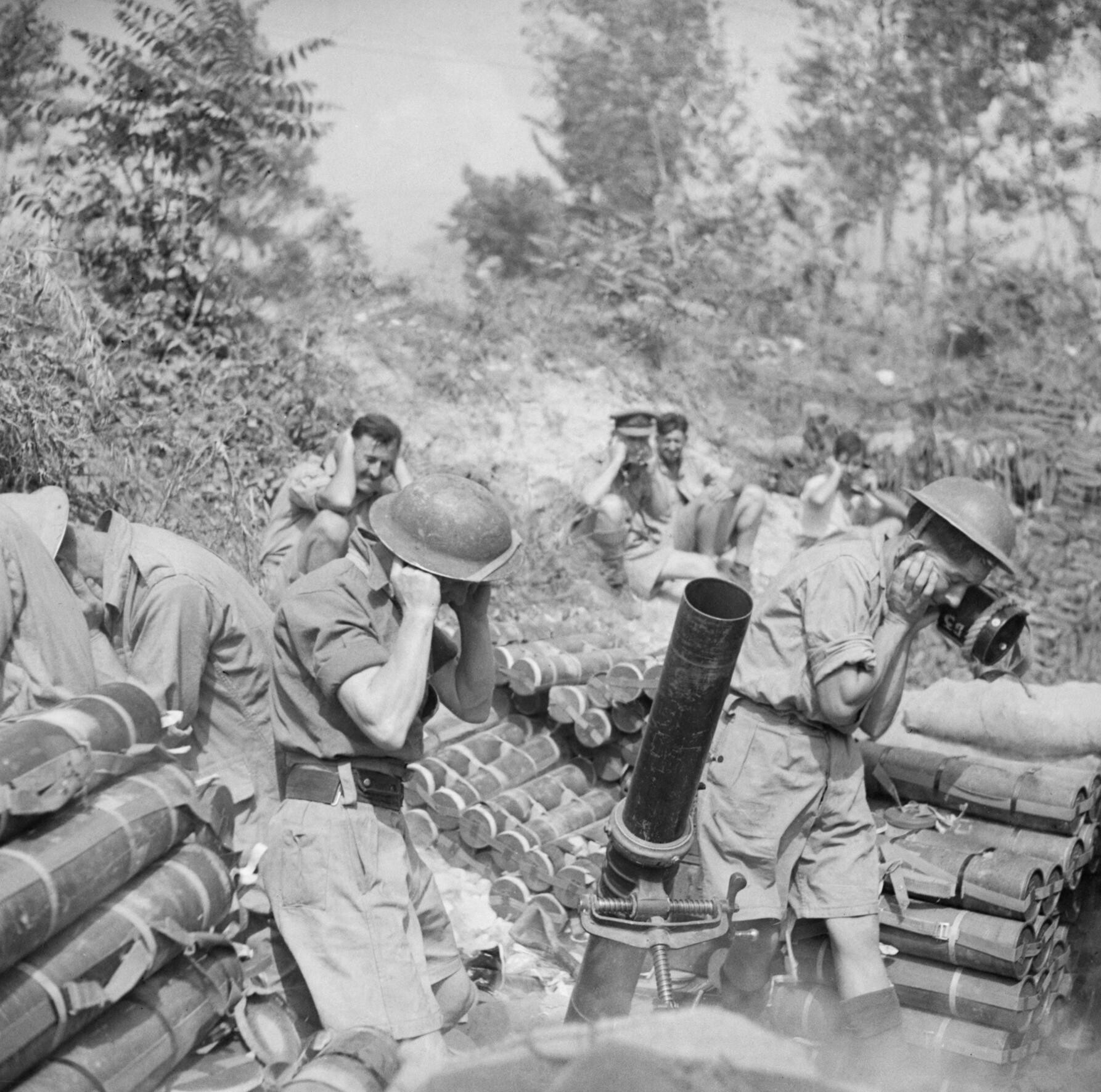
Mortier britannique de 4.2 pouces de la 307e batterie en action pendant la bataille de Monte Cassino, le 12 mai 1944.

Le pivot de la ligne Gustave est la ville et le monastère du Mont Cassin. La position extrêmement puissante domine une route clé vers Rome et doit donc être capturée. Les forces britanniques (les 46e et 56e divisions) sur le flanc gauche de la 5e armée tentent de traverser le fleuve Garigliano et sont également repoussées, tout comme une tentative conjointe franco-américaine.
En l'absence de signe de percée, il est décidé de tenter de déborder la ligne avec un débarquement amphibie à l'arrière. L'opération Shingle implique le débarquement à Anzio sur la côte ouest le 23 janvier 1944. Les formations d'assaut sont contrôlées par le VIe corps américain, mais comme pour Salerne, une importante composante britannique compose la force d'assaut. La 1re division d'infanterie britannique et la 2e brigade de commandos forment le flanc gauche de l'assaut.
Après l'attaque initiale et une contre-attaque allemande repoussée, la tête de pont d'Anzio se retrouve dans l'impasse. La tentative de débordement de la ligne Gustave avait échoué. Il faudra attendre le mois de mai pour qu'une évasion de la tête de pont puisse être tentée.

### Percée vers Rome

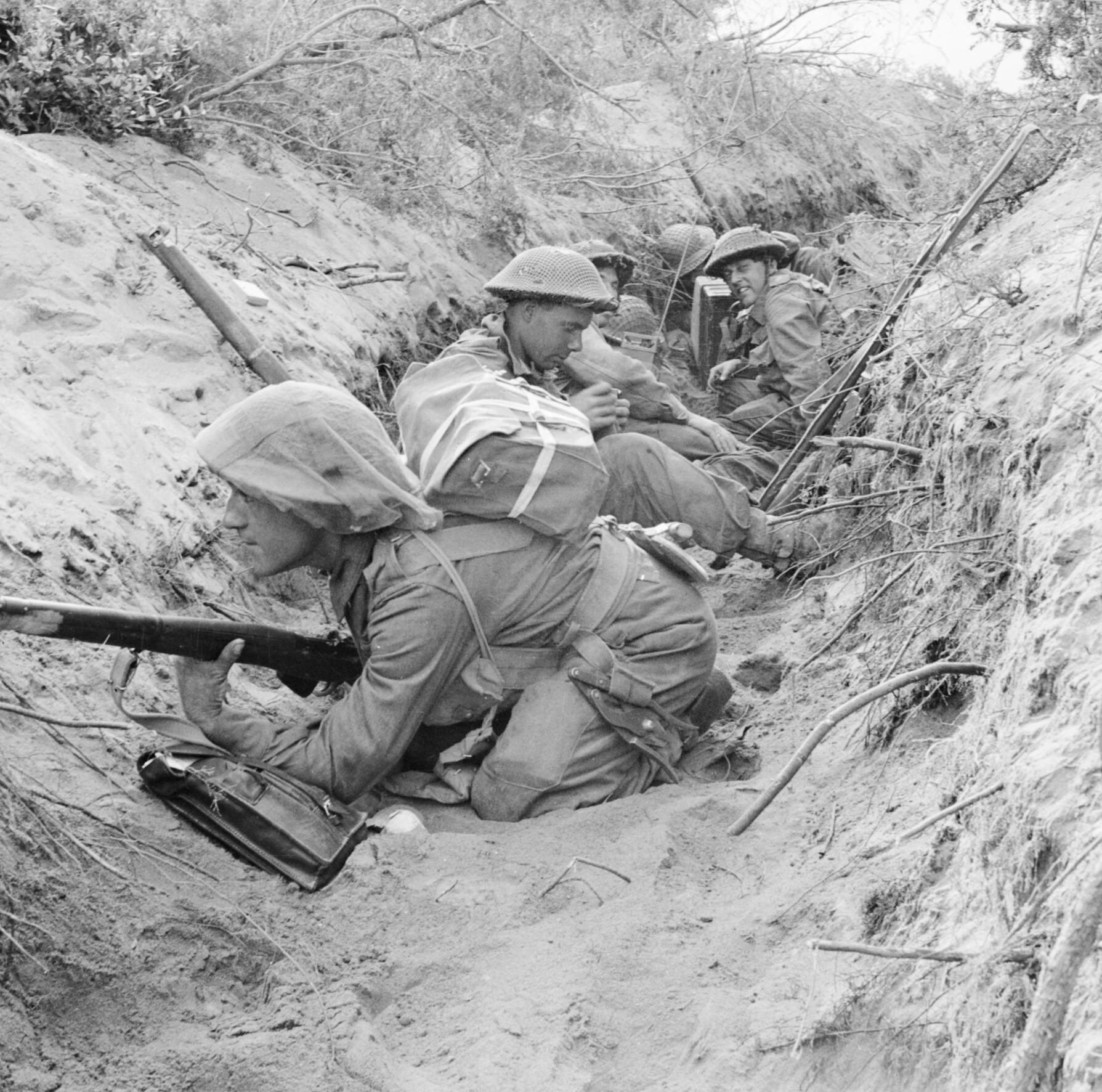
Des hommes de la compagnie 'D', 1er bataillon, Green Howards, faisant partie de la 13e brigade de la 5e division, occupent une tranchée de communication allemande capturée lors de la percée à Anzio, Italie, le 22 mai 1944.

En mai 1944, le VIe corps américain avait été renforcé à sept divisions. Lors de la quatrième bataille de Monte Cassino (également connue sous le nom d'opération Diadem), une attaque concertée est menée à la fois à Anzio et à la ligne Gustave. Les défenses allemandes finiront par craquer.
Le front avait été réorganisé. Le Ve corps est laissé sur l'Adriatique, mais le reste de la 8e armée est déplacé sur les Apennins pour renforcer les forces pour la prise de Rome. Le front de la 5e armée est ainsi considérablement réduit. Le Xe corps est également transféré dans la 8e armée lorsque l'arrangement compliqué des forces britanniques sous commandement américain est supprimé. Plusieurs batailles pour le Mont Cassin suivront, contestées par les forces indiennes, néo-zélandaises et polonaises. En fin de compte, le Mont Cassin perd sa position de pivot alors que d'autres opérations sur le front réussissent à tourner ses flancs. Celles-ci comprennent une brillante démonstration de guerre en montagne par le corps expéditionnaire français.
Les forces britanniques ne sont pas bien gérées pendant l'opération Diadem. Oliver Leese, le commandant de la 8e armée, commet une énorme erreur en envoyant le XIIIe corps fortement mécanisé dans la vallée du Liri en direction de Rome, provoquant un important embouteillage. Une controverse surgit sur la gestion des forces américaines. Le VIe corps est initialement censé s'interposer sur la route de Rome et couper les forces allemandes se retirant de la ligne Gustave. Cependant, Clark décide plutôt d'avancer sur Rome, en déployant qu'une force relativement symbolique dans une position de blocage tandis que le reste du corps doit se diriger vers Rome. Les Allemands parviennent à écarter la force de blocage et ainsi une grande partie de leurs formations échappe à l'encerclement. Au total, 25 divisions (environ un dixième de la Wehrmacht) se replient, prolongeant la campagne d'Italie jusqu'en 1945. La spéculation entoure tout cet épisode et de nombreux membres du commandement allié estiment que Mark Clark a désobéi aux ordres directs pour sa propre gloire et contribué à l'extension de la guerre. S'il avait coupé ces forces comme cela avait été planifié et ordonné, l'ennemi aurait été neutralisé de la même manière qu'en France, et la résistance allemande en Italie se serait effondrée. Les Alliés auraient pu remonter le long des Apennins et envahir l'Autriche et le sud de l'Allemagne. C'était le plan des Britanniques, qui n'était pas soutenu par les Américains, et en tant que tel, les actions de Mark Clark peuvent avoir été motivées politiquement ou conduites par Washington. Il est vrai que Mark Clark ne sera pas réprimandé pour son changement de route, même si d'autres commandants l'ont été pour moins.

### Ligne gothique et victoire en Italie

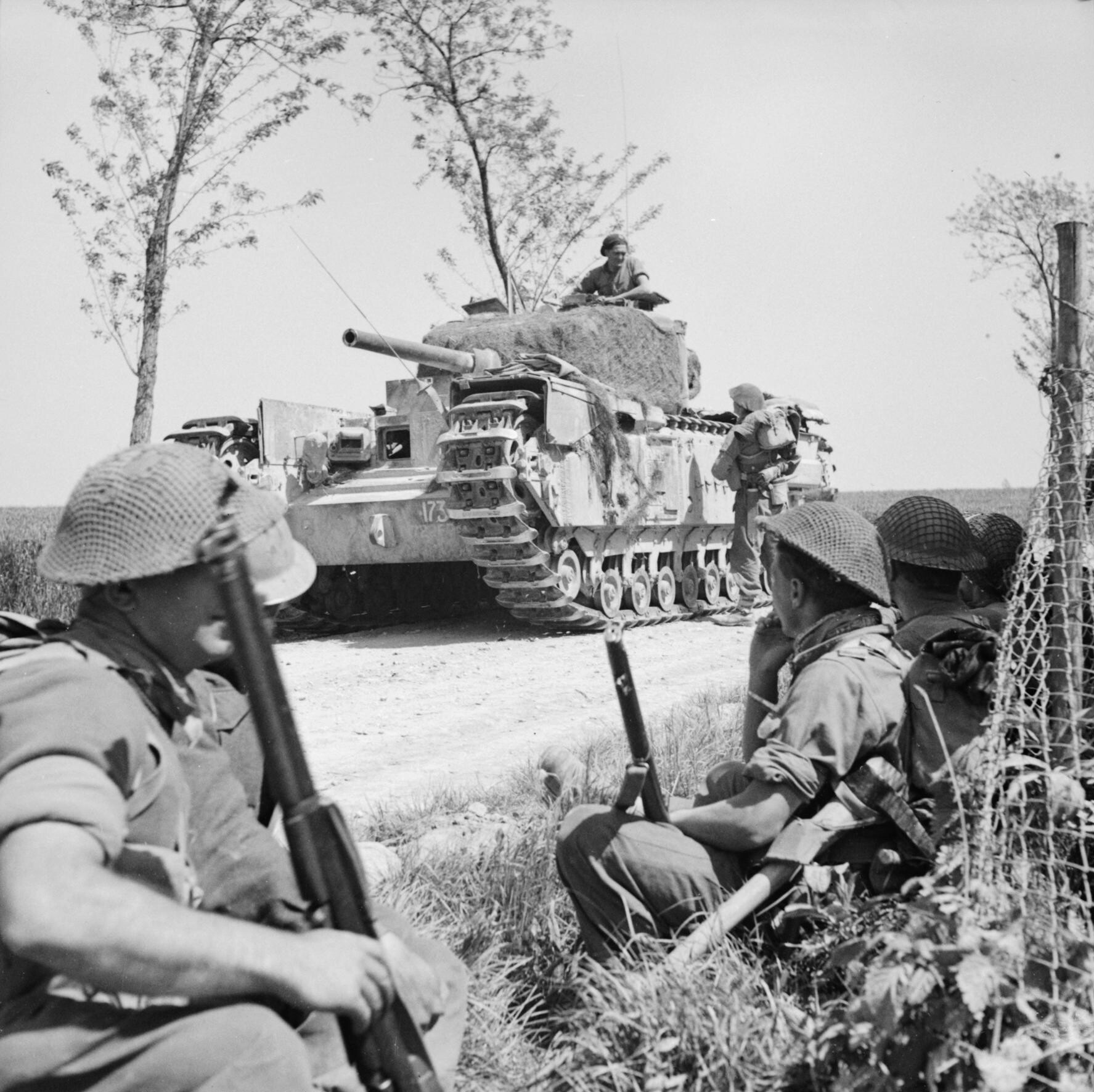
Un char Churchill s'arrête près de fantassins du 1er bataillon, London Irish Rifles, faisant partie de la 167e brigade de la 56e division, près de Tanara, Italie, avril 1945.

À la fin du mois d'août 1944, les forces alliées avaient atteint Pise et Pesaro sur chaque côte. Comme l'année précédente, la progression ralentit ensuite fortement. La composition des forces en Italie avait à nouveau changé avec le retrait des forces françaises pour l'invasion du sud de la France, l'opération Dragoon. Le IVe corps américain est reformé pour remplacer les Français dans la 5e armée. La 8e armée est composée des Ve, Xe et XIIIe corps des forces britanniques, Ier corps canadien et du IIe corps polonais. Cependant, au cours de cette période, le XIIIe corps est temporairement placé sous le commandement de la 5e armée américaine.
Entre août et décembre, la 8e armée progresse lentement le long de la côte est. Le IIe corps polonais capture l'importante ville portuaire d'Ancône, raccourcissant ainsi considérablement la ligne de ravitaillement alliée. L'objectif initial est de percer dans la plaine du Pô à la fin de 1944, mais cet objectif est loin d'être atteint. En décembre, la ligne de front s'arrête juste au sud du lac Comacchio, avec les Allemands tenant un saillant à l'ouest. La 5e armée stationne dans les hauts cols des Apennins.
Après décembre, les opérations s'arrêtent pour l'hiver. Le seul événement majeur de cette période est le retrait du Ier corps canadien du front italien pour renforcer la 1re armée canadienne en France. L'offensive ne sera renouvelée qu'en avril. Le choix pour la dernière offensive est de savoir si le coup majeur doit porter sur le front de la 5e armée ou de la 8e armée. Et le choix se porta sur la deuxième option. Un plan trompeur est élaboré pour convaincre les Allemands d'une attaque majeure de la 5e armée, nécessitant un effort logistique majeur pour déplacer les formations vers leurs lignes de départ.
Le 2 avril 1945, l'attaque est lancée et est marquée par une avance à nouveau lente au début.
Le 20 avril, Bologne se retrouve dans un saillant tenu par les Allemands et le lac Comacchio est traversé par une attaque amphibie. Les Allemands sont à la limite de la rupture. Au cours des dix jours suivants, ils sont soit encerclés, soit coincés contre le Pô, réduits en grande partie à des bandes dispersées et dépourvus d'équipement lourd.
Le 28 avril, Mussolini et un groupe d'Italiens fascistes sont capturés par des partisans italiens alors qu'ils tentent de fuir l'Italie. Mussolini et une quinzaine d'autres fascistes sont exécutés et leurs corps emmenés à Milan pour être exposés.
Le 29 avril, le Groupe d'armées Ligurie du maréchal Rodolfo Graziani, l'armée de la République sociale italienne de Mussolini, annonce la reddition.
Les progrès en mai sont rapides. Les forces américaines libèrent la haute vallée du Pô et capturent Gênes, les forces polonaises capturent Bologne et les forces britanniques nettoient la basse vallée du Pô et atteignent les frontières yougoslave et autrichienne.
Le 2 mai, les forces allemandes en Italie capitulent, se produisant peu de temps avant la principale reddition allemande le 8 mai.

## Libération de l'Europe

### OpérationOverlord

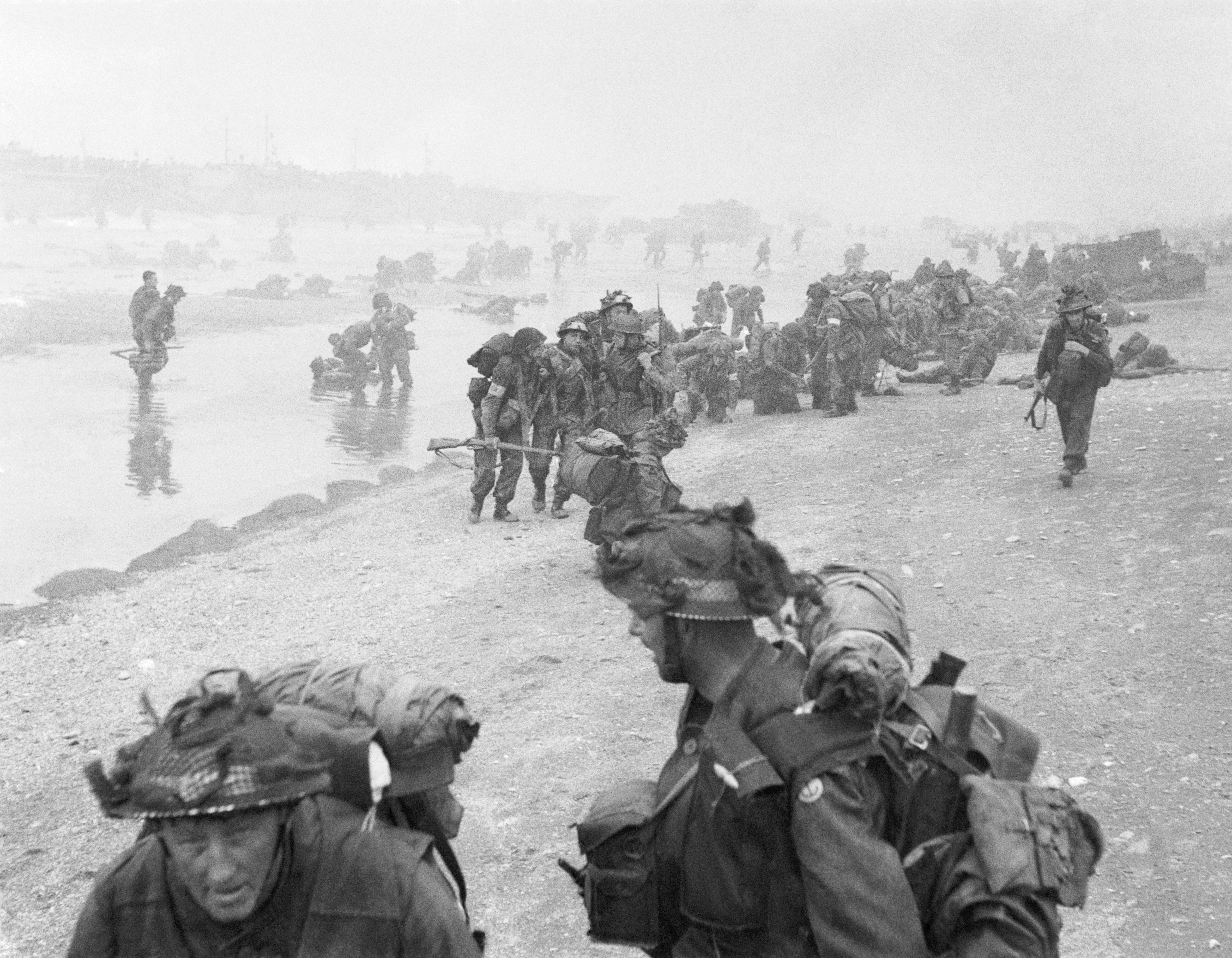
Troupes de la 3e division d'infanterie sur la plage Queen Red, Sword Beach, 6 juin 1944.

Le débarquement de Normandie, le plus grand assaut amphibie de l'histoire, se déroule le 6 juin 1944. Toutes les armées terrestres, américaines et britanniques, sont sous le commandement du général britannique Montgomery. L'opération implique le débarquement de cinq divisions d'assaut par mer et de trois divisions d'assaut en parachute et en planeur. Parmi celles-ci, une division aéroportée et deux divisions maritimes sont britanniques. La formation aéroportée britannique impliquée est la 6e division aéroportée, les divisions maritimes britanniques étant la 3e division d'infanterie débarquant à Sword Beach et la 50e division d'infanterie et la 8e brigade blindée à Gold Beach. Le commando no 48 débarque avec la 3e division d'infanterie canadienne à Juno ; les divisions restantes sont fournies par les États-Unis.
Les formations britanniques sont affectées à l'extrémité est de la tête de pont. La 6e division aéroportée débarque pour sécuriser le flanc est des forces d'assaut. Les premières unités alliées en action proviennent des troupes embarquées sur planeur attaquant Pegasus Bridge. Au-delà des formations principales, diverses unités plus petites sont débarqués à terre. Parmi ceux-ci se trouvent les commandos britanniques.
Le Royaume-Uni est la base principale de l'opération et fournit la majorité de la puissance navale. Près de 80 % des navires de guerre de bombardement et de transport appartiennent à la Royal Navy. La puissance aérienne pour l'opération est une division plus égale. Les États-Unis fournissent deux forces aériennes pour la bataille, la 8e force aérienne avec des bombardiers stratégiques et la 9e force aérienne pour la puissance aérienne tactique. Tous les commandements nationaux de la RAF sont impliqués dans l'opération. Le Coastal Command sécurise la Manche contre les navires de guerre allemands. Le Bomber Command s'engage à réduire les cibles de communication en France pendant plusieurs mois pour paralyser le mouvement des renforts allemands vers la bataille et soutient également directement les forces de bombardement le matin de l'assaut. La défense aérienne du Royaume-Uni, temporairement rebaptisée Fighter Command, assure la supériorité aérienne sur la tête de pont. La 2e force aérienne tactique fournit un soutien direct aux formations de l'Empire.
La plupart des objectifs initiaux de la journée n'ont pas été atteints, mais une tête de pont ferme est établie. Cela est progressivement mis en œuvre jusqu'à ce que les opérations offensives puissent commencer sérieusement. Le premier grand succès sera la prise de Cherbourg.

Un soldat britannique aide une vieille femme parmi les ruines de Caen après sa libération, le 10 juillet 1944.

À l'est, le premier grand objectif britannique est Caen, qui permettra aux Alliés de prendre la « capitale normande ». Après une bataille compliquée, la ville tombe en juillet.

#### Controverses
Après la guerre, Montgomery affirme que la bataille de Normandie avait progressé en grande partie car il avait planifié l'opération à l'école St. Paul à Fulham, à Londres, soutenu par les généraux américains, le général Eisenhower, le général Bradley et le correspondant de guerre australien Chester Wilmott, entre autres. Eisenhower déclare trois ans après la guerre dans ses mémoires, Crusade in Europe, que le plan « n'a jamais été abandonné, même momentanément, tout au long de la campagne ». Le plan de base était que les Britanniques attirent, maintiennent et détruisent les blindés allemands à l'est, sans acquérir de territoire, tandis que les forces américaines dans le territoire légèrement défendu à l'ouest renforcent leurs forces et lancent l'opération Cobra.
Montgomery n'a pas trop rendu public certains des points du plan de peur d'abaisser le moral des troupes britanniques, qui supporteraient de plein fouet les forces blindées allemandes expérimentées pour permettre aux troupes américaines une percée. Montgomery comprend qu'un moral élevé facilite des performances supérieures sur le champ de bataille, en particulier chez les soldats non réguliers. Le mélange de forces dans les rangs britanniques et canadiens l'indique en mettant l'accent sur les chars et les véhicules. Lorsque le premier ministre Churchill demande pourquoi il y a autant de véhicules par rapport aux troupes d'infanterie dans les armées britanniques, on lui répond que les véhicules nécessitent un soutien logistique plus important, ce qui détourne les hommes des tâches de combat. D'après Montgomery, chaque véhicule est nécessaire et aucune personne n'est autorisée à interroger son personnel à ce sujet, sinon il démissionnerait. Churchill pleura et quitta la pièce. Montgomery affirme qu'Eisenhower, bien qu'ayant donné son approbation, ne comprenait pas le plan en détail tel qu'établi à l'école St. Paul. Quant au général Bradley, il confirma le plan et les intentions initiaux de Montgomery, en écrivant :
« Les armées britannique et canadienne devaient leurrer les réserves ennemies et les attirer sur leur front à l'extrême est de la tête de pont alliée. Ainsi, pendant que Monty raillait l'ennemi à Caen, nous [les Américains] devions faire notre pause sur le long rond-point de Paris. En termes de fierté nationale, cette mission de leurre britannique devint une mission sacrificielle, car pendant que nous contournions le flanc extérieur, les Britanniques devaient stationner sur place et immobiliser les Allemands. Pourtant, stratégiquement, il s'inscrivait dans une division logique du travail, car c'est vers Caen que les réserves ennemies s'élanceraient une fois l'alarme donnée. »
Après la guerre, un certain nombre d'auteurs américains ont soutenu un manque de professionnalisme du général de Montgomery, estimant que la bataille devait être menée autrement que prévu car celui-ci avait promis plus qu'il ne pouvait faire. Cette théorie se base sur le fait que les forces britanniques ne poursuivaient pas agressivement le territoire. L'auteur et officier militaire Stephen Hart analyse le 21e groupe d'armées en 1992 et constate que l'accent mis par Montgomery sur la réduction des pertes (qui d'après lui maintiendrait le moral et une meilleure performance au combat chez les soldats non réguliers, ce qu'étaient la plupart d'entre-eux), sont les principales influences sur son fonctionnement conduite. D'après la conclusion de Hart, Montgomery était le général britannique le plus compétent en Europe car il comprenait les objectifs de guerre de la Grande-Bretagne. Sa préoccupation pour le moral de ses unités est légitime, reconnaissant un problème d'effectifs d'infanterie chez les Britanniques, car l'accent était mis sur les véhicules blindés pour contrer les blindés allemands supérieurs. Les deux facteurs ont influencé sa gestion du 21e groupe d'armées. Hart détruit le mythe selon lequel Montgomery était inutilement prudent.

### Percée de Normandie

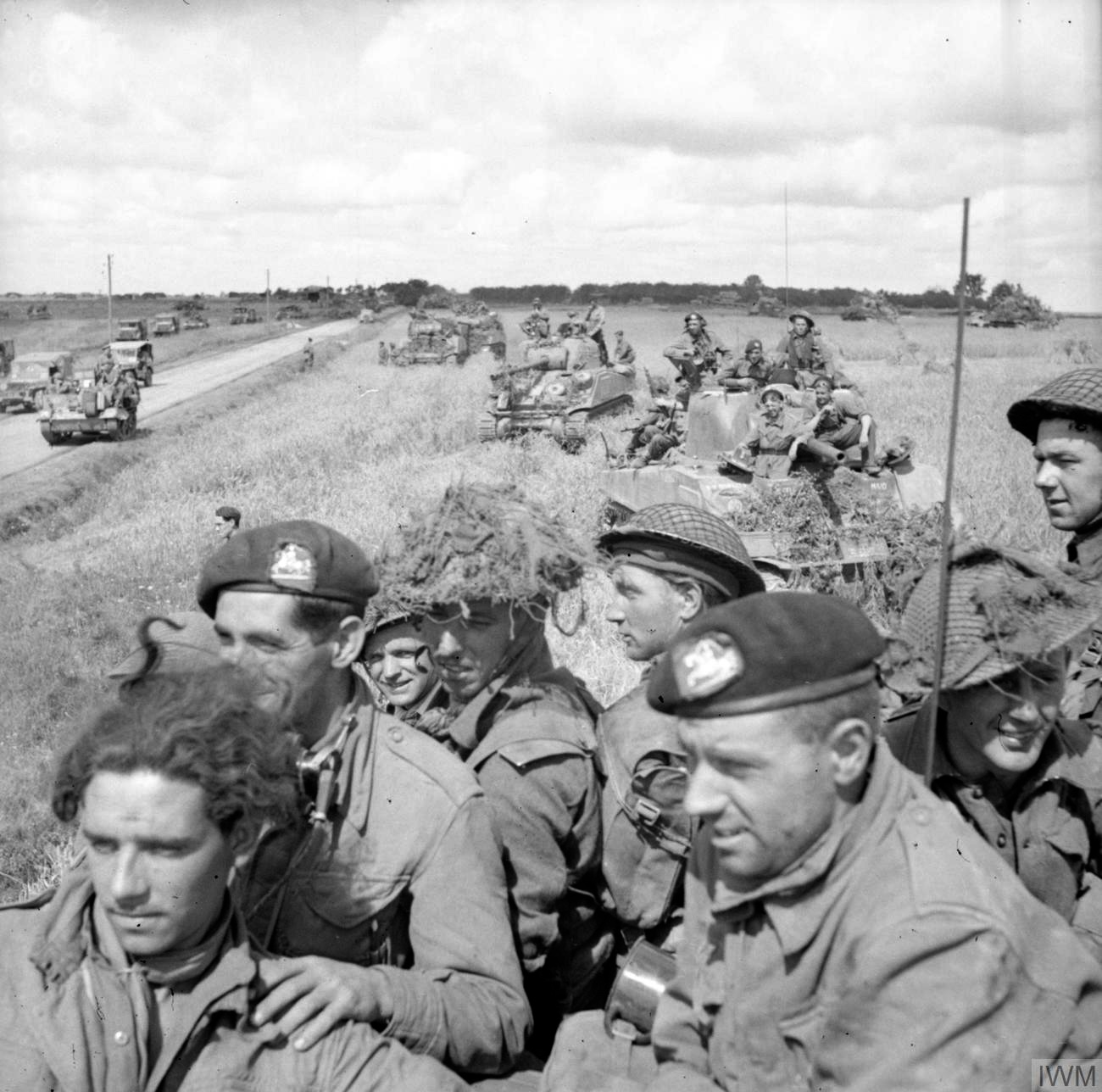
L'infanterie britannique à bord de chars Sherman en attente d'ordre, près d'Argentan, le 21 août 1944.

Les forces britanniques et canadiennes détruisent en grande partie les blindés allemands dans l'est de la Normandie, permettant une percée des forces américaines fin juillet 1944 lors de l'opération Cobra. Les forces alliées commencent un enveloppement des forces allemandes restées en Normandie. Hitler ordonne une contre-attaque sur la bande de territoire apparemment vulnérable que les forces américaines contrôlent sur la côte normande, reliant les 1re et 3e armées.
Alors que les forces américaines balayent vers le sud, les forces britanniques, canadiennes et polonaises épinglent puis repoussent les Allemands du nord. Une poche allemande se forme au sud de la ville de Falaise lorsque les deux forces alliées se rencontrent. Jusqu'à 150 000 soldats allemands seront piégés et environ 60 000 victimes dénombrées.
Comme prévu avant l'invasion de la Normandie, le général Eisenhower prend le commandement des forces terrestres de Montgomery le 1er septembre, tandis que celui-ci continue à commander le 21e groupe d'armées britannique, composé désormais principalement d'unités britanniques et canadiennes.
Après la bataille de Normandie, il reste peu de résistance allemande à l'ouest. Les forces britanniques balayent le nord en entrant en Belgique le 2 septembre 1944 tandis que les forces américaines balayent l'est. Paris tombe fin août 1944 aux mains des troupes françaises libres du général de Gaulle et des forces américaines. Fin septembre, une grande partie de la France avait été libérée.
Des difficultés logistiques rattrapent alors les Alliés car tout le ravitaillement doit être acheminé depuis la Normandie. En raison des lignes d'approvisionnement à peine étirées, l'avance rapide américaine sur le front large n'est pas soutenue, s'arrêtant en Lorraine et en Belgique. Des discussions animées auront ensuite lieu sur la prochaine phase de la stratégie alliée.

### Invasion de la Riviera
L'opération Dragoon, l'invasion du sud de la France en août 1944 est menée presque entièrement par les troupes américaines et françaises libres, malgré une participation des forces navales britanniques aux missions de bombardement et à la protection aérienne de la tête de pont. Les seules forces terrestres britanniques participantes sont la 2e brigade de parachutistes indépendante. Ils débarquent sans grande opposition et accomplissent rapidement leurs objectifs. Le succès rapide de l'opération leur permettent d'être retirés de la ligne et redéployés en Grèce afin de maintenir la paix dans le pays, en proie à une guerre civile.

### OpérationMarket Garden

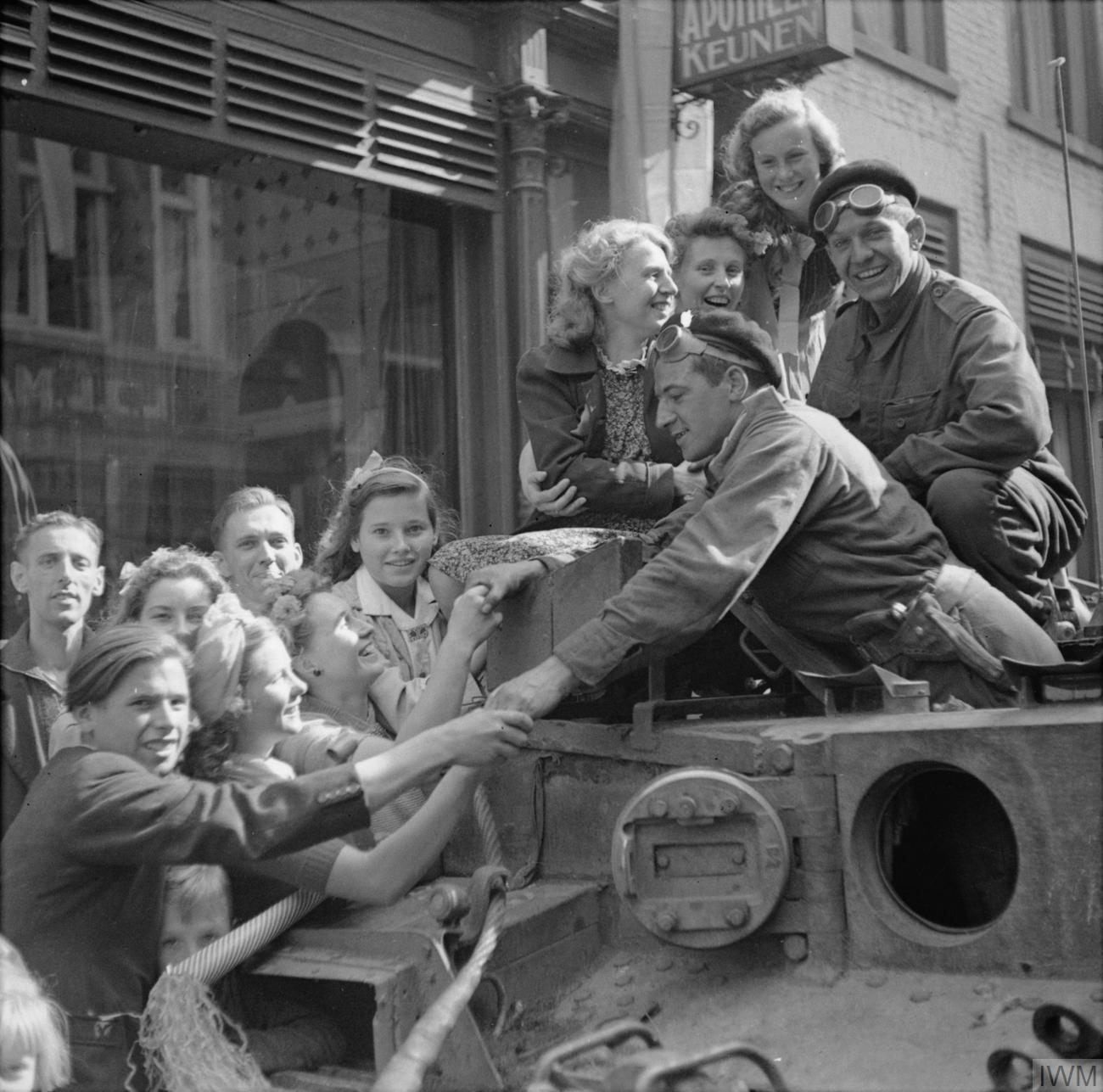
L'équipage d'un char Cromwell est accueilli par des civils néerlandais à Eindhoven, le 19 septembre 1944.

Montgomery et Eisenhower discutent depuis longtemps des mérites d'une large stratégie d'attaque de front par rapport à la concentration du pouvoir dans une zone et à la pénétration des lignes allemandes. Eisenhower favorise la première option et Montgomery la seconde. Cependant, à la fin de 1944, des problèmes de logistique empêchent temporairement la première option. Montgomery conçoit alors l'opération Market Garden pour mettre en œuvre une stratégie de front étroit. L'idée est de débarquer des forces aéroportées aux Pays-Bas pour emprunter des ponts vitaux sur les différentes rivières du pays. Une formation blindée soulagerait alors les forces aéroportées et avancerait rapidement en Allemagne.
Des parachutistes américains sont largués à des points intermédiaires au nord des lignes alliées, avec la 1re division aéroportée britannique et la 1re brigade de parachutistes indépendante polonaise à la pointe du saillant d'Arnhem. Tous les ponts sont capturés le 1er jour, à l'exception du pont de Nijmegen, ce qui cause un retard de près de deux jours, le plan commence alors à rencontrer de sérieux problèmes. Les forces de secours du XXXe corps du lieutenant-général Horrock ont pour objectif d'avancer sur une seule bonne route. Incapable de dépasser Nimègue, des embouteillages apparaissent le long de la route. Les Allemands réagissent rapidement et attaquent la route de part et d'autre. Par conséquent, le XXXe corps reçoit l'ordre de s'emparer du pont, que les parachutistes de la 82e division américaine avaient échoué à prendre. Cet échec prend beaucoup plus de temps que prévu pour se rendre à Arnhem. Au moment où le XXXe corps atteint la zone, la 1re division aéroportée britannique avait capitulé sur le pont.
La 1re division aéroportée tient le pont d'Arnhem pendant quatre jours et dispose d'une grande force sur le fleuve pendant un total de neuf jours, avant de finalement se retirer dans une évasion nocturne audacieuse sur le Rhin. Sur les plus de 10 000 hommes déployés dans l'opération d'Arnhem, seulement environ 2 000 reviennent. La 1re division aéroportée est dissoute comme formation de combat pour toute la durée de la guerre sans avoir atteint l'objectif initial.
Au lendemain de l'attaque, les flancs saillants sont élargis pour achever la tenaille du Rhin dans cette section du front.

### Walcheren
Après Market Garden, le grand port d'Anvers est capturé. Cependant, il se trouve à l'extrémité d'un long estuaire fluvial, et il ne peut donc pas être utilisé jusqu'à ce que ses approches soient dégagées. La rive sud de l'Escaut est nettoyée assez rapidement par les forces canadiennes et polonaises, mais l'épineux problème de l'île de Walcheren demeure.
Walcheren garde les approches nord d'Anvers et doit donc être pris d'assaut. Les digues et les dunes sont bombardées à trois endroits, Westkapelle, Veere et Flushing, afin d'inonder l'île. Lors de la dernière grande opération amphibie de la guerre en Europe, les commandos britanniques et les troupes canadiennes capturent l'île à la fin de l'automne 1944, ouvrant la voie à l'ouverture d'Anvers et à la résolution des problèmes logistiques critiques dont souffraient les Alliés.

### Bataille des Ardennes

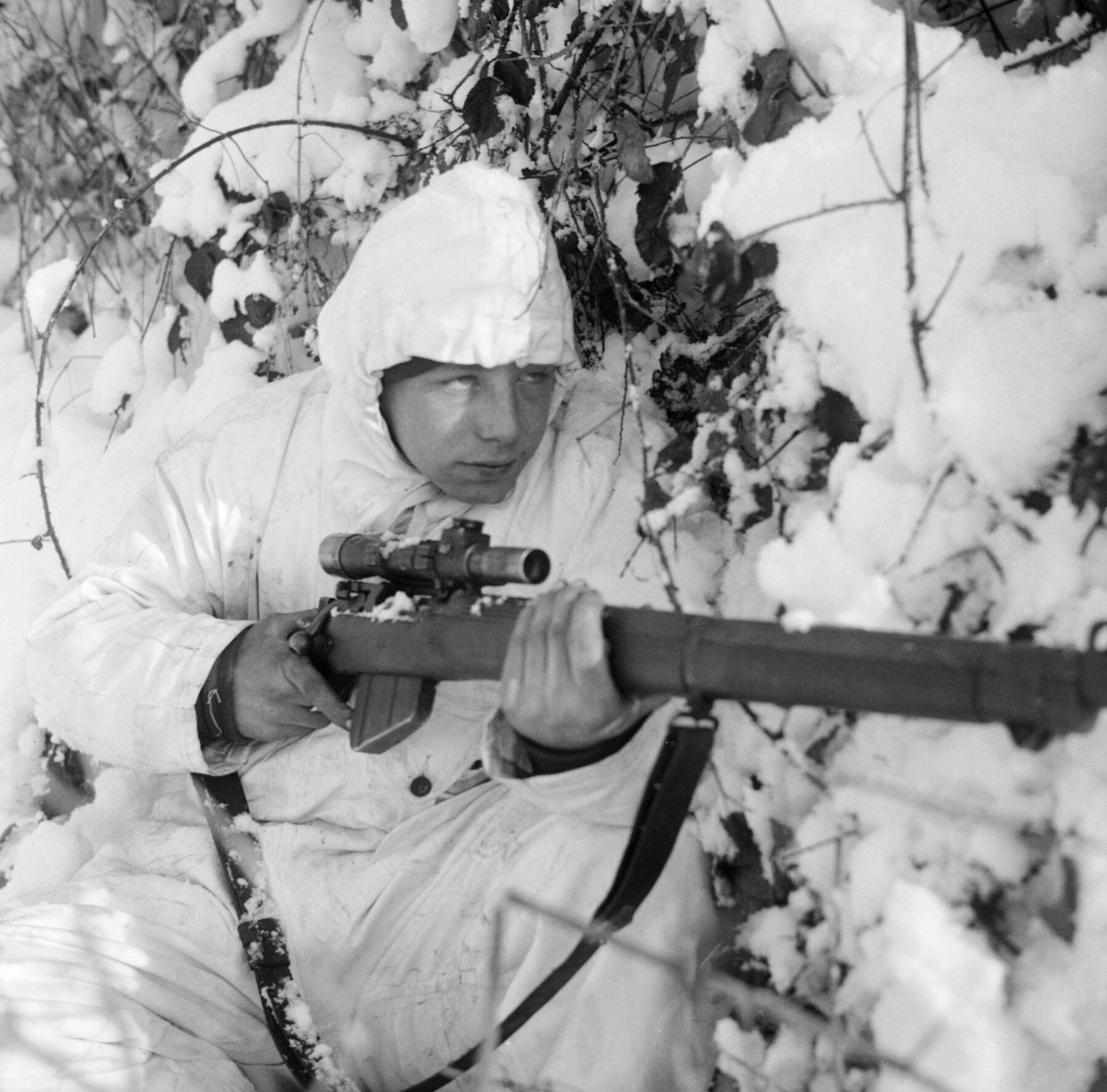
Un tireur d'élite de la 6e division aéroportée en patrouille dans les Ardennes, le 14 janvier 1945.

Après décembre 1944, la stratégie consiste à achever la conquête de la Rhénanie et à se préparer à pénétrer en masse en Allemagne proprement dite. Cependant, ce qui passa ensuite prendra complètement les états-majors alliés par surprise.
Les Allemands lancent leur dernière grande offensive en décembre, entraînant la bataille des Ardennes. Dans une tentative de répéter leur succès de 1940, les forces allemandes sont lancées à travers les Ardennes. Encore une fois, ils rencontrent des forces limitées tenant le front, car les formations américaines gardant ces positions sont soit des nouvelles recrues, soit des unités épuisées sur un secteur tranquille du front en train de se réhabiliter. Cependant, des différences importantes subsistent par rapport à 1940 qui aboutiront finalement à l'échec de l'offensive allemande. Ils sont confrontés à une puissance aérienne alliée extrêmement puissante, contrairement à 1940 lorsqu'ils régnaient sur le ciel. L'ouverture de l'offensive est programmée pour une période de mauvais temps, visant à éliminer la menace de la puissance aérienne alliée, mais le temps se dégagea à nouveau assez rapidement.
La plupart des forces ayant participé à la bataille des Ardennes sont américaines. Certains grands exploits du travail d'état-major sont l'œuvre de la 3e et de la 9e armée, modifiant essentiellement leur orientation de 90° pour contenir le saillant. Cependant, le saillant créé par l'attaque allemande coupe les 1re et 9e armées du quartier général du 12e groupe d'armées. Elles sont donc transférées au sein du commandement du 21e groupe d'armées britannique pour toute la durée de la bataille. Le XXXe corps britannique prendra également part à la bataille dans un rôle de soutien pour contenir toute nouvelle avancée allemande.
À la fin du mois de janvier, le saillant avait été effectivement ramené à sa taille antérieure et la mission temporairement avortée de libération de la Rhénanie recommença. La 1re armée retourne au sein du 12e groupe d'armées, tandis que la 9e armée reste sous le contrôle du 21e groupe d'armées pour le moment.

### Traversée du Rhin et capitulation finale

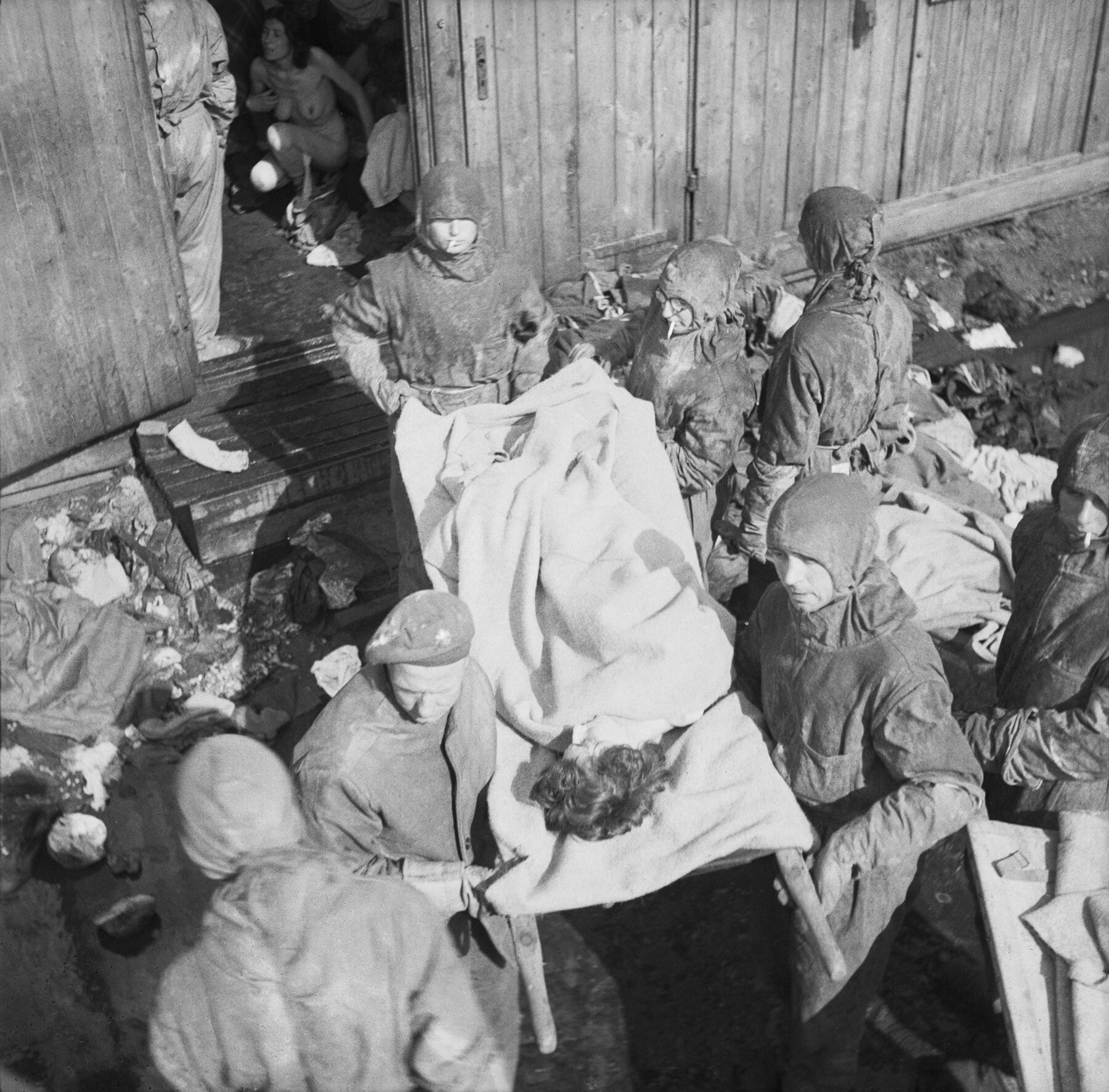
La libération du camp de concentration de Bergen-Belsen, avril 1945

L'avant-dernière opération préliminaire de fermeture du Rhin dans la section britannique est le nettoyage du Triangle de la Rour (nom de code opération Blackcock). Le XIIIe corps retire les forces allemandes de la rive ouest de la Rour au cours de la seconde moitié de janvier 1945.
Après avoir atteint la Rour, la 2e armée se charge de bloquer les forces allemandes qui s'y opposent. La 9e armée dans l'opération Grenade et la 1re armée dans l'opération Veritable effectuent un grand mouvement de tenaille pour détruire les forces allemandes restantes à l'ouest du Rhin. Les seules forces britanniques à prendre part à la partie principale de cette offensive sont le XXXe corps, qui faisait partie de la 1re armée.
Le 5 mars 1945, les forces canadiennes, britanniques et américaines s'étaient rapprochées du Rhin dans presque tous leurs secteurs du front, à l'exception d'un petit saillant. Ce saillant fut réduit cinq jours plus tard.
Le 23 mars, les opérations de franchissement du Rhin au nord débutent. La 2e armée britannique et la 9e armée américaine prennent la tête. La 9e armée, sur le flanc sud, participe au grand encerclement des forces allemandes dans la Ruhr. La 1re armée américaine sur la droite traverse le Rhin début avril puis bascule à gauche pour libérer le nord des Pays-Bas. La 2e armée traverse directement la plaine de l'Allemagne du Nord, atteignant l'Ems le 1er avril et la Weser le 4 avril. Après la fermeture de la poche de la Ruhr ce jour-là, la 9e armée revint au commandement du 12e groupe d'armées. Le 15 avril, les troupes britanniques libèrent Bergen-Belsen.
Le 18 avril, la 1re armée avait atteint la côte dans une grande partie des Pays-Bas, isolant les forces allemandes de la zone. La 2e armée atteint l'Elbe le lendemain. Les seules mesures prises aux Pays-Bas par les forces canadiennes et polonaises pour le reste de la guerre sont de réduire une petite partie de la côte de l'IJsselmeer qui n'avait pas été capturée et de libérer une petite partie du territoire autour de Groningue. La majeure partie de la Frise allemande tombe également aux mains des forces canadiennes et polonaises. Les unités britanniques atteignent la Baltique le 2 mai, puis s'arrêtent lorsqu'elles atteignent la ligne convenue de rencontre avec les forces soviétiques. La guerre prend fin le 7 mai et les forces britanniques se réorientent vers l'occupation de l'Allemagne.

## Théâtre d'Extrême-Orient
Le théâtre d'Asie du Sud-Est de la Seconde Guerre mondiale comprend les campagnes de Hong Kong, d'Inde, de Birmanie, de Thaïlande, d'Indochine, de Malaisie et de Singapour. Les 7/8 décembre 1941, le conflit sur ce théâtre débute lorsque l'empire du Japon envahit Hong Kong, la Thaïlande et la Malaisie à partir de bases situées en Chine et en Indochine française. Bien que le Japon ait déclaré la guerre aux États-Unis et à l'Empire britannique, la déclaration n'a été prononcée qu'après le début des attaques. Le Royaume-Uni déclare la guerre au Japon le même jour. L'action dans ce théâtre prend fin lorsque le Japon annonce son intention de se rendre le 15 août 1945. La cérémonie officielle de capitulation du Japon a lieu le 2 septembre 1945.

### Désastre en Malaisie et à Singapour

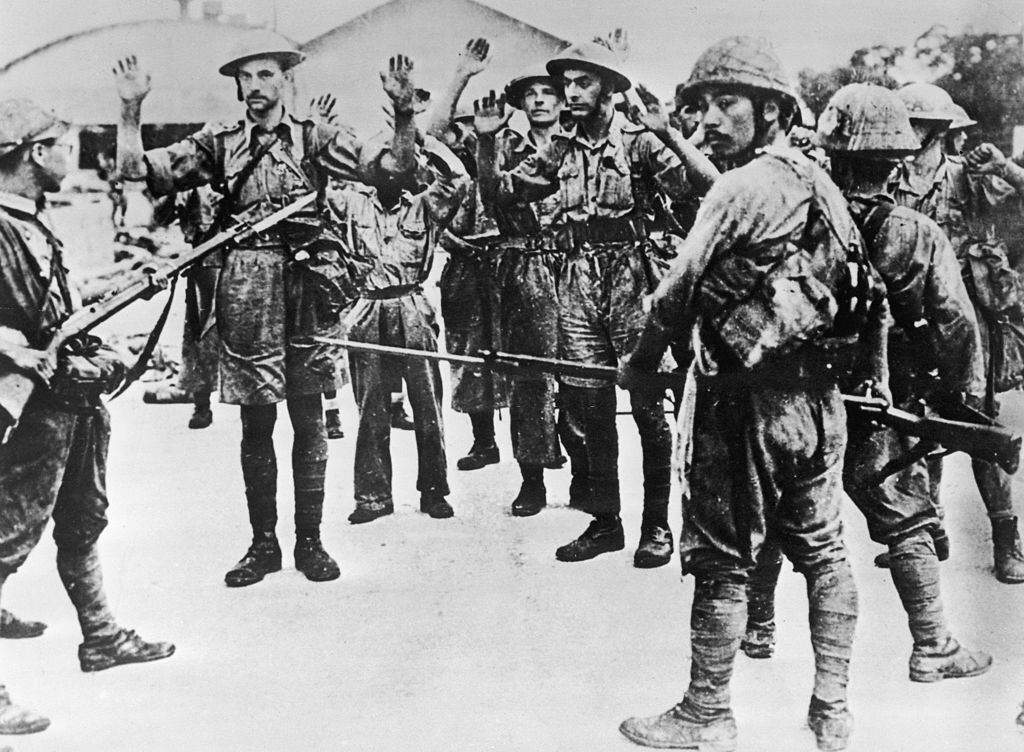
Les troupes du Suffolk Regiment se rendant aux japonaise à Singapour, février 1942.

Le déclenchement de la guerre en Extrême-Orient met le Royaume-Uni à rude épreuve. Les forces britanniques dans la région demeurent faibles dans presque toutes les armes. Le 8 décembre 1941, les Japonais lancent des invasions de la Thaïlande, de la Malaisie et de Hong Kong.
Le 10 décembre 1941, le premier revers majeur de la puissance britannique dans la région est le naufrage du HMS Prince of Wales et du HMS Repulse par des avions japonais basés à terre. Le naufrage de ces navires représente un sérieux revers triplement important : la perte des derniers navires de ligne alliés dans le Pacifique après la catastrophe de Pearl Harbor, le Prince of Wales et le Repulse sont les seuls cuirassés alliés modernes ou « rapides » à avoir été coulés pendant toute la guerre et c'est la première fois qu'un cuirassé est coulé par un avion ennemi en pleine mer.
Des revers dans les airs et au sol suivent rapidement. Les forces japonaises disposent d'une supériorité navale et l'utilisent pour effectuer des débarquements amphibies débordants alors qu'elles avancent dans la péninsule malaise en direction de Singapour. Les assauts japonais depuis le sol et les airs rendent rapidement les terrains d'atterrissage avancés sur lesquels repose une grande partie du seul véritable espoir de la RAF de défendre Singapour contre les airs. La RAF provoque des pertes au sein des forces japonaises, mais ceux-ci ne dispose pas assez d'avions pour faire autre chose que retarder leur offensive. Les forces armées indiennes, britanniques et australiennes en Malaisie demeurent plus nombreuses que les autres services, mais sont également mal préparées et mal dirigées. Les forces sont engagées en nombre à la fois limitées et mal positionné pour contrer la tactique japonaise de débordement des points forts à travers la jungle. Pendant plusieurs semaines, les forces terrestres alliées cèdent régulièrement du terrain.
Au début de 1942, Singapour n'est absolument pas préparé à l'assaut qui se prépare. Cela avait été négligé pendant les années de famine pour la défense des années 1930. La ville avait ensuite souffert pendant la guerre alors que les efforts britanniques se concentraient sur la défaite de l'Allemagne et de l'Italie. La colonie était dirigée par un gouverneur qui ne voulait pas « contrarier » la population civile. La négligence militaire est exacerbée lorsqu'il refuse d'autoriser les préparatifs défensifs avant l'arrivée des Japonais.
Après les débarquements japonais à Singapour, d'intenses combats se sont déroulés pendant plusieurs jours. Mais les forces alliées mal dirigées et de plus en plus désorganisées ont été progressivement poussées dans une petite poche de l'île.
Le 15 février 1942, le général Arthur Percival se rend avec 80 000 hommes de la garnison de Singapour. Ce fut la plus grande reddition de personnel sous commandement britannique dans l'histoire. La plupart des troupes ne prennent part à aucune action. La population civile subit alors une brutale occupation japonaise. Certains avions s'échappent vers Sumatra et Java, mais ces îles tomberont également aux mains des Japonais en peu de temps. Les forces britanniques seront forcées de retourner en Inde et à Ceylan.

### Campagne de Birmanie
La campagne de Birmanie a opposé les forces du Commonwealth britannique, de la Chine et des États-Unis aux forces de l'empire du Japon, de la Thaïlande et de l'armée nationale indienne.
En Birmanie, les forces terrestres du Commonwealth viennent principalement du Royaume-Uni, de l'Inde britannique (qui comprend les actuels Pakistan et Bangladesh), d'Afrique de l'Est, d'Afrique de l'Ouest et du Népal (Gurkhas),. Les unités aériennes et navales du Commonwealth britannique et le personnel déployé viennent principalement du Royaume-Uni, de l'Inde, de l'Australie, de la Nouvelle-Zélande, de l'Afrique du Sud et du Canada.

#### Expulsion de Birmanie
En Birmanie, les Japonais attaquent en janvier 1942 – peu de temps après le déclenchement de la guerre. Cependant, ils ne commencent à faire de réels progrès qu'à la chute de la Malaisie (31 janvier 1942) et de Singapour (février 1942). Après cela, Tokyo transférera un grand nombre d'avions sur le front birman pour submerger les forces alliées.
Les premières attaques japonaises visent à prendre Rangoun, le grand port de Birmanie, qui offre aux Alliés de nombreux avantages de ravitaillement. La ville est d'abord défendue avec une relative réussite, avec les faibles forces de la RAF renforcées par un escadron du célèbre American Volunteer Group, mieux connu sous le nom de Tigres volants. Cependant, au fur et à mesure du développement de l'attaque japonaise les aérodromes de Rangoon deviennent de plus en plus intenables.
Début mars, les forces japonaises avaient coupé les forces britanniques en deux. Rangoun est évacué et le port démoli. Sa garnison parvient à percer les lignes japonaises grâce à une erreur du commandant japonais. Le commandant britannique en Birmanie, le lieutenant-général Thomas Jacomb Hutton est démis de ses fonctions peu de temps avant la chute de Rangoun et remplacé par Harold Alexander.
Avec la chute de Rangoon, une évacuation britannique de la Birmanie devient inévitable. Les approvisionnements ne peuvent être déplacés pour maintenir les forces combattantes en Birmanie à grande échelle, car les communications terrestres deviennent épouvantables, les communications maritimes extrêmement risquées et les communications aériennes impossible en raison du manque d'avions de transport.
Outre la supériorité japonaise en matière d'entraînement et d'expérience, des problèmes de commandement assaillissent la campagne de Birmanie. La 1re division birmane et la 17e division d'infanterie indienne devaient d'abord être contrôlées directement par le quartier général de l'armée birmane sous Hutton. La Birmanie change également de commandement en commandement au cours des premiers mois de la guerre. Alors sous la responsabilité du GHQ India depuis 1937, son commandement est transféré dans les premières semaines de la guerre au sein de l'American-British-Dutch-Australian Command. Celui-ci est basé à Java, et il est tout simplement impossible pour Wavell, commandant suprême de l'ABDACOM, de rester en contact avec la situation en Birmanie sans négliger ses autres responsabilités. Peu de temps avant la dissolution du commandement, la responsabilité de la Birmanie est transférée à l'Inde. Les interactions avec les Chinois s'avéreront problématiques. Tchang Kaï-chek, chef de la Chine nationaliste, est un mauvais stratège, et l'armée chinoise souffrait de graves problèmes de commandement, la capacité de nombreux commandants chinois étant remise en question. Enfin, l'armée chinoise manque de services auxiliaires qui permettent à une force de mener une guerre moderne.
Les problèmes avec les Chinois ne sera jamais résolus de manière satisfaisante. Cependant, après la dissolution de l'ABDACOM, l'Inde conserve le contrôle des opérations en Birmanie jusqu'à la formation du South East Asia Command à la fin de 1943. Les problèmes d'absence de quartier général de corps seront également résolus. Une force squelettique connue sous le nom de « Burcorps » est formée sous le lieutenant-général William Slim, qui deviendra plus tard célèbre en tant que commandant de la 14e armée.
Le « Burcorps » bat en retraite presque constamment et subit plusieurs pertes catastrophiques, mais il réussit finalement à atteindre l'Inde en mai 1942, juste avant le début de la mousson. Les divisions composant le « Burcorps » seront retirées de la ligne pour de longues périodes de remise en état.

#### L'«Armée oubliée»

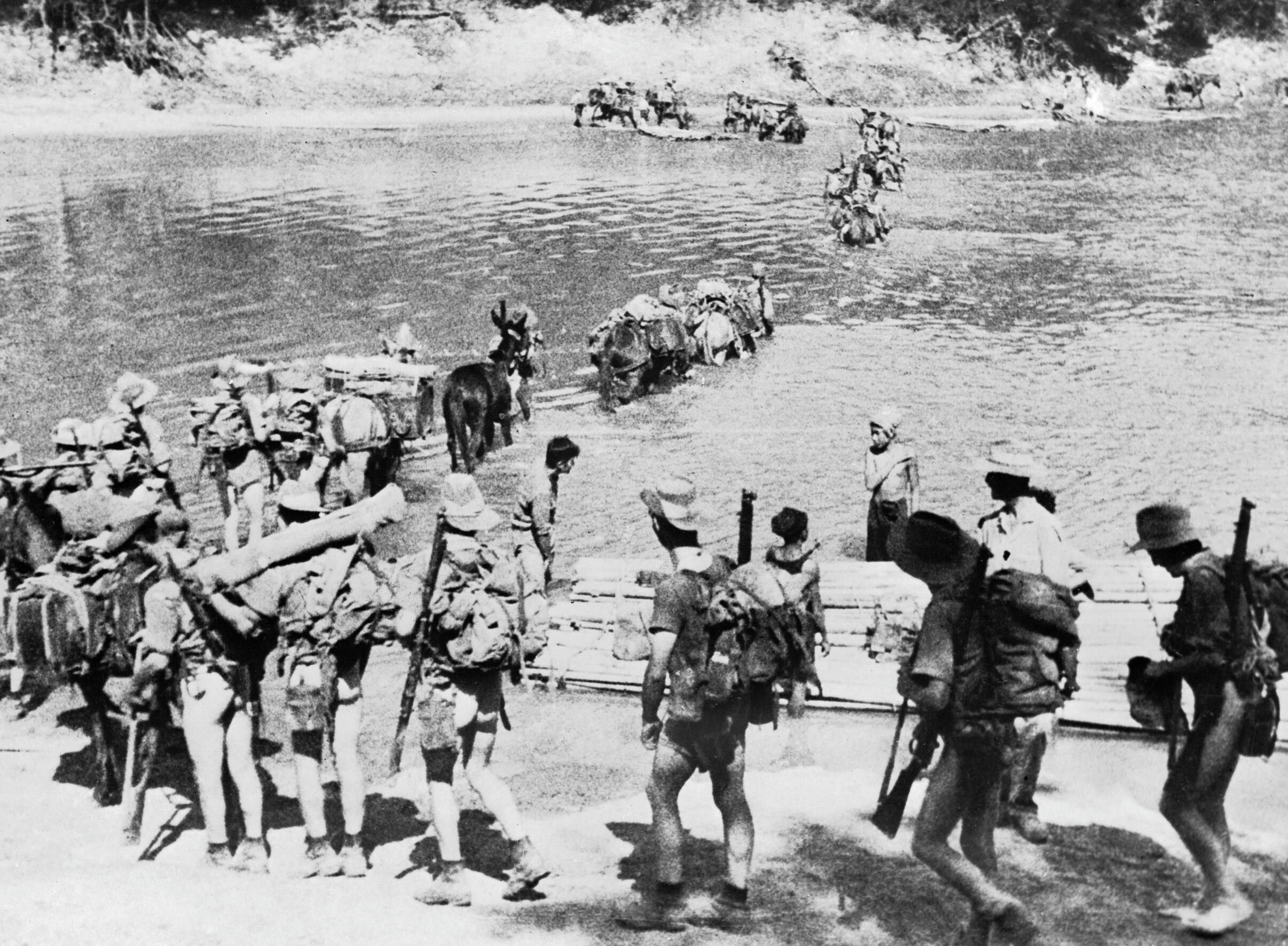
Une colonne Chindit traversant une rivière en Birmanie en 1943.

Les opérations en Birmanie pendant le reste de 1942 et en 1943 résultent d'une étude de la frustration militaire. Le Royaume-Uni ne peut maintenir que trois campagnes actives, et des offensives immédiates au Moyen-Orient et en Extrême-Orient s'avéreront impossibles en raison du manque de ressources. Le Moyen-Orient a gagné, étant plus proche du pays et une campagne contre les Allemands beaucoup plus dangereux.
Au cours de la saison sèche 1942-1943, deux opérations sont montées. La première est une offensive à petite échelle dans la région d'Arakan en Birmanie. L'Arakan est une bande côtière le long du golfe du Bengale, traversée par de nombreux fleuves. La première offensive d'Arakan échoue en grande partie en raison de difficultés de logistique, de communication et de commandement. Les troupes japonaises se voit également attribuer des pouvoirs presque surhumains par leurs adversaires. La deuxième attaque est beaucoup plus controversée ; celle de la 77e brigade d'infanterie indienne, mieux connue sous le nom de Chindits.
Sous le commandement du major-général Orde Wingate, les Chindits en 1944 pénètrent profondément derrière les lignes ennemies dans le but d'obtenir des renseignements, de rompre les communications et de semer la confusion. L'opération avait été conçue à l'origine dans le cadre d'une offensive beaucoup plus vaste, qui a dû être interrompue en raison du manque de fournitures et de navires.
Quelque 3 000 hommes entrent en Birmanie dans de nombreuses colonnes, causant des dommages aux communications japonaises et recueillant des renseignements. Ils subissent cependant des pertes terribles, avec seulement les deux tiers des hommes qui entreprendront l'expédition de retour. Les rares revenants sont ravagés par la maladie et assez souvent dans une condition physique épouvantable. Les contributions les plus importantes des Chindits à la guerre sont inattendues. Ils seront ravitaillés par voie aérienne bien qu'au début, l'État-major pensait qu'il était impossible de larguer des ravitaillements dans la jungle. Cependant, les situations d'urgence survenues pendant l'opération nécessitent des largages de ravitaillement dans la jungle, rendant ce type d'opération possible aux yeux des responsables. Certains prétendent également que les Japonais en Birmanie ont décidé de passer à l'offensive plutôt que d'adopter une position purement défensive, en conséquence directe de l'opération Chindit. Quelle que soit la raison de ce changement ultérieur de l'offensive, il devait s'avérer fatal pour les Japonais en Birmanie.

#### Kohima et Imphal

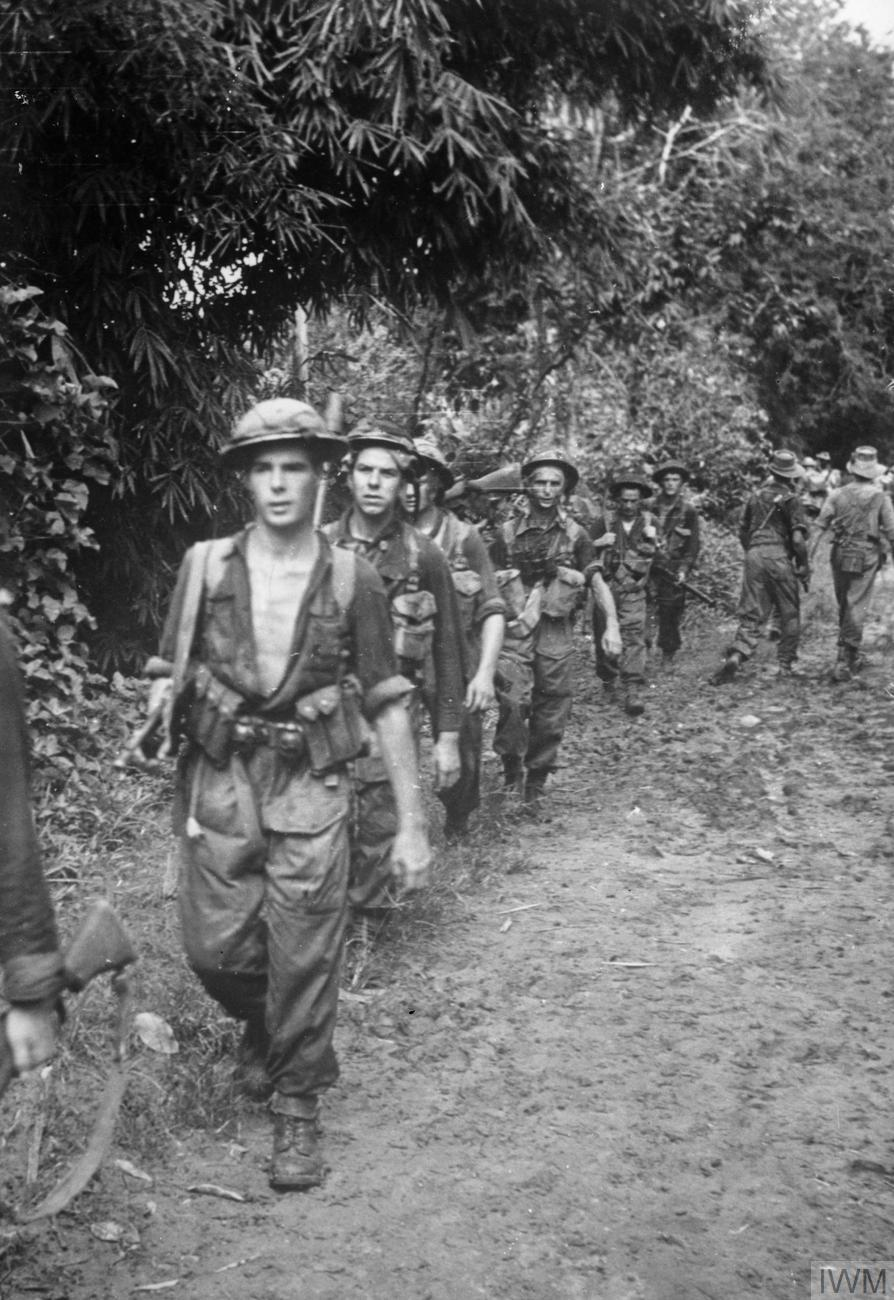
Troupes britanniques marchant dans la jungle, 1944.

À l'aube de la période sèche 1943-1944, les deux camps se préparent à passer à l'offensive. En Arakan, l'avance britannique débute sur le front du XVe corps. Cependant, une contre-attaque japonaise stoppe l'avancée et menace d'annihiler les forces britanniques. Contrairement aux opérations précédentes, les forces britanniques tiennent bon et sont ravitaillées par voie aérienne. La bataille du col de Ngakyedauk qui en résultera voit une lourde défaite infligée aux Japonais. Avec la possibilité d'un ravitaillement aérien, leurs tactiques d'infiltration, s'appuyant sur des unités transportant leurs propres fournitures et espérant capturer les vivres ennemis ont été fatalement compromises.
Sur le front central, le IVe corps avance en Birmanie, avant que des indications qu'une offensive japonaise majeure se préparant ne l'obligent à battre en retraite sur Kohima et Imphal. Les éléments avancés du corps sont presque coupés par les forces japonaises, mais qu'elles ne reviennent en Inde. En attendant que la tempête éclate, les forces britanniques ne devaient pas savoir que la défense réussie des deux villes serait le tournant de toute la campagne en Asie du Sud-Est. Le QG du XXXIIIe corps est précipité de l'avant pour aider à contrôler les affaires au front et les deux corps s'installent pour un long siège.
Les Japonais se jettent à plusieurs reprises contre les défenses des deux points forts, lors des batailles d'Imphal et de Kohima, mais échouent dans leurs objectifs. Parfois, la situation de l'approvisionnement devient périlleuse, mais jamais totalement critique. Cela se résume à une bataille d'usure, et les forces britanniques pouvaient simplement se permettre de mener ce genre de bataille plus longtemps. En fin de compte, les Japonais manquent de provisions et subissent de lourdes pertes. Ils font irruption et s'enfuient en Birmanie, poursuivis par des éléments de la 14e armée.

#### Reconquête birmane

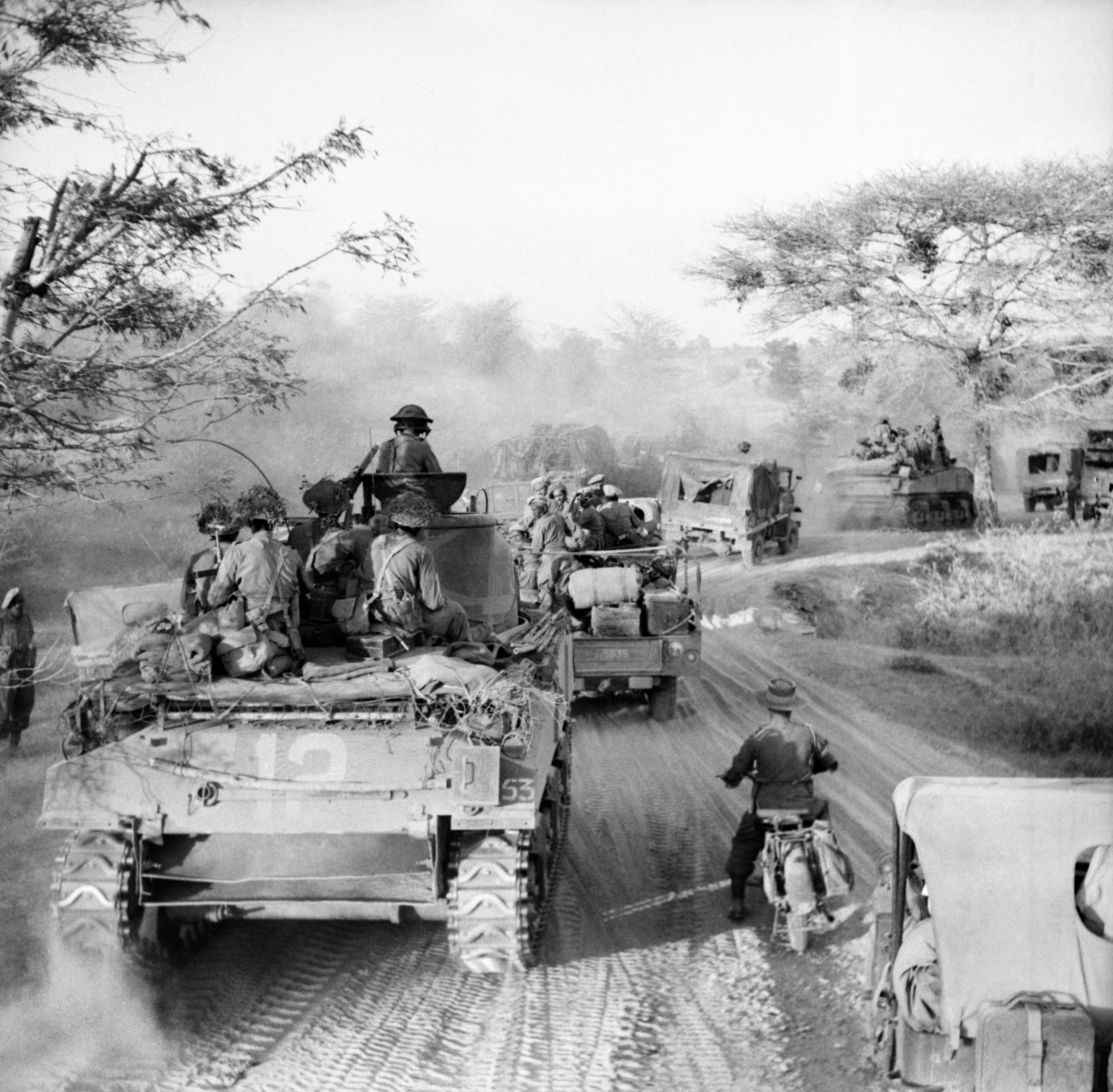
La 63e brigade motorisée en route de Nyaungyu à Meiktila, en mars 1945.

La reconquête de la Birmanie a lieu à la fin de 1944 et au premier semestre de 1945. Le commandement des formations britanniques sur le front est réorganisé en novembre 1944. Le 11e groupe d'armées est remplacé par les forces terrestres alliées de l'Asie du Sud-Est (ALFSEA) et le XVe corps est placé directement sous son autorité.
Certaines des premières opérations de reconquête de la Birmanie ont lieu en Arakan. Pour gagner des bases pour les avions nécessaires au ravitaillement de la 14e armée lors de son attaque au cœur du pays, deux îles au large, Akyab et Ramree, doivent être capturées. Akyab n'est pratiquement pas défendu lorsque les forces britanniques débarquent, fournissant effectivement une répétition de la doctrine d'assaut amphibie aux forces sur le théâtre. Cependant, contrairement à Akyab, Ramree est défendu par plusieurs milliers de Japonais. Le nettoyage de l'île prend plusieurs jours et les forces associées sur le continent mettent plus de temps à se dégager. À la suite de ces actions, le XVe corps est considérablement réduit en nombre pour libérer des avions de transport pour soutenir la 14e armée.
La 14e armée fait l'effort principal pour détruire les forces japonaises en Birmanie. L'armée a sous son commandement les IVe et XXXIIIe corps. Le plan prévoit un assaut du XXXIIIe corps sur Mandalay, qui, une fois la ville capturée, servira de diversion pour la principale force de frappe du IVe corps, qui prendra Meiktila et coupera ainsi les communications japonaises. Le plan se déroule avec succès et les forces japonaises en Haute-Birmanie sont effectivement réduites à des poches dispersées et non organisées. Les hommes de Slim avancent ensuite vers le sud en direction de la capitale birmane.
Après la prise de Rangoun en mai 1945, certaines forces japonaises demeurent en Birmanie, mais il s'agit en fait d'une vaste opération de nettoyage.

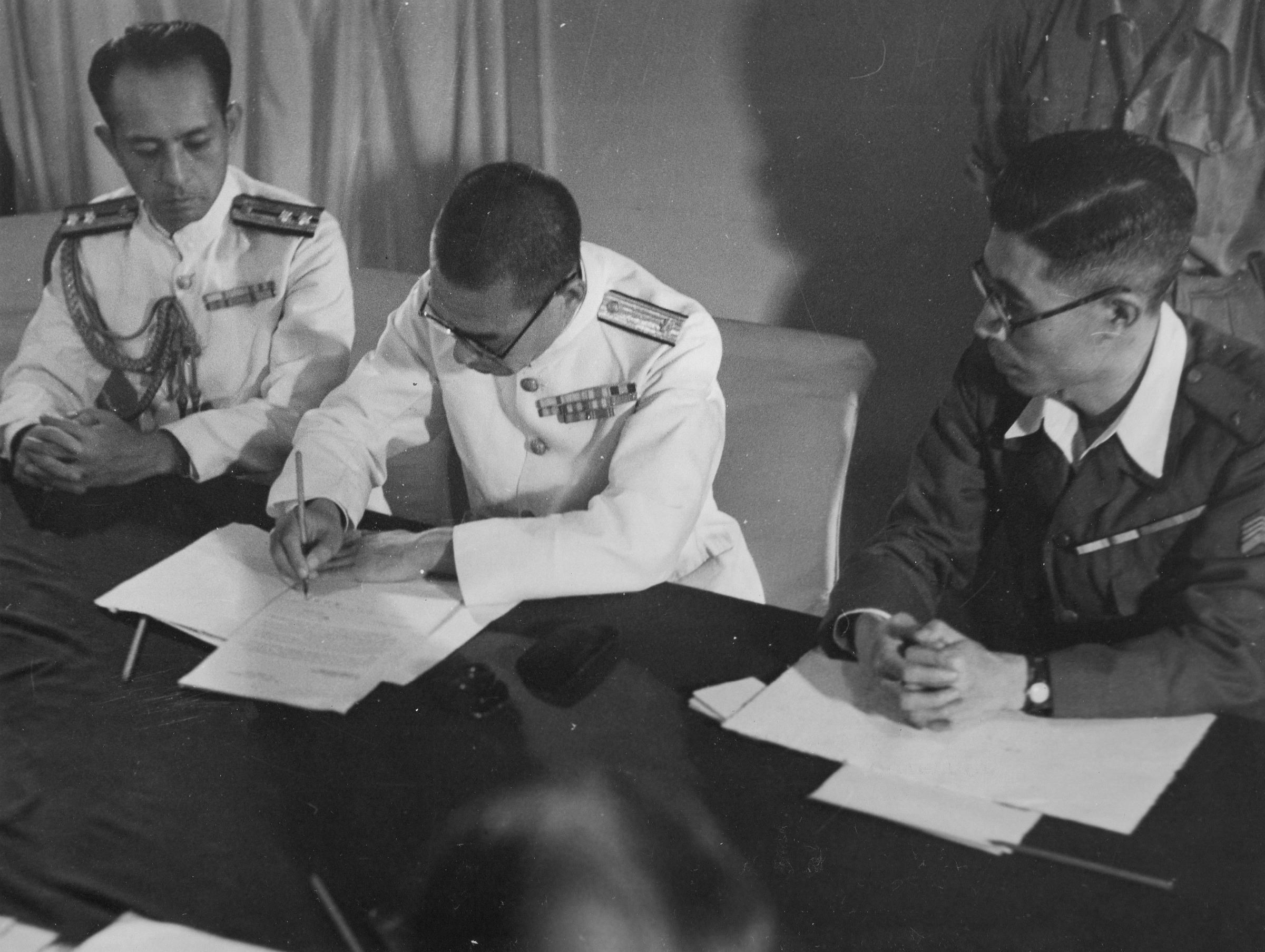
Un officier japonais signe la capitulation de Penang à bord du le 2 septembre 1945.

#### Malaisie
La prochaine grande campagne devait être la libération de la Malaisie. Cela devait impliquer un assaut amphibie du côté ouest de la Malaisie sous le nom de code d'opération Zipper. Le largage des bombes atomiques en août 1945 devança l'opération, bien que certains de ses débarquements eut lieu après la capitulation japonaise du 15 août 1945 comme moyen le plus rapide d'amener les troupes d'occupation en Malaisie. Dans le cadre de l'opération Jurist, Penang est repris le 2 septembre 1945, tandis que la garnison japonaise à Singapour se rend officiellement le 12 septembre dans le cadre de l'opération Tiderace. Le reste de la Malaisie est libéré au cours des semaines suivantes.

### Okinawa et Japon

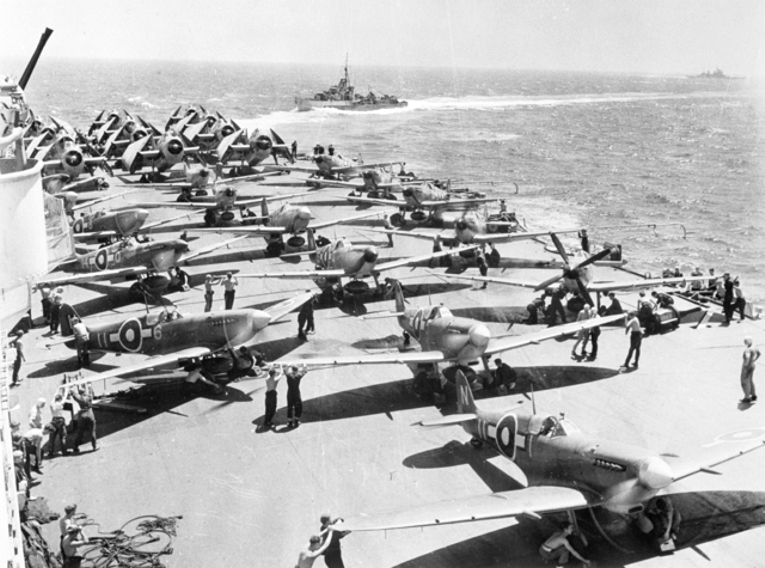
Les avions de la Royal Navy Fleet Air Arm, Avenger, Seafire et Firefly sur le pont de l’ chauffant leurs moteurs avant de décoller. D'autres navires de guerre de la flotte britannique du Pacifique sont en arrière-plan.

Dans leurs dernières actions de la guerre, d'importantes forces navales britanniques participent à la bataille d'Okinawa et aux dernières frappes navales contre le Japon. La flotte britannique du Pacifique a opéré comme une unité distincte des forces opérationnelles américaines dans l'opération d'Okinawa. Ses tâches consistent à bombarder les aérodromes sur la chaîne d'îles entre Formose et Okinawa, pour empêcher les Japonais de renforcer les défenses d'Okinawa depuis cette direction. Les forces britanniques apportent une contribution significative au succès de l'invasion.
Au cours des frappes finales contre le Japon, les forces britanniques opèrent en tant que partie intégrante de la force opérationnelle américaine.
Seule une petite force navale britannique est présente pour la capitulation du Japon. La plupart des forces britanniques s'étaient retirées sur leur base pour se préparer à l'opération Coronet, la deuxième partie de l'invasion massive du Japon.

## La guerre aérienne

### Bataille d'Angleterre: 1940

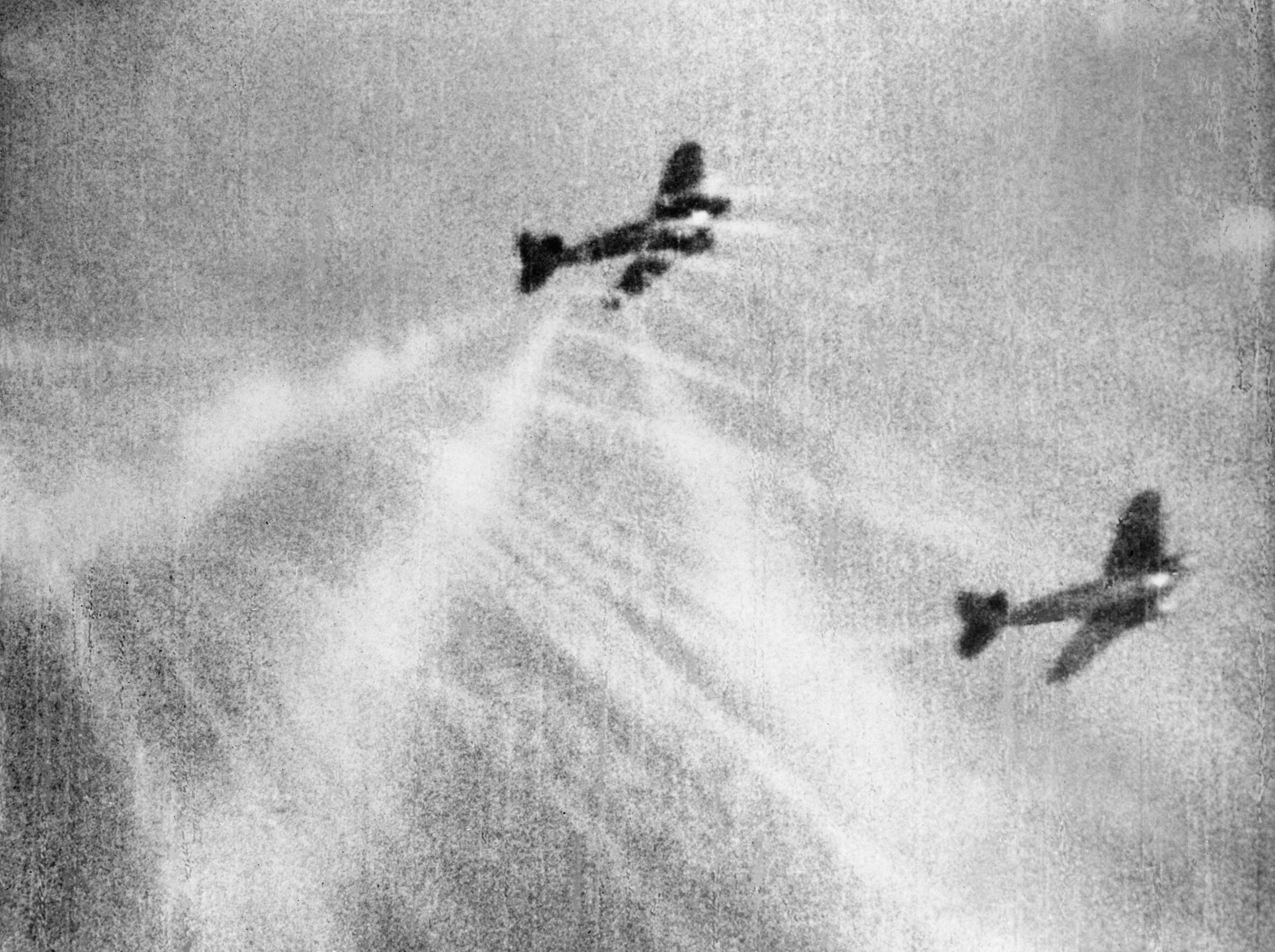
Image de la cinémitrailleuse d'un Supermarine Spitfire Mark I frappant un Heinkel He 111 (à gauche) de la Luftwaffe.

La bataille d'Angleterre à l'automne 1940 implique des plans allemands pour une invasion appelée opération Sea Lion. Tout d'abord, la Luftwaffe commence ses opérations pour détruire la Royal Air Force. Au début, les Allemands se concentrent sur les aérodromes et les stations radar de la RAF. Cependant, lorsque les forces de bombardiers britanniques (assez distinctes des forces de chasse) mènent un raid contre Berlin, Hitler, qui jure de se venger, détourne la Luftwaffe des cibles militaires et vise les cibles civiles : objectif bombarder Londres. Utiliser les ressources limitées de la Luftwaffe pour attaquer des villes au lieu d'aérodromes et de radars stratégiques s'avéra être une erreur majeure. Le succès de la Luftwaffe dans l'usure rapide de la RAF est gaspillé, car les civils visés sont d'une moindre gravité dans la survie du pays que les aérodromes et les stations radar, dorénavant ignorés par l'aviation allemande. Londres n'étant pas une ville-usine, la construction d'avions britanniques n'est pas entravée ; celle-ci voit sa production augmentée. Le dernier raid de jour allemand a lieu le 30 septembre ; la Luftwaffe se rendit compte des lourdes pertes subies et interrompit l'attaque ; seuls des raids éclair occasionnels frappèrent Londres et d'autres villes de temps en temps. Au total, quelque 43 000 civils sont tués dans la campagne aérienne. La Luftwaffe perd 1 733 avions, contre 915 pour les Britanniques. La victoire britannique en résultera d'une plus grande concentration, d'une meilleure technologie radar et d'un meilleur contrôle au sol.

### Théorie du bombardement stratégique
Les Britanniques ont leur propre théorie très bien développée du bombardement stratégique et ont construit les bombardiers à longue portée pour la mettre en œuvre. Cependant, avant 1944, les principales cibles industrielles allemandes sont hors de portée, de sorte que les bombardiers de la RAF se concentrent sur des cibles militaires et de transport en France et en Belgique,. Les Alliés remportent la suprématie aérienne en Europe en 1944 et peuvent concentrer leurs forces de frappe où bon leur semble pour submerger l'ennemi avec une puissance de feu prépondérante. La stratégie de base mise en place par les Alliés fonctionna. La supériorité aérienne dépend de la présence à portée des chasseurs les plus rapides et les plus maniables, en quantité suffisante, basés sur des aérodromes bien approvisionnés. La RAF démontra l'importance de la vitesse et de la maniabilité lors de la bataille d'Angleterre, lorsque ses chasseurs rapides Spitfire et Hawker Hurricane criblèrent facilement les Stuka maladroits pendant leurs manœuvres aériennes. La course à la construction du chasseur le plus rapide devint l'un des thèmes centraux de la Seconde Guerre mondiale.

### Expansion de la RAF
La RAF connait une expansion rapide après le déclenchement de la guerre contre l'Allemagne en 1939. Cela est facilité par l'accord d'Ottawa la même année, entre les gouvernements du Royaume-Uni, du Canada, de l'Australie et de la Nouvelle-Zélande. En conséquence, dans le cadre du Plan d'entraînement aérien du Commonwealth britannique, l'entraînement et les affectations opérationnelles de la moitié de tous les équipages de la RAF, de l'ARC, de la RAAF et de la RNZAF sont intégrés : un total de 167 000 personnes formées dans le cadre du plan, principalement au Canada. Des accords parallèles subsistent entre le Royaume-Uni et l'Afrique du Sud. En vertu de l'article XV de l'accord, 67 « escadrons de l'article XV » sont formés au nom d'autres forces aériennes du Commonwealth, au sein des commandements opérationnels de la RAF. De plus, de nombreux escadrons de la RAF comprennent des équipages canadiens, australiens, néo-zélandais et sud-africains.
43 autres escadrons sont formés pendant la guerre à partir d'équipages provenant de pays européens occupés, comprenant des unités désignées polonaises, françaises, norvégiennes, tchécoslovaques, néerlandaises, grecques, belges et yougoslaves. Deux « Eagle Squadrons » sont formés à partir de volontaires américains entre 1939 et 1941, ainsi qu'un composé de ressortissants argentins.

### Offensive combinée de bombardiers
L'offensive combinée de bombardiers est née de la nécessité de riposter contre l'Allemagne pendant les années où le Royaume-Uni n'avait aucune force sur le continent européen. Initialement, seuls de petites forces de bombardiers sont disponibles pour les attaques et les règles d'engagement si restreintes rendent toutes les attaques menées pour la plupart inefficaces. Cependant, à la suite de la chute de la France à l'été 1940, cela commença à changer,,,.
Pendant et après la bataille d'Angleterre, les forces de bombardiers pilonnent les flottes d'invasion se rassemblant dans les ports de la Manche. Cependant, ils effectuent également un raid contre Berlin après que des bombes allemandes soient tombées sur Londres. L'attaque de Berlin par le Bomber Command enrage tellement Hitler qu'il ordonne le ciblage délibéré et systématique des villes britanniques par vengeance. Tout au long de 1941, la taille des raids lancés par le Bomber Command augmente lentement. Cependant, en raison des défenses allemandes, les raids ne peuvent généralement être effectués que de nuit, et la technologie de navigation de l'époque ne permettait tout simplement pas de localiser avec précision même une grande ville.
L'entrée en guerre de l'Amérique en décembre 1941 ne change pas grand-chose au départ. La nomination d'Arthur Harris en tant que commandant en chef du Bomber Command au début de 1942 change la donne. Harris est un ardent défenseur du bombardement régional des villes allemandes. Au cours de l'été 1942, les 1 000 premiers raids de bombardiers sont lancés sur les villes allemandes. Cependant, à ce moment-là, un si grand nombre d'avions ne peut être placé au-dessus de la cible qu'en dépouillant temporairement les unités de formation de leurs avions.
D'autres avancées importantes ont lieu dans le domaine technique. La première aide à la navigation, GEE, est introduite pour aider les pilotes à trouver leurs cibles. Les paillettes, de petites bandes métalliques larguées d'avions, sont introduites pour aider à confondre les radars allemands. Les avions disposent également de leur propre radar, le système radar H2S. Il fournit une carte radar du sol sous l'avion, permettant une navigation avec plus de précision vers des villes comme Berlin qui étaient à l'époque au-delà de la portée effective de systèmes comme le GEE. Cependant, l'innovation probablement la plus importante pour améliorer la précision du ciblage est tactique et non technique. L'introduction du système Pathfinder en est l'exemple. Ce sont des escadrons de marquage de cibles sous la supervision du RAF Bomber Command. Ils localisent et marquent des cibles avec des fusées éclairantes. Ensuite, une force principale de bombardiers les visent, augmentant la précision du bombardement.
Au début de 1943, les forces américaines commencent à se constituer en grand nombre au Royaume-Uni. Le Bomber Command est rejoint dans ses efforts de bombardement par la 8e force aérienne. Là où le Bomber Command opérait de nuit, la 8e volait de jour. Les raids sont souvent coordonnés de manière que la même cible soit touchée deux fois en 24 heures. Hambourg est victime de l'un des raids aériens les plus destructeurs de l'histoire en 1943. La ville est facile à trouver à l'aide d'un radar, étant située sur l'estuaire de l'Elbe à la forme distinctive. La ville est dévastée lors d'un grand raid qui déclenche une tempête de feu et tue quelque 50 000 personnes.
La destruction de Hambourg ne devait pas se répéter pendant le reste de 1943 et 1944. Au cours de cet hiver, Berlin est attaqué un grand nombre de fois, avec de lourdes pertes subies par le Bomber Command. Une autre force se joint également à la mêlée, avec la 15e force aérienne et le groupe no 205 de la RAF commençant à voler depuis l'Italie. Au début de 1944, l'accent commence à changer. L'invasion de la France approchant, le rôle indépendant des forces de bombardiers est considérablement réduit et finalement placé sous la direction du général Eisenhower, commandant suprême de la force expéditionnaire alliée. Harris et ses homologues américains tentent de se battre avec acharnement pour ne pas être placés sous Eisenhower, mais perdront ce bras de fer.
Le Bomber Command bombarda lourdement des cibles en France et contribua à paralyser le système de transport du pays à temps pour le lancement de l'opération Overlord le 6 juin 1944. Après le débarquement, un soutien direct supplémentaire fut fourni aux troupes, mais Harris réussit finalement à détacher son commandement du contrôle d'Eisenhower. Les bombardements des villes allemandes reprirent.
À l'hiver 1944, l'augmentation de la puissance des forces de bombardiers britanniques et américains amène à des raids courants de 1 000 bombardiers organisés depuis les bases du Royaume-Uni. Les forces américaines venant d'Italie peuvent également déployés plusieurs centaines d'avions au-dessus d'une cible. La précision s'améliore, mais encore insuffisante pour un « bombardement de précision » au sens moderne du terme. La RAF et l'AAF américaine larguent deux millions de tonnes de bombes explosives sur 60 villes allemandes, tuant plus d'un demi-million de citoyens (dont beaucoup de travailleurs forcés dans des usines de munitions allemandes) et faisant 80 000 morts parmi les aviateurs.
La tâche du Bomber Command devient quelque peu plus facile face à la diminution constante du territoire contrôlé par les forces allemandes. Les défenses des chasseurs de nuit allemands s'amoindrissent également en raison de la paralysie des approvisionnements en carburant de l'Allemagne par les bombardements américains d'usines de pétrole synthétique.
En février 1945, alors que les forces soviétiques se rapprochent de la ville allemande de Dresde, en grande partie épargnée par les bombardements intensifs en raison de son statut historique, le commandement soviétique demande des attaques contre les vastes liaisons de transport autour du centre de population. Le Bomber Command et les forces américaines s'y obligent, soumettant la ville à une série de raids extrêmement lourds. Environ 25 000 personnes sont tuées lors de ces raids, et des questions sont émises par Winston Churchill lui-même, qui s'est inquiété de l'opportunité du bombardement quelques semaines après, le 28 mars 1945. Un bombardement de ce type était-il nécessaire si tard dans la guerre, ou alors s'il s'agissait d'un effort pour empêcher les rumeurs du « coup de poignard dans le dos » du genre de celles que les nazis avaient exploitées dans les années 1920.
Le Bomber Command était destiné à ne plus jouer un grand rôle dans la guerre. Un grand nombre de bombardiers de la RAF s'étaient préparés pour un déploiement à Okinawa peu avant la reddition du Japon. Par conséquent, ce n'est qu'aux mains de bombardiers stratégiques américains et d'avions porte-avions britanniques et américains que le Japon a subi des attaques. Il ne devait pas y avoir d'équivalent extrême-oriental de l'offensive combinée de bombardiers en l'Europe.

### Aérodromes
- Aérodrome de Duxford
- Aéroport de Londres-Southend

### Armée
- Allport, Alan. Browned Off and Bloody-Minded: The British Soldier Goes to War, 1939-1945 (Yale UP, 2015)
- Atkinson, Rick. The Day of Battle: The War in Sicily and Italy, 1943–1944 (2008)
- Buckley, John. British Armour in the Normandy Campaign 1944 (2004)
- D'Este, Carlo. Decision in Normandy: The Unwritten Story of Montgomery and the Allied Campaign (1983).  (ISBN 0-00-217056-6).
- Ellis, L.F. The War in France and Flanders, 1939–1940 (HMSO, 1953) online
- Ellis, L.F. Victory in the West, Volume 1: Battle of Normandy (HMSO, 1962)
- Ellis, L.F. Victory in the West, Volume 2: Defeat of Germany (HMSO, 1968)
- Fraser, David. And We Shall Shock Them: The British Army in World War II (1988).  (ISBN 978-0-340-42637-1)
- Graham, Dominick. Tug of War: The Battle for Italy 1943–1945 (2004)
- Hamilton, Nigel. Monty: The Making of a General: 1887–1942 (1981); Master of the Battlefield: Monty's War Years 1942–1944 (1984); Monty: The Field-Marshal 1944–1976 (1986).
- Lamb, Richard. War In Italy, 1943–1945: A Brutal Story (1996)
- Thompson, Julian. The Imperial War Museum Book of the War in Burma 1942–1945 (2004)
- Sebag-Montefiore, Hugh. Dunkirk: Fight to the Last Man (2008)

### Royal Navy
- Barnett, Corelli. Engage the Enemy More Closely: The Royal Navy in the Second World War (1991)
- Marder, Arthur. Old Friends, New Enemies: The Royal Navy and the Imperial Japanese Navy, vol. 2: The Pacific War, 1942–1945 with Mark Jacobsen and John Horsfield (1990)
- Roskill, S. W. The White Ensign: British Navy at War, 1939–1945 (1960). summary
- Roskill, S. W. War at Sea 1939–1945, Volume 1: The Defensive London: HMSO, 1954; War at Sea 1939–1945, Volume 2: The Period of Balance, 1956; War at Sea 1939–1945, Volume 3: The Offensive, Part 1, 1960; War at Sea 1939–1945, Volume 3: The Offensive, Part 2, 1961. online vol 1; online vol 2

### Guerre aérienne
- Bungay, Stephen. The Most Dangerous Enemy: The Definitive History of the Battle of Britain (2nd ed. 2010)
- Collier, Basil. Defence of the United Kingdom (HMSO, 1957) online
- Fisher, David E, A Summer Bright and Terrible: Winston Churchill, Lord Dowding, Radar, and the Impossible Triumph of the Battle of Britain (2005)
- Hastings, Max. Bomber Command (1979)
- Hansen, Randall. Fire and Fury: The Allied Bombing of Germany, 1942–1945 (2009)
- Hough, Richard and Denis Richards. The Battle of Britain (1989) 480 pp
- Messenger, Charles, "Bomber" Harris and the Strategic Bombing Offensive, 1939–1945 (1984), defends Harris
- Overy, Richard. The Battle of Britain: The Myth and the Reality (2001) 192 pages
- Richards, Dennis, et al. Royal Air Force, 1939–1945: The Fight at Odds – Vol. 1 (HMSO 1953), official history vol 1 online edition vol 2 online edition; vol 3 online edition
- Shores, Christopher F. Air War for Burma: The Allied Air Forces Fight Back in South-East Asia 1942–1945 (2005)
- Terraine, John. A Time for Courage: The Royal Air Force in the European War, 1939–1945 (1985)
- Verrier, Anthony. The Bomber Offensive (1969), British
- Webster, Charles and Noble Frankland, The Strategic Air Offensive Against Germany, 1939–1945 (HMSO, 1961), 4 vol. Important official British history
- Wood, Derek, and Derek D. Dempster. The Narrow Margin: The Battle of Britain and the Rise of Air Power 1930–40 (1975) online edition